# الدولة العباسية
الدَّولَةُ العَبَّاسِيَّةُ أو الخِلافةُ العبَّاسيَّة أو دَوْلَةُ بَني العبَّاس هو الاسم الذي يُطلق على ثالث خلافة إسلامية في التاريخ، وثاني السلالات الحاكمة الإسلامية. استطاع العباسيون أن يزيحوا بني أمية من دربهم ويستفردوا بالخلافة عبر سلسلة من الثورات المسلحة التي انطلقت من خراسان، وقد قضوا على تلك السلالة الحاكمة، وطاردوا أبناءها حتى قضوا على أغلبهم، ولم ينج منهم إلا من لجأ إلى الأندلس، وكان من ضمنهم عبد الرحمن بن معاوية بن هشام بن عبد الملك؛ فاستولى على شبه الجزيرة الأيبيرية، وبقيت في عقبه لسنة 1029م.
أسس الدولة العباسية رجالٌ من سلالة العباس بن عبد المطلب، أصغر أعمام الرسول محمد بن عبد الله، وقد اعتمد العباسيون في تأسيس دولتهم على الفرس الناقمين على الأمويين؛ حيث استبعدوهم من مناصب الدولة والمراكز الكبرى، بينما اختُصَّ العرب بها، كذلك استمال العباسيون الشيعة للمساعدة على زعزعة كيان الدولة الأموية. وقد نقل العباسيون عاصمة الدولة، بعد نجاح ثورتهم، من دمشق، إلى الكوفة، ثم الأنبار، قبل أن يقوموا بتشييد مدينة بغداد لتكون عاصمة لهم، والتي ازدهرت طيلة ثلاثة قرون من الزمن، وأصبحت أكبر مدن العالم وأجملها، وحاضرة العلوم والفنون، لكن نجمها أخذ بالأفول مع بداية غروب شمس الدولة العباسية ككل، ونقل المعتصم عاصمة الدولة من بغداد إلى سامراء التي أطلق عليها سر من رأى، ثم أعيدت إلى بغداد بعد أربعين سنة. عرفت الدولة العباسية عصرها الذهبي خلال عهدي هارون الرشيد وابنه المأمون؛ إذ نشطت الحركة العلمية وازدهرت ترجمة كتب العلوم الإغريقية والهندية والفهلوية إلى اللغة العربية على يد السريان والفرس والروم من أهالي الدولة العباسية، وعمل المسلمون على تطوير تلك العلوم، وابتكروا عدة اختراعات مفيدة، كما ازدهرت الفلسفة الإسلامية، واكتمل تدوين المذاهب الفقهية الكبرى: الحنفية والمالكية والشافعية والحنبلية عند أَهْلُ السُّنَّةِ، والجعفرية والزيدية عند الشِّيْعَة، وبرزت الكثير من الأعمال الأدبية والفنية؛ مثل كتاب ألف ليلة وليلة وغيرها، وأسهم أهل الكتاب من المسيحيين واليهود والصابئة في هذه النهضة الحضارية، وبرز منهم علماء وأدباء وفلاسفة كبار.
تنوّعت الأسباب التي أدّت لانهيار الدولة العباسية، ومن أبرزها: بروز حركات شعوبية ودينية مختلفة في هذا العصر؛ فقد أدّت النزعة الشعوبية إلى تفضيل الشعوب غير العربية على العرب، وقام جدل طويل بين طرفَي النزاع، وانتصر لكل فريق أبناؤه. وإلى جانب الشعوبية السياسية، تكوّنت فرق دينية متعددة عارضت الحكم العبّاسي، وكان محور الخلاف بين هذه الفرق وبين الحكام العبّاسيين هو «الخلافة» أو إمامة المسلمين، وكان لكل جماعة منهم مبادئها الخاصة، ونظامها الخاص، وشعاراتها وطريقتها في الدعوة إلى هذه المبادئ الهادفة لتحقيق أهدافها في إقامة الحكم الذي تريد. وقد جعلت هذه الفرق الناس طوائف وأحزابًا، وأصبحت المجتمعات العباسيّة ميادين تتصارع فيها الآراء وتتناقض، فوسّع ذلك من الخلاف السياسي بين مواطني الدولة العبّاسية، وساعد على تصدّع الوحدة العقائدية التي هي أساس الوحدة السياسية. ومن العوامل الداخلية التي شجعت على انتشار الحركات الانفصالية، اتساع رقعة الدولة العبّاسية؛ ذلك أن بُعدَ العاصمة، والمسافة المترامية بين أجزاء الدولة، وصعوبة المواصلات في ذلك الزمن؛ جعل الولاة في البلاد النائية يتجاوزون سلطاتهم، ويستقلون بشؤون ولاياتهم، دون أن يخشوا الجيوش القادمة من عاصمة الخلافة لإخماد حركتهم الانفصالية، والتي لم تكن تصل إلا بعد فوات الأوان، ومن أبرز الحركات الانفصالية عن الدولة العباسية: الحركة الرستمية وحركة الأدارسة وحركة الأغالبة، والحركة الفاطمية.
وقد انتهى الحكم العباسي في بغداد سنة 1258م، عندما أقدم هولاكو خان على نهب وحرق المدينة، وقتل أغلب سكانها بما فيهم الخليفة وأبناؤه، وقد انتقل من بقي على قيد الحياة من بني العباس إلى عدد من المناطق في فارس والجزيرة العربية والشام ومنها القاهرة بعد تدمير بغداد؛ حيث أقاموا الخلافة مجددًا في سنة 1261م، وبحلول هذا الوقت كان الخليفة قد أصبح رمز لوحدة الدولة الإسلامية والمسلمين دينياً، أما في الواقع فإن سلاطين المماليك كانوا هم الحكَّامَ الفعليين للدولة. وكان مُحيي الخِلافة العَباسية في القاهرة هو السلطان الظاهر بيبرس، الذي رغب أن يكون الحاكم المُسلم الذي يُعيد الحياة إلى هذه الخِلافة، على أن يكون مقرُّها القاهرة، لِيجعل منها سندًا لِلسلطنة المملوكيَّة، والتي كانت بِحاجةٍ ماسَّة إلى دعمٍ روحيٍّ يجعلها مهيبة الجانب؛ فعلى الرَّغم من الانتصارات التي حققتها ضدَّ المغول كانت في حاجة إلى ذلك الدعم، كذلك كان الظاهر بيبرس في حاجة إلى ذلك الدعم الروحي لأمرين؛ الأول: أن يُحيطَ عرشه بِسياجٍ من الحماية والصبغة الدينية، يقيه خطر الطامعين في مُلك مصر والشَّام، ويُبعد عنه كيد مُنافسيه من أُمراء المماليك في مصر، الذين اعتادوا الوُصُول إلى الحُكم عن طريق تدبير المُؤامرات، والثاني: أن يظهر بِمظهر حامي الخِلافة الإسلاميَّة. لذلك استدعى إلى القاهرة أميرًا عباسيًّا هو أبو القاسم أحمد، وبايعه وعلماء الديار المصرية بالخلافة، فقلد الخليفةُ بيبرس أمورَ البلاد الإسلاميَّة وما ينضاف إليها، وما سيفتحهُ من بلادٍ في دار الحرب، وألبسهُ خُلعة السلطنة. ومُنذ ذلك الوقت عُرف كل سلطان مملوكي بـ«قسيم أمير المؤمنين». وقد ظلت الخلافة العباسية قائمة حتى سنة 1519م، عندما اجتاحت الجيوش العثمانية بلاد الشام ومصر، وفتحت مدنها وقلاعها، فتنازل آخر الخلفاء عن لقبه لسلطان آل عثمان، سليم الأول، فأصبح العثمانيون خلفاء المسلمين، ونقلوا مركز العاصمة من القاهرة إلى القسطنطينية.

## العصر العباسي الأول: شباب الدولة وصعودها

### التأسيس (750 - 785)

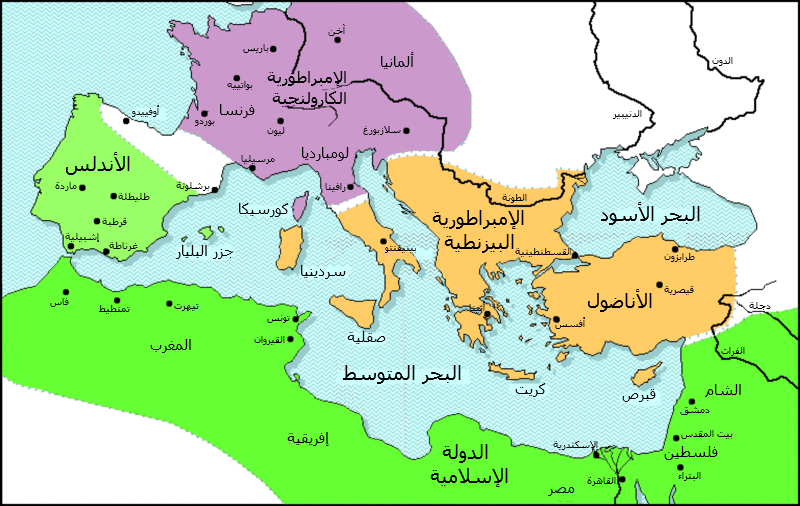
الأربعة ممالك الكبرى في عام 800 بعد الميلاد : الدولة العباسية وعاصمتها بغداد (أخضر) والدولة الأموية (أخضر فاتح) في الأندلس، وإمبراطورية شارلمان (بنفسجي)، والدولة البيزنطية (بني).

أصيبت الدولة الأموية بالضعف إثر وفاة عاشر خلفائها هشام بن عبد الملك يوم 10 يناير سنة 743م، الموافق فيه 9 ربيع الأول سنة 125هـ، وتعاقب من بعده أربعة خلفاء هم: الوليد بن يزيد الذي قتلته الأسرة الأموية لانشغاله عن الدولة وأمور السياسة، ويزيد بن الوليد وإبراهيم القاسم ومروان بن محمد، وتميزت فتراتهم بانقسام داخلي حاد، واستشراء الحروب الداخلية، فضلًا عن الوضع الاقتصادي المتردي، ما أسهم في تقوية الجماعات والأحزاب الدينية والحركات السياسية المعارضة لحكمهم، والتي كانت منتشرة بشكل أساسي في العراق وخراسان، البعيدة عن حاضرة الخلافة في دمشق. وأبرز تلك الأحزاب التي عارضت بني أمية الحزبُ القائل بأحقية سلالة علي بن أبي طالب بالخلافة، والحزب القائل بأحقية سلالة العباس بن عبد المطلب، عم النبي محمد، بالخلافة.
كان الحزب الأول قد أطلق عدة ثورات خلال الحكم الأموي، أدت إلى مقتل العديد من مواليه وقادته؛ فقتل الحسين بن علي عام 680م، وقتل زيد بن علي عام 740م، بعد أن ثار في الكوفة. أما الحزب العباسي فقد تطور تطورًا تدريجيًّا، والتزم الهدوء طوال عهود القوة الأموية، واستغل ضعف الاقتصاد لتفجير ثورته؛ فضلًا عن ذلك يرى الباحث عبد العزيز الدوري أن العباسيين قد استغلوا أيضًا التمييز العنصري والطبقي، الذي كان يمارسه الأمويون بين العرب وغير العرب، في الوظائف والضرائب والجيش؛ فكونوا بذلك قاعدة شعبية عريضة لدى غير العرب، خصوصًا في أوساط فلاحي الريف وعمال المدن الفقراء. وذهب الدوري وعدد آخر من الباحثين العرب والمستشرقين لاستخلاص قاعدة؛ مفادها: أن الدعوة العباسية كانت «ثورة دينية واجتماعية واقتصادية»، ويراها البعض أيضًا «ثورة الفرس ضد العرب».

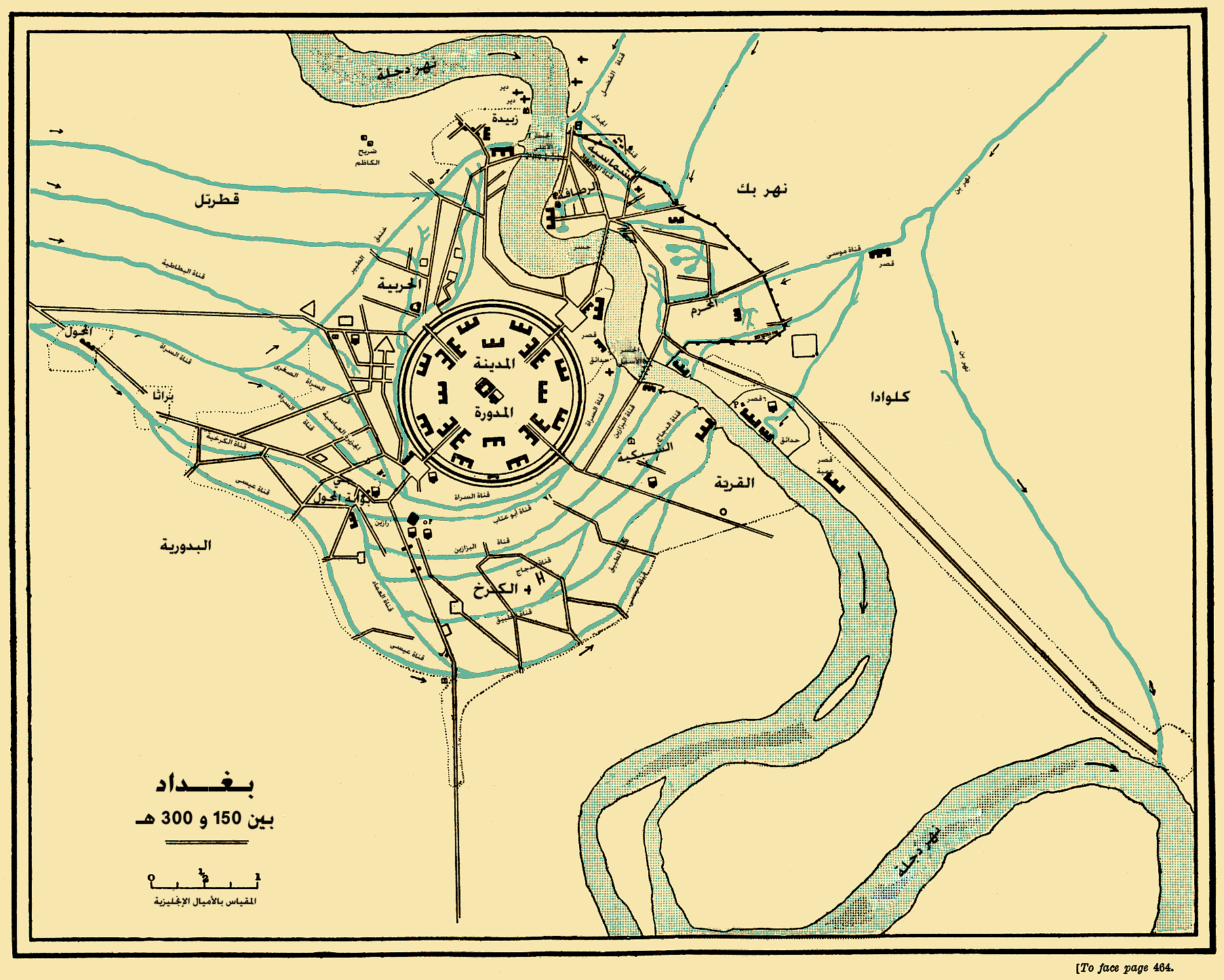
مخطط بناء بغداد وتوسعها بين عامي 767 و912م الموافق 150 و300هـ.

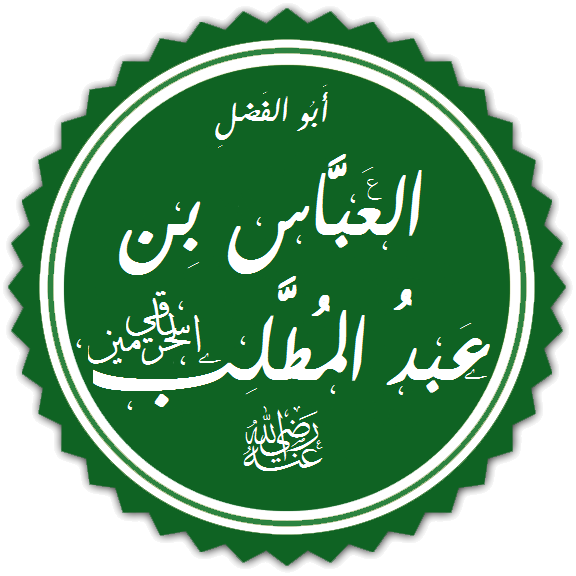
يرجع نسب الخلفاء العباسيين لعم النبي العبَّاس بن عبد المُطلب وهو من أهل البيت.

ويمكن إرجاع نضوج الدعوة العباسية إلى محمد بن علي بن عبد الله بن عباس، وابنه إبراهيم الذي سجنه آخر الأمويين مروان بن محمد في مدينة حران، إلى أن توفي عام 746م، فتولى أخوه أبو العباس شؤون الحركة العباسية، بناءً على دعوة أبي مسلم الخراساني؛ فقد قام أبو مسلم بإعلان قيام الدولة العباسية في خراسان، وحارب نصر بن سيار الوالي الأموي فيها، وانتصر عليه، ثم احتلّ مدينة مرو، ومنها انتقل أبو العباس إلى الكوفة في أغسطس سنة 742م بشكل سري، وظل مختفيًا حتى 28 أكتوبر 749م، الموافق 12 ربيع الأول سنة 132هـ حين بايعه أهل الكوفة بالخلافة، لتدخل عملية خلق الدولة العباسية مرحلتها الأخيرة؛ إذ التقى إثر ذلك الجيش الأموي بقيادة مروان بن محمد، وجيش العباسيين بقيادة أبي العباس قرب نهر الزاب شمال العراق بين الموصل وأربيل، وكانت الغلبة للعباسيين، الذين أتموا فتح العراق، وانتقلوا منها إلى بلاد الشام فمصر، حيث طاردوا فلول الجيش الأموي، وقتلوا الخليفة مروان بن محمد في معركة بوصير. وبفتحهم مصرَ دانت لهم سائر الأمصار التي كانت تابعة للأمويين، وتأسست الدولة العباسية، ثالث مراحل تاريخ الخلافة، بعد الراشدية والأموية، وبويع أبو العباس بالخلافة، ولقب بالسفّاح لكثرة سفكه الدماءَ، خصوصًا لدى دخوله دمشق حاضرة الأمويين؛ إذ نهب بيوت الأسرة الأموية والمقربين منها، وأحرق قصورهم، ثم نبش قبور خلفائهم، ولم ينج من الأسرة الأموية سوى عبد الرحمن بن معاوية بن هشام بن عبد الملك، الذي انتقل إلى المغرب، ثم دخل الأندلس، فاستقلَّ بها مؤسسًا حكمًا أمويًا فيها. أما أبو العباس السفاح فقد نقل عاصمة الدولة من حران التي كان مروان بن محمد قد نقل إليها عاصمة الدولة الأموية، إلى الكوفة رغم أنه لم يلبث بها إلا قليلًا، حتى انتقل للعيش في الأنبار، وإثر وفاته عام 754م، ودفنه في الأنبار، أخذت البيعة لأخيه أبي جعفر المنصور، والذي كان السفاح قد عينه وليًّا للعهد.
كانت فترة حكم المنصور توطيدًا لدعائم الدولة الجديدة؛ فقضى على الثورات المتلاحقة التي هددتها، وقتل أبا مسلم الخراساني، مع كونه سبب حصول العباسيين على الخلافة خوفًا من امتداد نفوذه، وقضى على ثورة المدينة المنورة، التي بايع أهلها محمدَ بنَ عبدِ الله بن الحسن، الملقب بالنفس الزكية، بالخلافة، وقضى على ثورات شبيهة في البصرة وواسط والأهواز، كما قام بخلع ابن أخيه عيسى بن موسى من ولاية العهد، بعد أن استغله لسنوات في توطيد حكمه والقضاء على مخالفيه، لذا يصفه الباحث عبد القادر عيّاش بالقول بأن أبا جعفر المنصور أعظم رجل من العباسيين، شدة وبأسًا ويقظة وثباتًا؛ شحن الثغور والأطراق، وأمن السبل، وعرف بميله إلى الاقتصاد في النفقات، حتى امتلأت خزائنه، تاركًا لابنه المهدي ثروة جعلته ينفق في سعة. ومن الأعمال العمرانية الهامة التي ارتبطت به تشييده مدينة بغداد على نهر دجلة، ونقله عاصمة الخلافة إليها، وظل مقيمًا بها إلى أن توفي في 7 أكتوبر سنة 775م، الموافق 6 ذي الحجة سنة 158هـ، في قصر الخلد الذي شيَّده مقابل نهر دجلة. أما على الصعيد الديني فقد توفي خلال عهده الإمام أبو حنيفة النعمان مؤسس المذهب الحنفي لدى السنة. وقد تلا المنصور في الخلافة ابنُه محمد المهدي، والذي اهتم بالخدمات الداخلية؛ فنظم البريد والطرقات، وأصلح الزراعة، ونقل عنه رفاهة الشعب وعدالة القضاء الذي كان يرأسه بنفسه، كما نقل عن المهدي ورعه وميله للالتزام بالشريعة، والعناية بالفقراء وأصحاب الأمراض والمساجين في جميع أنحاء الدولة، ممهدًا بذلك لبدء العصر الذهبي لسلالة آل العباس.

### العصر الذهبي (785 -847)

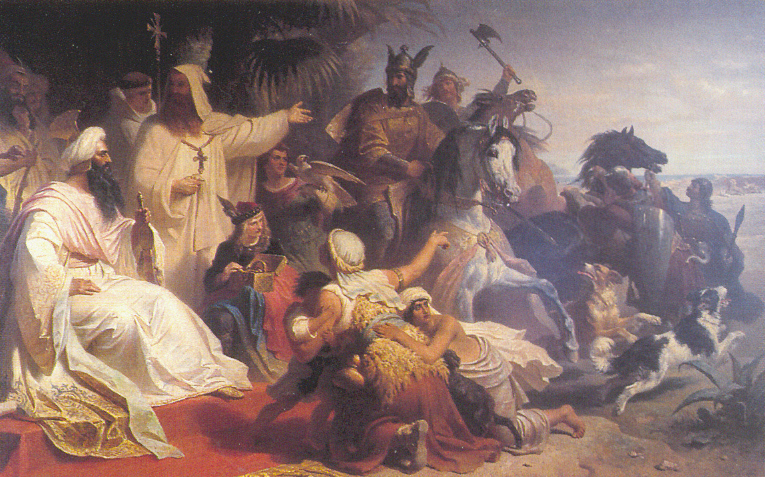
هارون الرشيد يستقبل وفد شارلمان؛ بريشة يوليوس كوركت 1846.

توفي المهدي عام 785م، وأخذت البيعة لابنه موسى الهادي، غير أن حكمه لم يطل؛ إذ توفي مسمومًا عام 786م، مفسحًا المجال أمام أخيه هارون لاستلام السلطة، وكان والد هارون قد خلع عليه لقب «الرشيد» في أعقاب إحدى الغزوات التي انتصر فيها على البيزنطيين. اهتم هارون الرشيد بالإصلاحات الداخلية؛ فبنى المساجد الكبيرة، والقصور الفخمة، وفي عهده استعملت القناديل لأول مرة في إضاءة الطرقات والمساجد، وتطورت العلوم؛ خصوصًا الفيزياء الفلكية والتقنية، وابتُكِرَ عدد من الاختراعات كالساعة المائية. وقد اعتنى الرشيد أيضًا بالزراعة وأُسُس نظامها؛ فبنت حكومته الجسور والقناطر الكبيرة، وحفرت الترع والجداول الموصلة بين الأنهار، وأسس ديوانًا خاصًّا للإشراف على تنفيذ تلك الأعمال الإصلاحية. ومن أعماله أيضًا تشجيع التبادل التجاري بين الولايات، وحراسة طرق التجارة بين المدن، وقد شيَّد مدينة الواقفة قرب مدينة الرقة على ضفاف الفرات، لتكون مقرًّا صيفيًّا لحكمه. وقد نقل ابن خَلِّكَانَ أن الرشيد قد حجَّ تسع مرّات، وكان يصلي في اليوم مائة ركعة. وقد راسل الرشيد شارلمان، إمبراطور الإمبراطورية الرومانية المقدسة؛ فينسب المؤرخون صداقةً قامت بين الرجلين، وتبادل الهدايا؛ حتى قدَّم الخليفة مفتاح القدس لشارلمان. كذلك اهتم هارون الرشيد بالفتوح وتوسيع رقعة الدولة؛ خصوصًا في القوقاز وآسيا الوسطى والأناضول، وقد سجّل عهده، عام 782م، (كان حينها ولياً للعهد)، آخر محاولة عربية لفتح القسطنطينية، التي ظلَّت عصيّة على الفتح، إلى أن استطاع السلطان العثماني محمد الثاني فتحها عام 1453م.

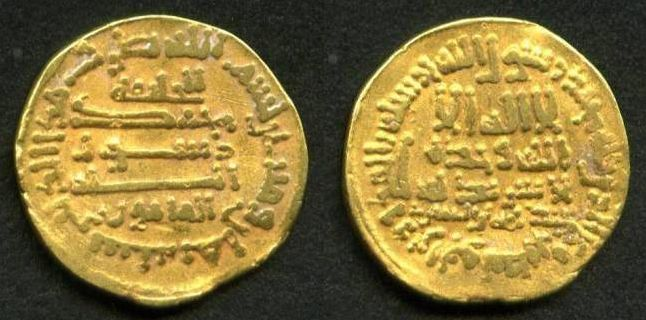
دينار عباسي ذهبي ضرب في فسطاط مصر عام 823 خلال خلافة المأمون.

خلال بداية خلافته؛ اعتمد الرشيد على البرامكة، فعهد إلى يحيى البرمكي بالوزارات، مانحًا إياه صلاحياتٍ مطلقةً، وقد استمر الوضع على ما هو عليه حتى عام 805م، حين تخوّف الرشيد من امتداد نفوذهم، وزيادة أموالهم، وميل الناس إليهم؛ فصادر أموالهم، وقتل قادتهم، وسجن القسم الأكبر منهم. ويختلف المؤرخون في تصنيف علاقات هارون الرشيد النسائية؛ فبينما يجزم البعض أنه كان «زيرَ نساءٍ»، يرفض البعض الآخر هذه الفكرة.
توفي هارون الرشيد عام 809م في خراسان، وأخذت البيعة لابنه محمد الأمين، وفقًا لوصية والده، التي نصت أيضًا أن يخلف عبد الله المأمون أخاه الأمين، إلا أن الخليفة الجديد سرعان ما خلع أخاه من ولاية العهد، وعين ابنه موسى الناطق بالحق وليًّا للعهد، وكان المأمون آنذاك في خراسان، فلما أخذ العلم بأن أخاه قد خلعه عن ولاية العهد أخذ البيعة من أهالي خراسان، وتوجه بجيش لمحاربة أخيه، وقد استمرت الحروب بينهما أربع سنوات، إلى أن استطاع المأمون محاصرة بغداد، والتغلب على الأمين ومقتله على يد قوات طاهر بن الحسين عام 813م، ظافرًا بالخلافة.

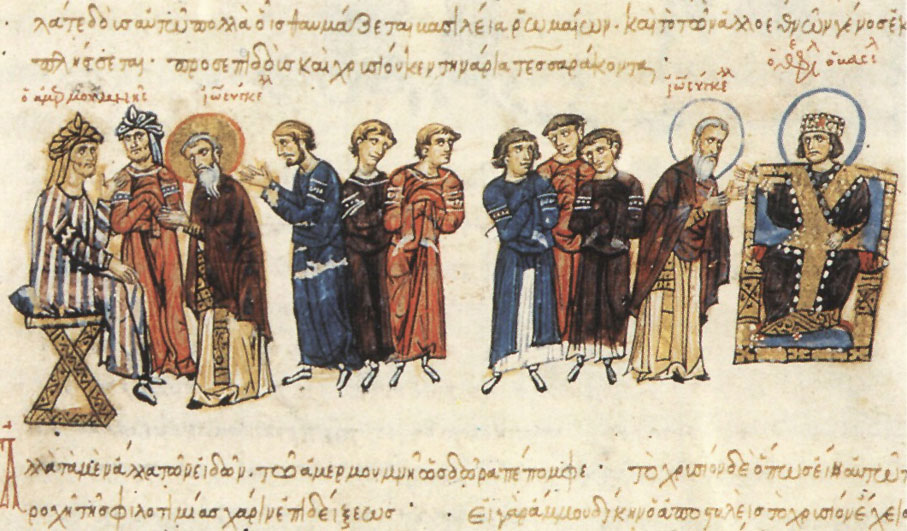
السفير البيزنطي البطريرك يوحنا الرابع القسطنطيني «النحوي» يقف بين إمبراطور الروم «ثيوفيلوس» (يمين) والخليفة العباسي المأمون (يسار) في سنة 829م.

تفرَّد عهد المأمُون بتشجيع مطلق للعلوم؛ من فلسفة وطب ورياضيات وفلك، واهتمام خاص بعلوم اليونان. وقد أسس الخليفة عام 830م جامعة بيت الحكمة في بغداد، والتي كانت من كبريات جامعات عصرها، واخترع في عهده الاسطرلاب، وعدد من الآلات التقنية الأخرى، وحاول العلماء قياس محيط الأرض، ما يدلّ على الاعتراف بكرويتها من ناحية، وتطور العلوم من ناحية أخرى. وقد تكون عمليات الترجمة، التي رعاها هو وحاشيته وولاته، أبرزَ سمات عهده؛ إذ نقلت خلالها العلوم والآداب السريانية والفارسية واليونانية إلى العربية، فاكتسبت من خلاله اللغة العربية مكانة مرموقة؛ إذ تحولت من لغة شعر وأدب فحسب، إلى لغة علم وفلسفة، كما أسهمت عمليات الترجمة في إرساء منسوب ثقافي عالٍ في الدولة. وقد أثر الانفتاح الثقافي على المعتقدات الدينية؛ فقال المأمون بخلق القرآن، وأجبر الناس على الحذو في هذه الصيغة، كما أعلن المعتزلة عقيدة الدولة الرسمية، ثم عهد بولاية العهد، قسطًا من الزمن، لعلي الرضا، الإمام الثامن حسب الشيعة، وتبنى الشعار الأخضر بدلًا من الشعار الأسود، ثم عاد إلى شعار بني العباس الأسود، وعيَّن أخاه وليًّا للعهد. وقد زار المأمون مصر ودمشق والجزيرة الفراتية، وتوفي ودفن بطرسوس، شمال بلاد الشام في 9 أغسطس سنة 833م، الموافق 18 رجب سنة 218هـ، وأخذت البيعة لأخيه محمد المعتصم بالله، الذي بنى مدينة سامراء، وفتح عمورية قرب أنقرة مسقط رأس العائلة الإمبراطورية البيزنطية، واستمرت عمليات الترجمة والنهضة العلمية في عهده، كما افتتحها سلفه المأمون، ولعلَّ قضاءه على ثورة بابك الخرمي، التي أسست دولة شاسعة في أذربيجان وجوارها، منذ عهد المأمون أبرز أعماله؛ إذ إن بابك الخرمي قد مزج بين الإسلام والمجوسية، وأسس دينًا هجينًا، وعمد إلى إصلاحات اقتصادية واجتماعية جذرية، ما أسهم في بقائه عصيًّا على الدولة العباسية عشرين عامًا، إلى أن استطاع القائد الأفشين القضاء عليه. ومن الثورات الأخرى ثورة الزط جنوب العراق، وإجلاء المعتصم إياهم إلى الأناضول.
كانت والدة المعتصم تركية، لذلك أحاط نفسه بالحرس التركي، كما فعل أخوه المأمون مع الفرس، وكان قوام الحرس التركي بداية عهد المعتصم أربعة آلاف رجل، غير أنه استقدم المزيد من قبائلهم عامًا فعامًا، ما أثار قلاقل واضطرابات في بغداد، اضطر معها الخليفة لنقل عاصمته إلى سامراء، وإثر وفاته عام 842 م بويع ابنه الواثق بالله، واستمر في سياسة والده القائمة على استيراد القبائل التركية، ومنحهم الوظاف العالية في الدولة، وجعلهم قوام الجيش فعليًّا. وكان الواثق قد خلع على القائد التركي أشناس لقب «السلطان»، ما مهد لضعف الدولة، وزوال سيطرة الخلفاء عليها. وإثر وفاته عام 847 م بويع أخوه جعفر المتوكل على الله بالخلافة، والذي يحدد أغلب المؤرخين تاريخ خلافته بدءًا لانحطاط الدولة العباسية كما قُتل على أيديهم بعدما حاول التخلُّص من نفوذهم.

## العصر العباسي الثاني: عصر الحرس التركي

### طلائع الانهيار (847 - 862)

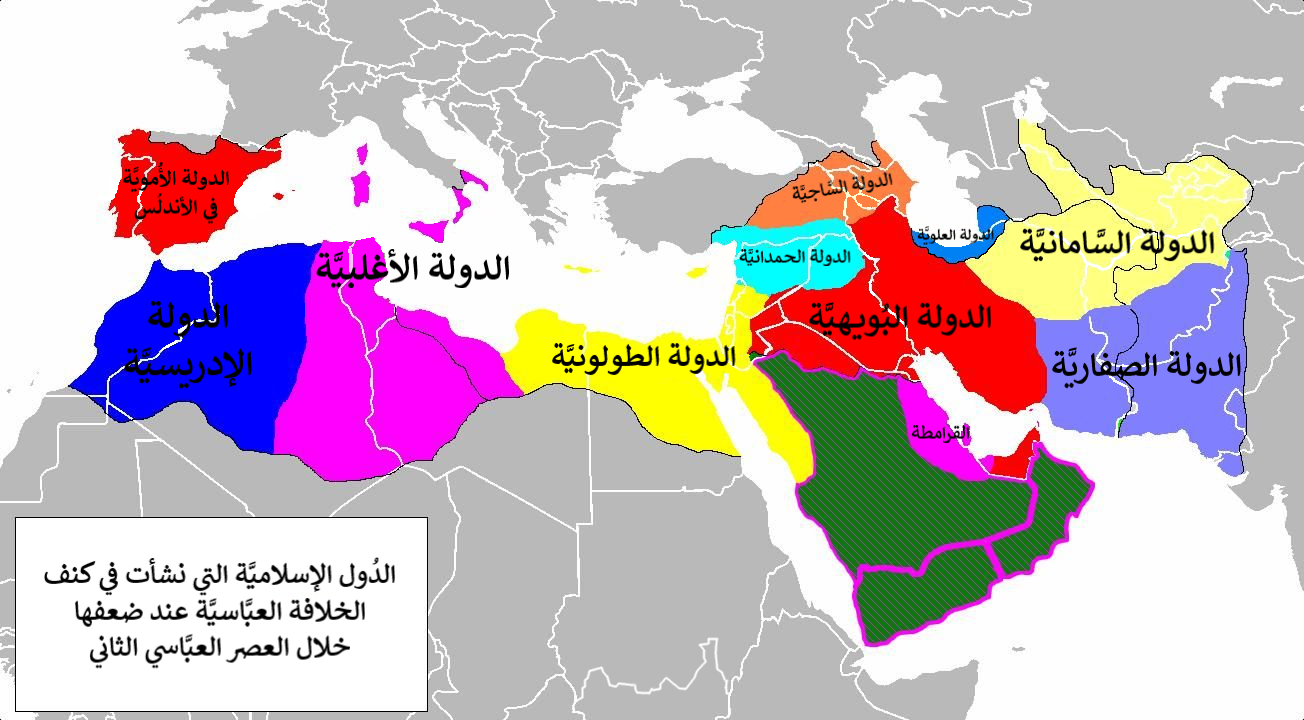
الدول الإسلامية المتعددة التي نشأت بعد ضعف الدولة العباسيّة وزوال هيبة الخلافة في بغداد.

لم يستطع العباسيون الحفاظ على وحدة الدولة كما فعل أسلافُهم الأمويون؛ فاستقلّ عبد الرحمن الداخل بالأندلس منذ قيام الدولة، وفي خلافة الهادي استطاع إدريس بن عبد الله الحسني الفرار من مذبحة لحقت بأسرته وأنصارها في المدينة المنورة، إثر مطالبة محمد النفس الزكية بالخلافة، واتجه إلى المغرب؛ حيث أسس الدولة الإدريسية المستقلة وعاصمتها فاس، وفي عهد المأمون تولى إبراهيم بن الأغلب ولاية إفريقية، التي تشمل ليبيا وتونس وشمال الجزائر، وبقي حكم هذه الولاية محصورًا في ذريته حتى ظهور الدولة الفاطمية، ولم يحفظ بنو الأغلب للخلفاء العباسيين سوى الخطبة، وسك اسم الخليفة على النقد، وبذلك فإن الدولة العباسية منذ عهود قوتها لم تحفظ وحدة أراضيها الإدارية، وهو الأمر الذي سيكرس رسميًّا، وفي كل جهات الدولة خلال عصور التراجع والانحطاط.
أبرز أوجه عصور الانحطاط، سوى استقلال الولاة والسلاطين في شؤون ولايتهم، بل وتأسيسهم دولًا مستقلة تمامًا في بعضها، كان تدخل الجيش في تعيين الخلفاء. توفي أول السلاطين الأتراك أشناس عام 844م وخلفه وصيف التركي، وعندما توفي الواثق عام 847م ما كانت مبايعة المتوكل على الله لتتم لولا رغبة السلطان وصيف، في وقت كانت الأسرة العباسية والمقربون منها، تميل لمبايعة محمد بن الواثق بالخلافة.

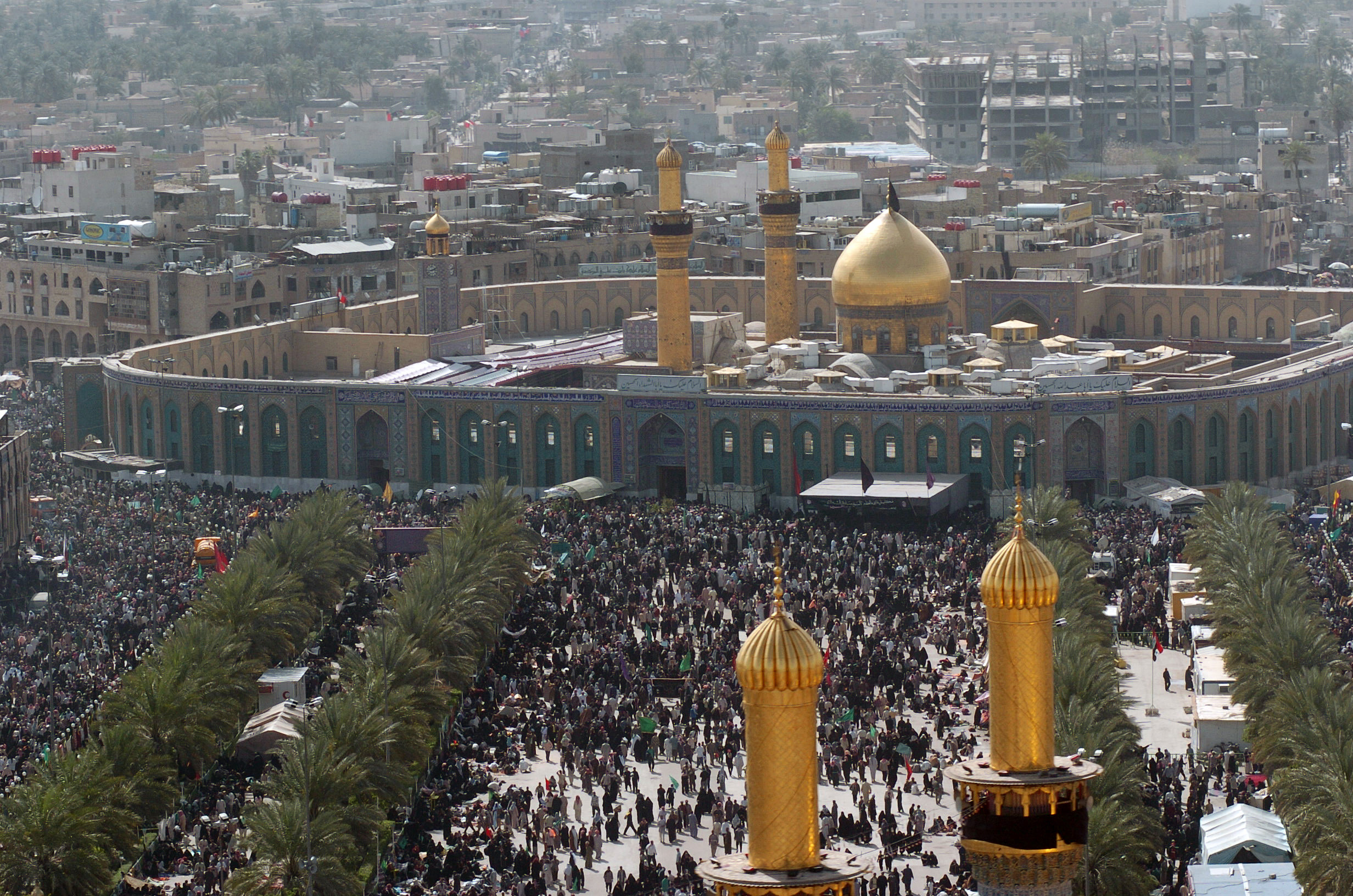
ضريح الحسين بن علي في كربلاء، ويسميه الشيعة «العتبة الحسينية المقدسة»، كان قد تعرض للهدم خلال خلافة المتوكل على الله عام 850م.

ولقد حاول المتوكل على الله الثورة على واقعه؛ فقتل عددًا من قواد الجيش، كابن الزيات وإيتاخ الخزري، وحاول نقل عاصمة الدولة إلى دمشق عام 858 م إلا أنه اضطر إلى العودة إلى سامراء بعد شهرين فقط، بضغط الأتراك، وقام أيضًا بتحويل المذهب الرسمي من المذهب المعتزلي إلى المذهب السني الشافعي، ما مثّل نقلة كبيرة لدى الدولة العباسية، التي طرأت عليها عدة مراحل من التطورات الدينية؛ إذ بدأت بتقارب مع الشيعة، وسرعان ما انقلبت عليهم، ثم اعتمدت الاعتزال كعقيدة الدولة منذ عهد المأمون. وكان المتوكل على الله قد أمر عام 850م بهدم كل من ضريح الحسين بن علي في كربلاء، وضريح علي بن أبي طالب في النجف، ومنع الناس من زيارتهما. كما أمر بهدم جميع الكنائس في العراق ومناطق أخرى، وكذلك الكنس اليهودية، مع وضع شارات معينة على لباس المسيحيين واليهود، ومنعهم من ركوب الخيل. وعلى الرغم من دعواته المتلاحقة للعمل بالشريعة الإسلامية أقدم على أمور يتنافى فعلها مع قواعدها؛ حيث كفل نظام أهل الذمة الإسلامي حقوقًا وكرامة أوسع لليهود والمسيحيين.
أخيرًا؛ اتفق بعض الجند الأتراك مع ابنه المنتصر بالله على قتله في مجلس شرابه، يوم 11 ديسمبر 861 م / 3 شوّال 247 هـ، غير أن خلافة المنتصر بالله لم تطل؛ إذ سرعان ما قضى عليه الأتراك بالسم، في مايو 862م، وبويع أحمد المستعين بالله، ابن المعتصم بالله، بالخلافة، لأن رجال السلطان لم يريدوا أن يبايِع أحد أولاد المتوكل خليفةً.

### عهد الفتن والحروب الداخلية (862 - 1055)

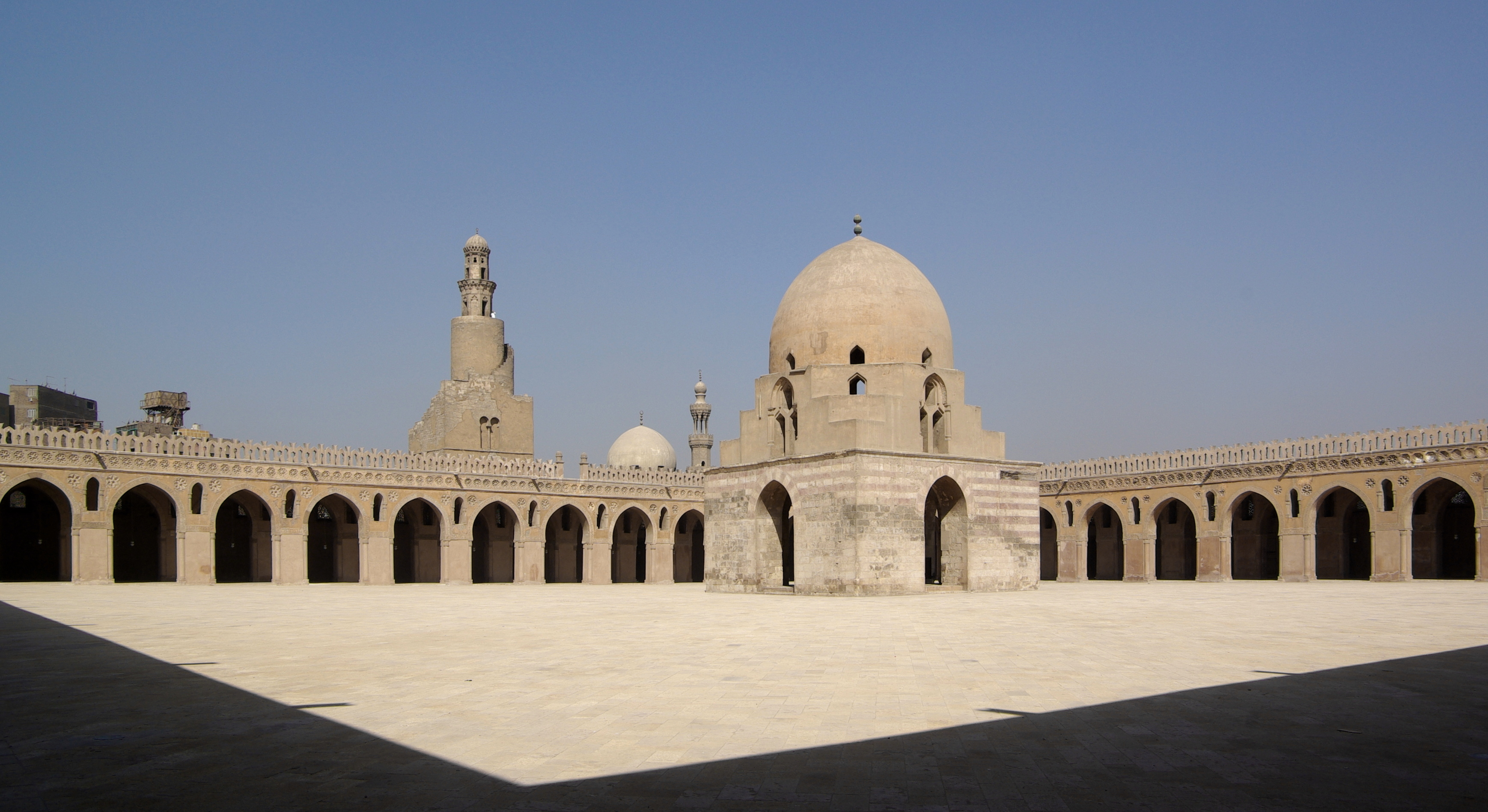
صحن مسجد ابن طولون مؤسس الدولة الطولونية في القطائع؛ والتي أصبحت جزءاً من القاهرة اليوم، ويعتبر من المساجد الألفية.

شهدت خلافة المستعين بالله قيام الدولة الطاهرية في خراسان، كما استقلت طبرستان تحت حكم الحسن بن زيد، الملقب بـ«الداعي إلى الحق»، وحصرت وظيفة السلطان بعائلة بغا التركي، ما مهد لظهور الفتن بين الأتراك أنفسهم؛ فحاصر المتمردون قصر الخليفة في سامراء، فهرب إلى بغداد، وعندها بايع الجند الثوّار المعتز بالله خليفة، فأرسل جيشًا بخمسين ألف مقاتل إلى بغداد، التي قام أهلها بخلع المستعين ومبايعة المعتز، حقنًا للدماء، بل إن المستعين نفسه بايع المعتز، إلا أن الخليفة الجديد قتل سلفه.

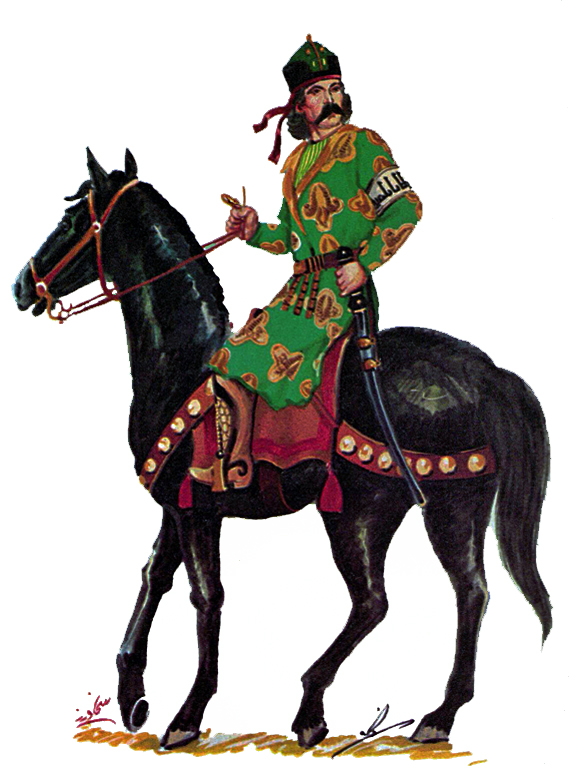
فارس صفاري، أحد الدول التي نشأت في كنف الدولة العباسية، بلباسه الكامل.

وفي خلافة المعتز بالله قامت الدولة الطولونية في مصر، والتي لم تترك للخليفة سوى الخطبة والسكة، واستولى يعقوب الصَّفَّار على بلاد فارس، ما دفع المؤرخ محمد فريد بك للقول بأن أملاك الخلافة العباسية لا تزيد عن ربع ما كانت قبلًا لدولة بني أمية. ورغم مسالمة المعتز للأتراك، وتعيين من شاؤوا في مناصب الدولة العليا، خلعوه عام 870م، لتردي الوضع الاقتصادي، ونضوب خزينة الدولة، وبايعوا المهتدي بالله بن الواثق بالخلافة، وقد مات المعتز في سجنه من العطش والجوع.

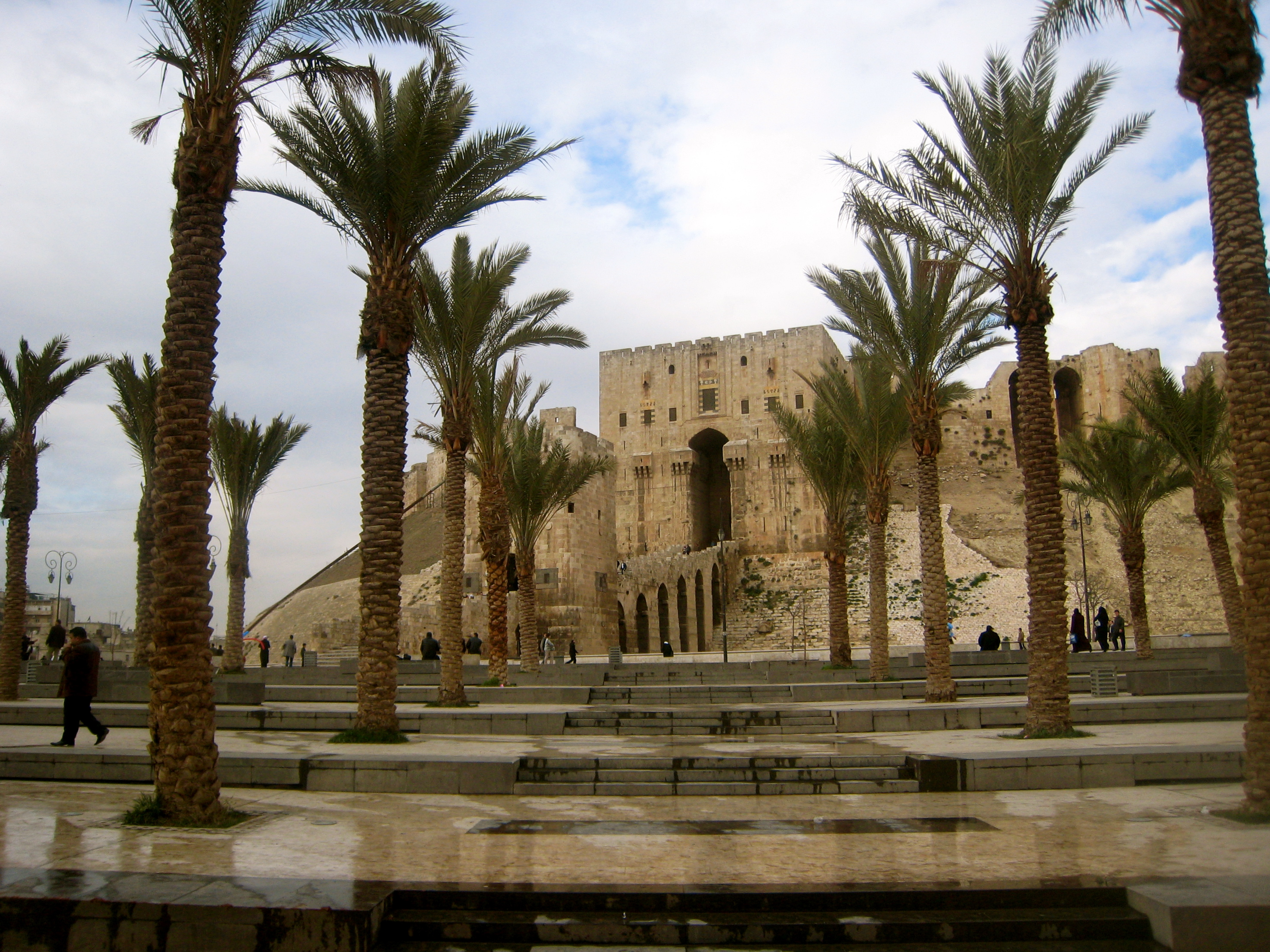
قلعة حلب، مركز حكم الحمدانيين.

حاول الخليفة الجديد كسر شوكة الأتراك؛ فقتل قائدهم بايكال بعد أشهر من توليه الخلافة، فقتله الأتراك ولم يمض على خلافته عام واحد بعد. وبويع المعتمد على الله بن المتوكل على الله خليفة، وفي عهده ثار الزنوج في البصرة وواسط، وعاثوا فسادًا في بغداد نفسها؛ احتجاجًا على سوء الأوضاع الاقتصادية، والمعاملة الاجتماعية الدونية. كما أكمل الطولونيون استقلالهم بمصر، مانحين السيادة الاسمية للخليفة، المتمثلة بذكر اسمه في الخطبة. وقد استطاع الطولونيون السيطرة على أغلب بلاد الشام، فلم يبق للعباسيين سوى العراق. ويعود لخلافة المعتمد وفاة الإمامين البخاري ومسلم، اللذين اشتهرا بتصحيح الأحاديث النبوية، وظهور الإسماعيلية.

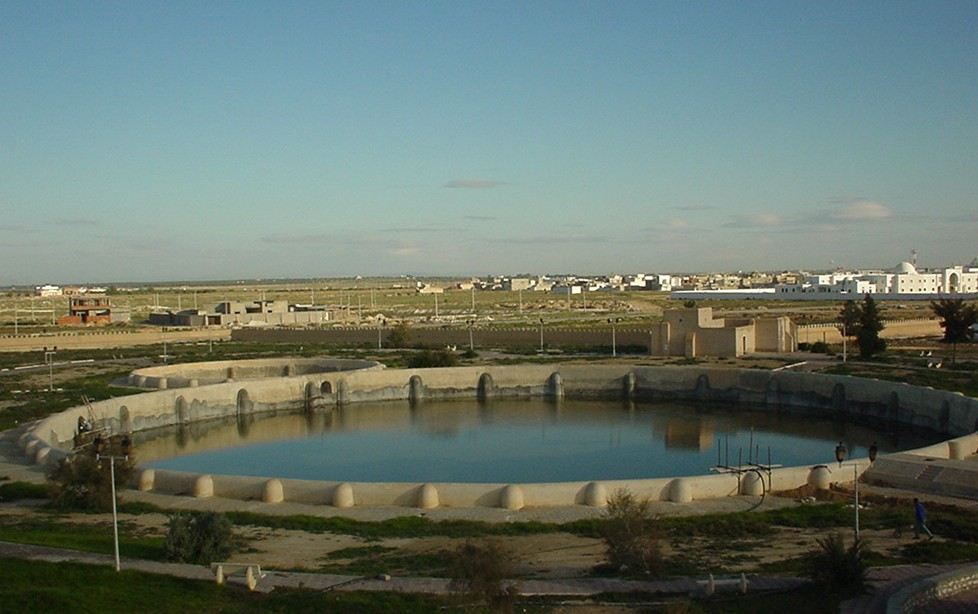
خزان مياه صناعي في القيروان من عهد الدولة الأغلبية.

توفي المعتمد على الله عام 892م، وبويع المعتضد بالله خليفة، وكانت خلافته وخلافة ابنه المكتفي بالله تحسنًا في الأوضاع الاقتصادية والسياسية على السواء، كما استعاد العباسيون مصر، وهزموا الإسماعيلية في عدة مواقع، وظهرت الدولة السامانية، التي استعادت طبرستان، وسيطرت على بلاد فارس وخراسان، مع حفظ السلطة الاسمية للخليفة، كما أعيدت عاصمة الدولة إلى بغداد.

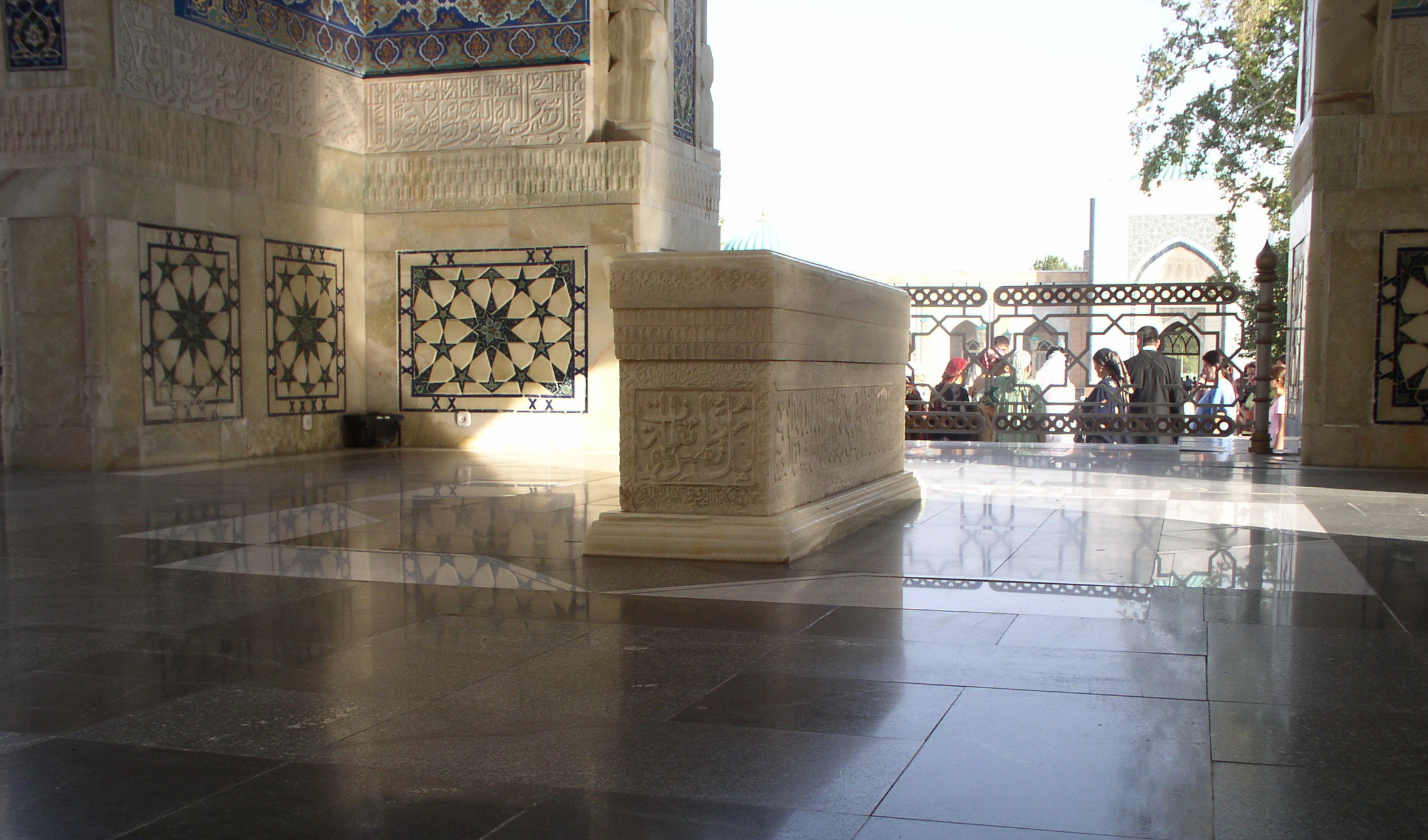
قبر البخاري، أحد أشهر من جمع الحديث النبوي في أوزباكستان، كانت وفاته في خلافة المعتمد على الله.

وإثر وفاة المكتفي في أغسطس 908م، بويع المقتدر بالله خليفة، إلا أنه خلع مرتين: الأولى لدى بداية عهده، وبويع عبد الله بن المعتز، إلا أنه قتل في اليوم التالي، خلال الفتن بين أنصاره وأنصار المقتدي؛ فكانت خلافته يومًا واحدًا، ولم يعتبره جميع المؤرخين خليفة، والثانية عام 929م؛ حيث خلعه الجند ورجال الدولة، بسبب سيطرة النساء والخدم على الدولة، إلا أنه عاد بعد ثلاثة أيام، واستمر في الخلافة حتى قتل عام 932م، خلال معركة بينه وبين مؤنس التركي أحد قواد الجيش، وأصبح أخوه القاهر بالله خليفة، إلا أن مؤنسًا نفسَه خلعه بعد عامين، وسمل عينيه وسجنه، وفي خلافته ظهرت الدولة البويهية في بلاد فارس وخراسان، كما استقلت تونس والجزائر وليبيا نهائيًا مع ظهور الدولة الفاطمية، التي قضت على حكم الدولة الأغلبية، وبنو رستم وبنو مدرار الذين، وإن استقلوا فعليًا عن الدولة العباسية حفظوا سيادتها الاسمية.

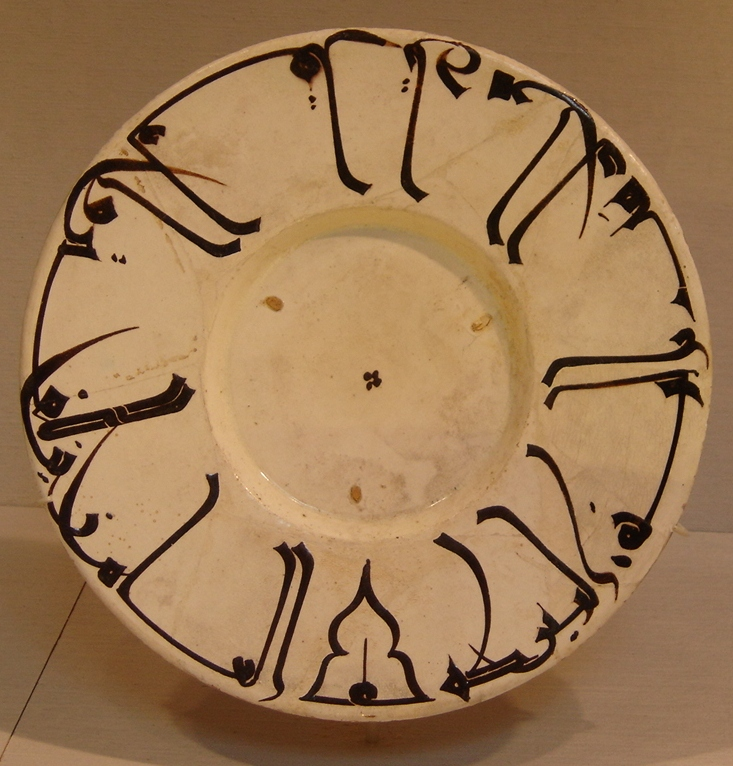
صحن مزخرف يعود للدولة البويهية: على الرغم من انشغال البويهيين بالحروب الداخلية، إلا أنهم تركوا آثارًا تدل على عنايتهم بالفنون.

وفي خلافة الراضي بالله؛ ظهرت الدولة الإخشيدية في مصر، وسيطرت على أجزاء واسعة من بلاد الشام، وأصبح نفوذ أمير الأمراء بالغ القوة؛ إذ إنه عندما مات الراضي بالله عام 940م لم تتم مبايعة الخليفة مباشرة، خلافًا للعرف القائم منذ عهد أبي بكر، بل انتظر أسبوعًا لحين عودة بجكم أمير الأمراء من واسط، ومبايعته المتقي لله.

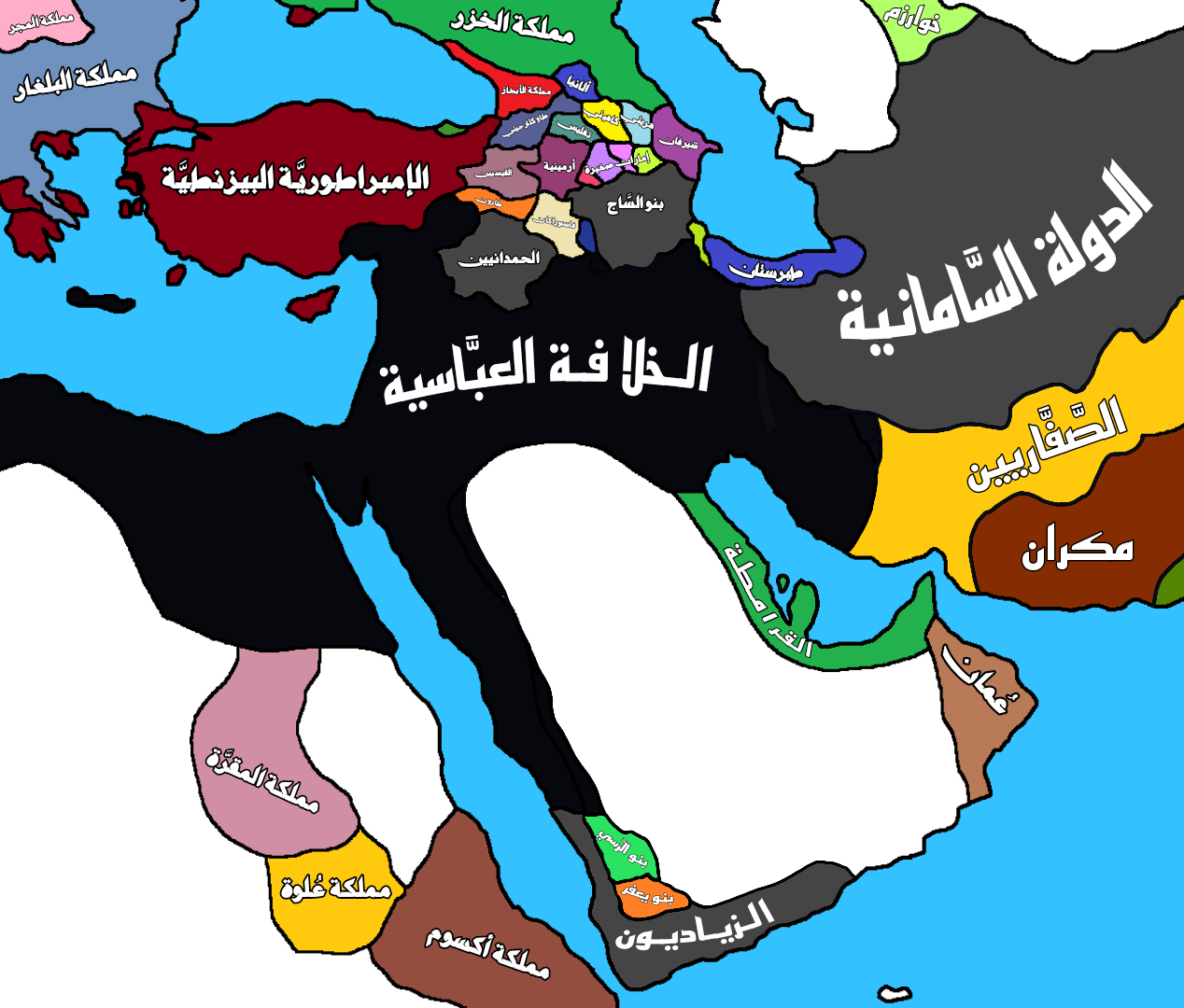
خريطة الشَّرق الأوسط سنة 308 هـ / 920 م، وتظهر وسطها الخِلافَة العبَّاسِيَّة في زمن جَعْفَر المُقْتَدِر بالله، مع وجود قوى جديدة وإمارات عديدة نتيجة انحسار الدولة.

السنوات اللاحقة أصبحت صراعًا على منصب أمير الأمراء؛ فتوالى بعد بجكم، ابن البريدي الذي خلعه الشعب في بغداد لظلمه، ثم كورتكين فابن رائق، الذي هرب والخليفة إلى الموصل؛ احتماءً بالحمدانيين من بطش أبي عبد الله البريدي العائد إلى بغداد، ولم يلبث ناصر الدولة بن حمدان أن قتل ابن رائق، وتولى إمارة الأمراء بنفسه، وأعاد الخليفة إلى بغداد. تلاه تورون الذي سجن الخليفة، وسمل عينيه، وبايع المستكفي بالله عام 944م، إلا أنه خُلِع عام 946م، وقد توالى في خلافته القصيرة ثلاثة في منصب أمير الأمراء؛ هم: تورون، وابن شيرزاد، ومعز الدولة بن بويه؛ مؤسسًا الدولة البويهية. وقد خلع معز الدولة الخليفة، وعيّن المطيع لله خليفة، وقد شهدت خلافته امتداد نفوذ الفاطميين من إفريقية إلى مصر وبلاد الشام، حتى أصبح العالم الإسلامي مقسمًا على ثلاثة خلفاء في آن واحد؛ في قرطبة والقاهرة وبغداد،وكان أضعفَهم سلطةً خليفةُ بغداد.
لم تكن خلافة المطيع لله، الذي بويع عام 946م، مختلفة عما سبقها من عهود؛ إذ استمرت الحروب بين البويهيين والحمدانيين والجند الأتراك، وأغار البيزنطينيون على حدود الدولة، واستعادوا أجزاءً من الأناضول وكيليكيا؛ كانوا قد فقدوها سابقًا، وثار الأتراك بقيادة سُبُكْتِكِيْن عام 974م على الدولة البويهية، وخلعوا الخليفة، وبايعوا ابنه الطائع لله، وكانت خلافته تفتقر إلى الاستقرار السياسي، مع تتالي الحروب والفتن، بين بني البويه من ناحية، والأتراك من ناحية أخرى، حتى خلعه عام 991م، وبويع إثر خلعه القادرُ بالله خليفةً، وقد مكث بالحكم أربعة عقود، شهدت قيام الدولة الغزنوية، وانهيار الخلافة الأموية في الأندلس، واستمرار الحروب بين البويهيين والأتراك، ثم سادت فترة من الهدوء، بعد أن قبض بهاء الدولة البويهي على الحكم، وكذلك في عهد خليفته سلطان الدولة وأخيه شرف الدولة، والذي بوفاته ضعفت الدولة البويهية، وعظم أمر الأتراك، ووصلت ذروتها في أواخر خلافة القادر، حين قام أرسلان بن عبد الله البساسيري بالخطبة للخليفة الفاطمي في بغداد، فاستنجد الخليفة العباسي بطغرل بك قائد السلاجقة، فدخل بغداد عام 1055م، وثبت الخليفة العباسي، وابتدأ عصر آل سلجوق في بغداد.
شهدت تلك المرحلة أيضًا، خصوصًا خلال القرن العاشر، هجرة قبائل كردية من جوار بحر قزوين للاستقرار في العراق وشمال بلاد الشام، وازدهار هجرة القبائل أدى إلى تعاسة الوضع الاقتصادي والاجتماعي، فضلًا عن تكاثر الحروب الداخلية والخارجية. أحد أمثلة ذلك الدولة العقيلية، وكذلك الدولة المروانية؛ فكلتاهما ورثت الدولة الحمدانية بعد انهيارها عام 979م، وغلب الطابع العربي على الأولى، بينما الطابع الكردي على الثانية، وقد اقتتلا طويلًا للسيطرة على الجزيرة الفراتية، كما قادت الدولة العقيلية حروبًا عدة ضد الدولة البويهية في بغداد. أما الحروب الخارجية فتتمثل بغارات الإمبراطورية البيزنطية على حلب وأنطاكية، واحتلالهما قسطًا من الزمن، نتيجة تشقق الوضع الداخلي.

## العصر العباسي الثالث: عصر آل سلجوق

### السلطنة السلجوقية في أوجها (1055 - 1092)

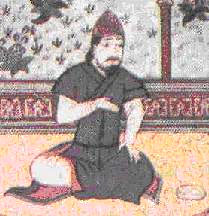
رسم للسلطان السلجوقي ألب أرسلان، الذي بلغت الدولة في عهده أوجها.

وفق أكثر النظريات انتشارًا؛ فإن السلاجقة هم جمهرة من القبائل التركية الرحل المحاربة، كانت تستقر في الصين، وانتقلت منها إلى بخارى؛ حيث اعتنقت الإسلام في عهد مؤسسها سلجوق، ثم استطاعت تحت زعامة طغرل بك السيطرة التدريجية على أملاك الدولة الغزنوية، ثم الدخول إلى بغداد بناءً على طلب الخليفة، الذي عين طغرل بك سلطانًا، وخطب باسمه في 15 ديسمبر، سنة 1055م، الموافق 22 رمضان، سنة 447هـ، ولقبه «بملك المشرق والمغرب»، وزوجه ابنته.
وإثر وفاته عام 1063م، كان طغرل بك قد حقق استقرارًا سياسيًّا واقتصاديًّا في الأوضاع، وقد خلفه ألب أرسلان الذي امتد حكمه حتى القدس، واستطاع عقب انتصاره في معركة ملاذكرد تأسيس دولة سلجوقية في الأناضول، هي الأولى من نوعها، غير أنه قتل في إحدى معاركه عام 1064م، وتلاه ابنه جلال الدولة ملكشاه، الذي شهدت سلطنته وفاة الخليفة القائم بأمر الله، بعد خلافة استمرت خمسة وأربعين عامًا، تعكس الاستقرار وتحسن الأوضاع المعيشية، وبويع المقتدي بأمر الله بالخلافة. وقد اهتم ملكشاه بالعلوم والفنون، وشيَّد في بغداد مرصدًا فلكيًّا، ومسجدًا كبيرًا دعي: «جامع السلطان». وقد برز في عهده أيضًا عمر الخيام، كما ثار القرامطة في البصرة في عهده عدة مرات ثم سقطوا بدعمٍ أساسي من السَّلاجقة والخليفة سنة 1077م لصالح العُيونيُّون. وبوفاة المُقتدي عام 1092م أخذت الدولة السلجوقية بفقدان قوتها؛ إذ تفرقت إلى عدة دول مستقلة في بلاد الشام والعراق وبلاد فارس وغيرها، بل تحولت الساحة إلى دسائسَ، وتحالفات بين الملوك السلاجقة ضد بعضهم البعض، بهدف توسيع إمارتهم.
لا شكّ أن تكلفة هذه الحروب الداخلية المستمرة، لم تؤثر فقط على الاستقرار الاجتماعي في البلاد؛ فقد أثرت على الوضع الاقتصادي أيضًا بسبب كلفتها الباهظة، ما سهَّل تحقيق انتصار الحملة الصليبية الأولى عام 1098م، وكان المستظهر بالله حينها يشغل منصب الخليفة منذ عام 1094م.

### حروب السلاجقة وغروب دولتهم (1092 - 1136)

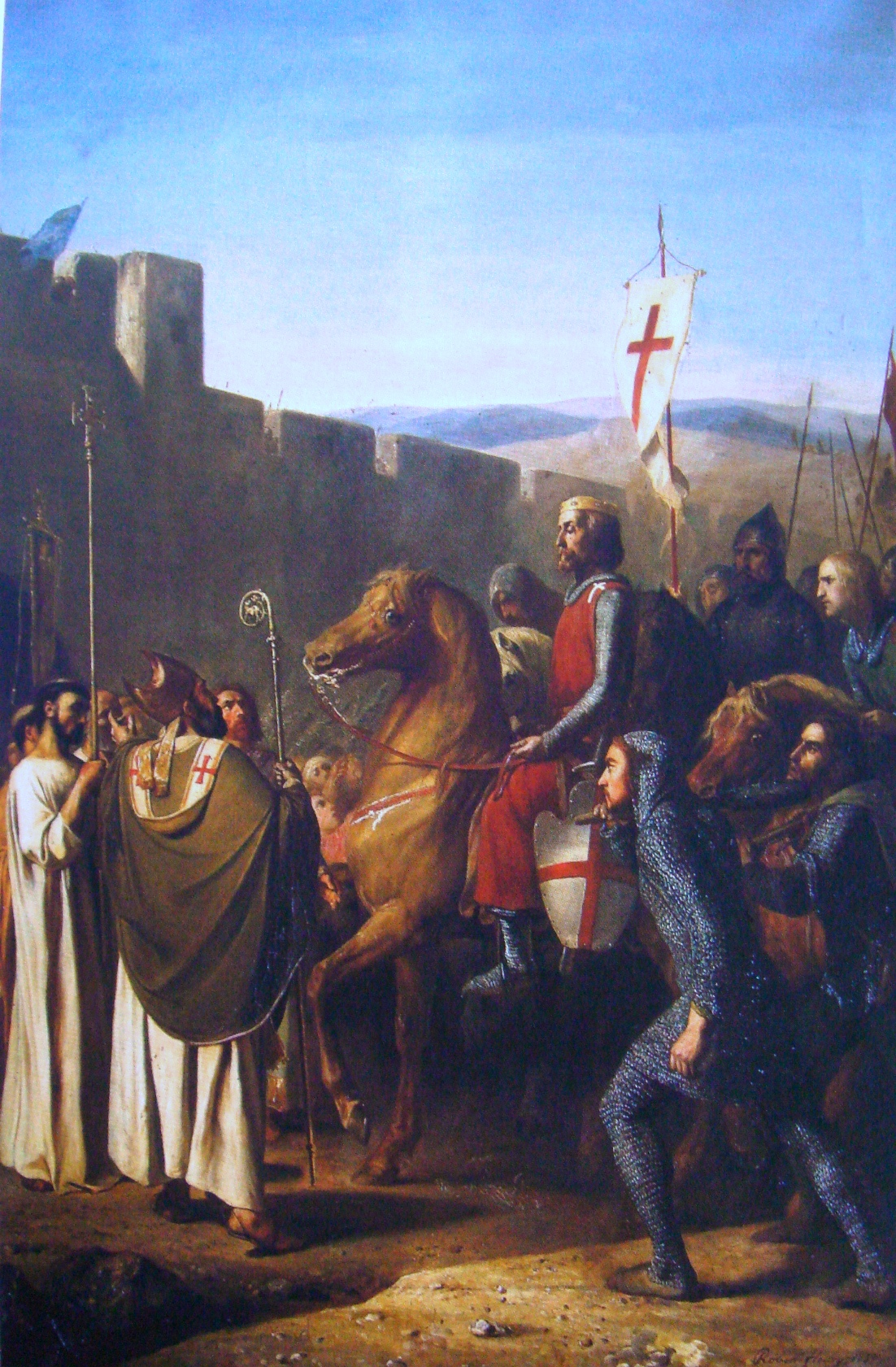
ملك القدس بالدوين الأول يدخل الرها في فبراير 1098.

استطاعت الحملة الصليبية الأولى تأسيس أربعة ممالك لاتينية في المشرق؛ هي: إمارة الرها، وإمارة أنطاكية، وإمارة طرابلس، ومملكة بيت المقدس، التي كانت تحت سلطة الخلافة الفاطمية مجددًا منذ عام 1096م، ولم يستطع السلاجقة ردع الصليبيين عن ساحل بلاد الشام، بيد أنهم صدُّوا تقدمهم نحو أنقرة وقلب الأناضول، كما أوقفوا تقدمهم تجاه حلب والعراق عمومًا. أما العراق وخلافته فكانا منشغلين بالحروب الداخلية، والثورات التي يقودها القرامطة؛ فلم يتم إعناء مقاومة الصليبيين أو ردعهم أية أهمية تذكر، وقد نقل أنه في أعقاب سقوط القدس عام 1099م زار وفد من أهالي المدينة الناجين الخليفة المستظهر بالله، فاعتذر منهم مبديًا عواطفه، ثم عاد وأرسل عام 1111م جيشًا صغير الحجم بقيادة مودود بعد مضايقة الصليبيين لحلب.
في أواخر عهد المستظهر بالله استقرت الأوضاع للسلطان محمد السلجوقي، غير أن وفاته عام 1118م فجّرت الوضع مجددًا بين وريثه محمود السلجوقي وأخيه داود وبعض أعمامه، وإثر وفاة الخليفة المستظهر بالله في أغسطس 1118م أصبح المسترشد بالله خليفة، وفي خلافته ظهر عماد الدين زنكي والي الموصل، والذي وسع أملاكه ضامًّا حلب وحمص، وتلاه ابنه نور الدين زنكي الذي ضم دمشق ومصر. وخلال نمو الدولة الزنكية كانت حروب السلاجقة الداخلية لاتزال مستمرة؛ فانتصر مسعود السلجوقي على ابن أخيه محمود، وقتل الخليفة المسترشد عام 1135م أثناء محاربة مسعود مدافعًا عن محمود، وأصبح الراشد بالله خليفة من بعده، غير أن السلطان مسعود السلجوقي سرعان ما خلعه، فهرب الخليفة إلى أصفهان؛ حيث قتل عام 1136م، وأصبح المقتفي لأمر الله خليفة من بعده.

### الخلفاء يستعيدون السيطرة على بغداد (1136 - 1242)

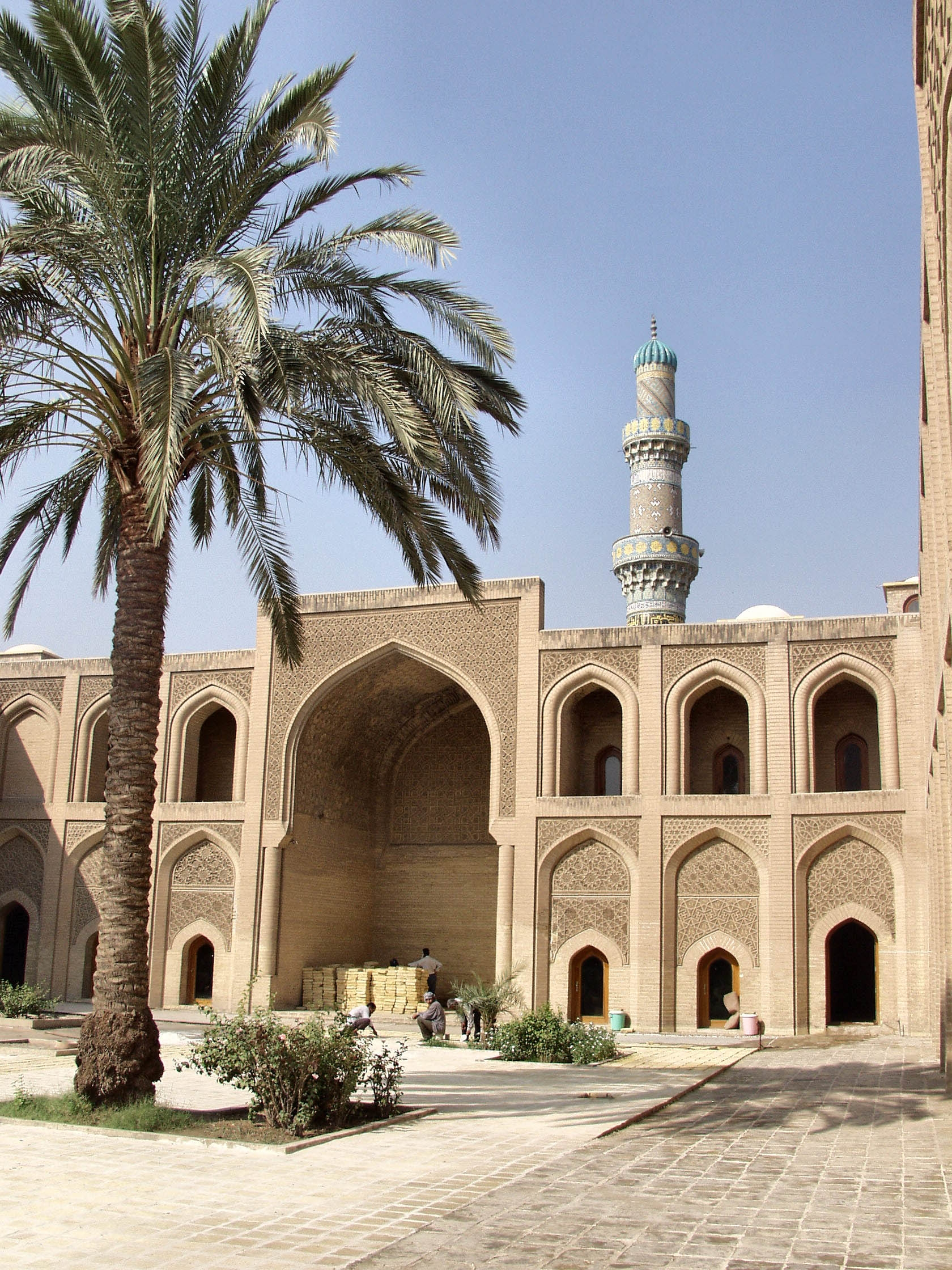
الجامعة المستنصرية في بغداد، والمسماة على اسم مؤسسها الخليفة المستنصر.

استطاع المقتفي لأمر الله أن يستقل بحكم بغداد وجوارها عن السلاجقة المشتغلين بمحاربة بعضهم بعضا، ودَعَمَ الأسرة الزنكية التي بلغت شأنًا عاليًا في محاربة الصليبيين، واستطاعت استعادة الرها منهم. وعندما توفي عام 1170م بويع ابنه المستنجد بالله بالخلافة، فاستمر بسياسة والده الرامية إلى الحفاظ على استقلال بغداد وجوارها، وأرسى إصلاحاتٍ سياسيةً واقتصاديةً واجتماعيةً عديدةً، وكان في خلافته أن خطب للعباسيين في مصر على يد الدولة الزنكية، بعد وفاة آخر الخلفاء الفاطميين العاضد لدين الله، وبذلك توحدت الخلافة الإسلامية مجددًا. كما شهدت خلافته قيام السلطنة الأيوبية بقيادة صلاح الدين الأيوبي، الذي سيطر على بلاد الشام والحجاز واليمن ومصر وبرقة، واستطاع صلاح الدين في عهد الخليفة المستضيء بأمر الله استعادة القدس وعدد آخر من المدن التي كانت واقعة تحت سيطرة الصليبيين عام 1187م، في أعقاب معركة حطين، وتصدى للحملة الصليبية الثالثة. وتلا المستضيءَ ابنُه الناصر لدين الله الذي استطاع، كما فعل والده وجده، الحفاظ على الجزء الأكبر من العراق مستقلًّا تحت إدارته الفعلية لا إدارة الوزراء أو الجيش، وقد دعا عدد من المؤرخين فترة هؤلاء الخلفاء الذين استقلو بالعراق باسم: «فترة استعادة هيبة الخلافة»، وقد توفي الناصر لدين الله، الذي اشتهر بالحكمة والحنكة، بعد خلافة طويلة دامت خمسةً وأربعين عامًا في أكتوبر، سنة 1225م.
في الواقع؛ إن وضع العراق، خلال عهد الناصر لدين الله، كان أفضل بكثير من سائر أمصار الدولة العباسية؛ فبعد وفاة صلاح الدين الأيوبي عام 1193م، ودفنه في دمشق، اقتسم أولاده السبعة عشر سلطنته المترامية الأطراف، وكما فعل السلاجقة من قبلهم، تحارب الأمراء الأيوبيون، وشكلوا أحلافًا ضد بعضهم البعض، واستوردوا قبائل تركية وشركسية، دعيت لاحقًا باسم المماليك. أما أحوال أقصى المشرق الإسلامي؛ كبخارى وكابُل وجوارهما، فكانت سيئة هي الأخرى، بسبب تعرضهما للغزو والتخريب من قبل المغول بقيادة جنكيز خان، على أن ما وصل من أخبار ذلك العصر في العراق وسواه، لا تفيد بأوضاع ثقافية جيدة أو دعم للعلوم والفنون من قبل الخلفاء وحاشيتهم، كما كان الحال في عصر الدولة الذهبي.
تلا الناصرَ ابنُه الظاهرُ بأمر الله، لكنه توفي بعد عام واحد فقط، وصارت البيعة لابنه المستنصر بالله عام 1226م، وقد أسس الجامعة المستنصرية، ونقل المؤرخون أنه أسس دورًا لضيافة الفقراء، وإعتاق الرقيق، وفي خلافته سيطر المغول على بلاد فارس، محاذين بذلك العراق.

### خلافة المستعصم بالله ونهاية الدولة (1242 - 1258)

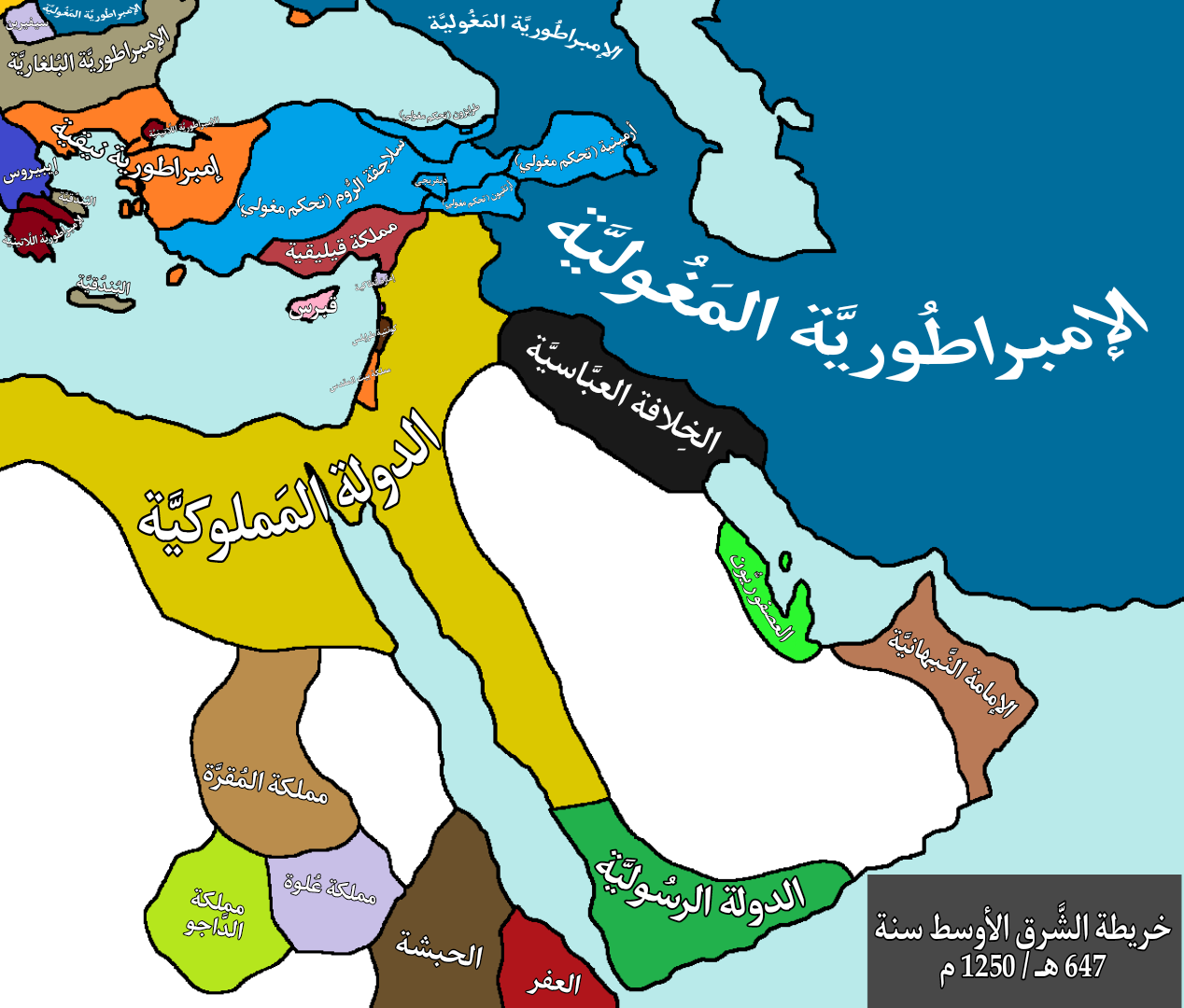
خريطة الشَّرق الأوسط سنة 647 هـ / 1250 م، أيّ قبل ثمانية سنوات من سُقوط بَغْدَاد، ويظهر وصُول حُدود الإمبراطوريَّة المغُوليَّة إلى جوار الخِلافة العبَّاسيَّة بعد إسقاطها للدَّولة الخوارزميَّة، والدَّولة الزَّنْكِيَّة، والعديد من الإمارات والممالك في اجتياحها الكبير آنذاك.

توفي المستنصر في ديسمبر من سنة 1242م، وتلاه ابنه المستعصم بالله، آخر العباسيين في بغداد، والذي شهدت خلافته نهاية محطات مهمة في تاريخ الخلافة العباسية؛ منها فشل الحملتين الصليبيتين السابعة والثامنة، وهما آخر الحملات الصليبية، مما عجل في نهاية تلك الحقبة، وعمومًا؛ فإنه باستثناء الحملات الصليبية الأولى والثالثة والرابعة، التي توجهت إلى القسطنطينية، لم تحقق أية حملة صليبية نصرًا هامًّا وطويل الأمد في المناطق التي استولت عليها، وفي أعقاب الحملة الصليبية الثامنة، كانت أملاك الصليبيين الأساسية في المشرق تقتصر على أنطاكية وطرابلس وعكا؛ كجزر متناثرة، وغير متصلة جغرافيًّا. كذلك شهدت خلافته نهاية السلطنة الأيوبية عام 1250م، بعد وفاة الملك الصالح أيوب، واستلام شجرة الدر السلطنة مكانه لثمانين يومًا، ليقوم جند زوجها بخلعها، والسيطرة على الحكم بانقلاب سلميٍّ؛ انتُخِب على إثره عز الدين أيبك سلطانًا.

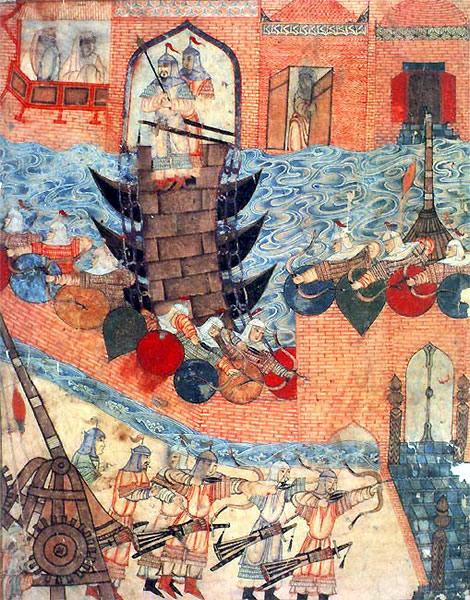
مخطوطة تصور الحصار المغولي لبغداد عام 1258، قبل اقتحامها في 10 فبراير سنة 1258م، ويظهر في الصورة نهر دجلة.

أما الحدث الثالث فتمثل بسقوط بغداد حاضرة الخلافة، على يد المغول بقيادة هولاكو خان التتري؛ حيث سار هولاكو على رأس جيش ضخم، بأمر من إمبراطور المغول منكو خان، الذي أمر أن يخرج معه كل ذكر قادر على حمل السلاح في الإمبراطورية، ثم انضم للجيش قبائل أرمينية وجورجية وتركية وفارسية. ويرى المؤرخ آلان دمورجيه أن الجيش الصليبي المرابط في أنطاكية وطرابلس كان أيضًا من المشاركين في الهجوم.

طالب هولاكو الخليفة المستعصم بالله بالاستسلام، ولكن الخليفة رفض محذرًا المغول من العقاب الإلهي الذي سيحلّ بهم في حال هاجموا الخلافة؛ يشير الكثير من المؤرخين إلى أن أحد أسباب نجاح الهجوم المغولي هو الحالة الضعيفة للجيش العباسي، وتسريح عدد كبير من جنده لتقليص النفقات خلال تولي ابن العلقمي شؤون الوزارة، فضلًا عن ضعف استحكامات المدينة، وعدم تقوية أسوارها؛ يقول ديفيد نيكول: إن الخليفة، بالإضافة لفشله بتجهيز آلية الدفاع عن المدينة بشكل جيد، قد أساء كثيرًا لهولاكو بتهديده إياه، إضافة إلى وثوقه المبالغ فيه لوزيره ابن العلقمي، ما أسهم في تدمير المدينة والخلافة، مع أن مونكو خان أمر أخاه هولاكو بالمحافظة على الخلافة إن وافق الخليفة الخضوع لسلطة المغول.

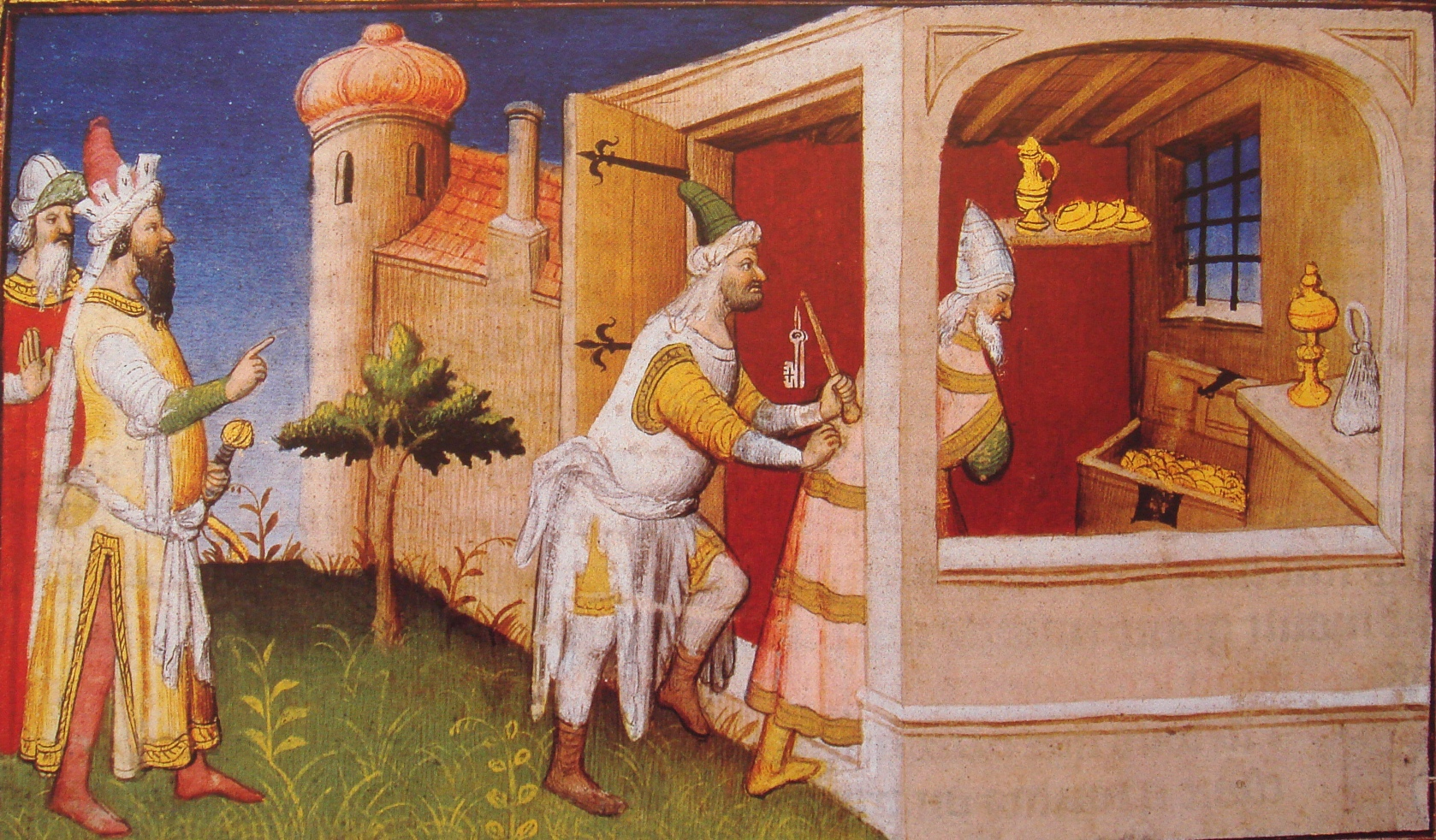
هولاكو يسجن الخليفة ويمنع عنه الطعام والشراب حتى موته في 20 فبراير سنة 1258م، وقد ترك هولاكو للخليفة صحون وأكواب الذهب التي كان يأكل بها فارغة أمامه في السجن.

قبل التوجه إلى بغداد، دمر هولاكو قبائل اللور، ومن ثم حصَّل استسلام الإسماعيليين، المعروفين أيضًا باسم الحشاشين بعد أن حاصر حاضرتهم «قلعة ألموت» في شمال إيران، على شواطئ بحر قزوين، ورغم ذلك قتل هولاكو الكثير منهم، باستثناء نصير الدين الطوسي وأتباعه الذين لحقوا بجيش هولاكو المتوجه لمحاصرة بغداد منذ عام 1256م. قسم هولاكو جيشه إلى قسمين، وضرب حصارًا حول بغداد بدءًا من يوم 29 يناير سنة 1258م؛ دمر المغول السدود وقنوات الري، ما أسهم في تدمير الزراعة، وإفاضة المياه داخل المدينة، ثم إن قصف المقالع والمجانيق، (المنجنيقات)، سهل سقوط استحكامات العباسيين؛ الواحدة تلو الأخرى، حتى أحاط المغول بالمدينة من كل جانب يوم 5 فبراير 1258م/ 30 محرم 656هـ. حاول المستعصم أن يفاوض المحاصرين، لكن هولاكو رفض، واقتحم بغداد يوم 10 فبراير 1258م/ 4 صفر 656هـ، مرتكبين مذابحَ بحق أبنائها، وبحسب بعض المصادر؛ بلغ عدد القتلى من الجند والمدنيين مليوني شخص، بل إن المغول عَمَدُوا إلى قتل كل من حاول الفرار من الأهالي، ويُذكَر أن هولاكو أمر بنقل مقر المخيم بسبب روائح الموت المنبعثة، كما بدؤوا عمليات سلب ونهب، ثم إحراق؛ فتلفت المكتبات وما تحويها، وقيل إن مياه نهر دجلة تحولت إلى اللون الأسود لكثرة ما رمي فيها من أوراق محترقة، وكذلك حال المساجد والقصور والجامعات. أما الخليفة فقد أمر هولاكو بحبسه، ثم منع عنه الطعام والشراب حتى مات في 20 فبراير 1258م، لتزول بذلك الخلافة العباسية في بغداد.

## العصر العباسي الرابع: السلطنة المملوكية

### الخلافة العباسية في القاهرة (1261 - 1517)

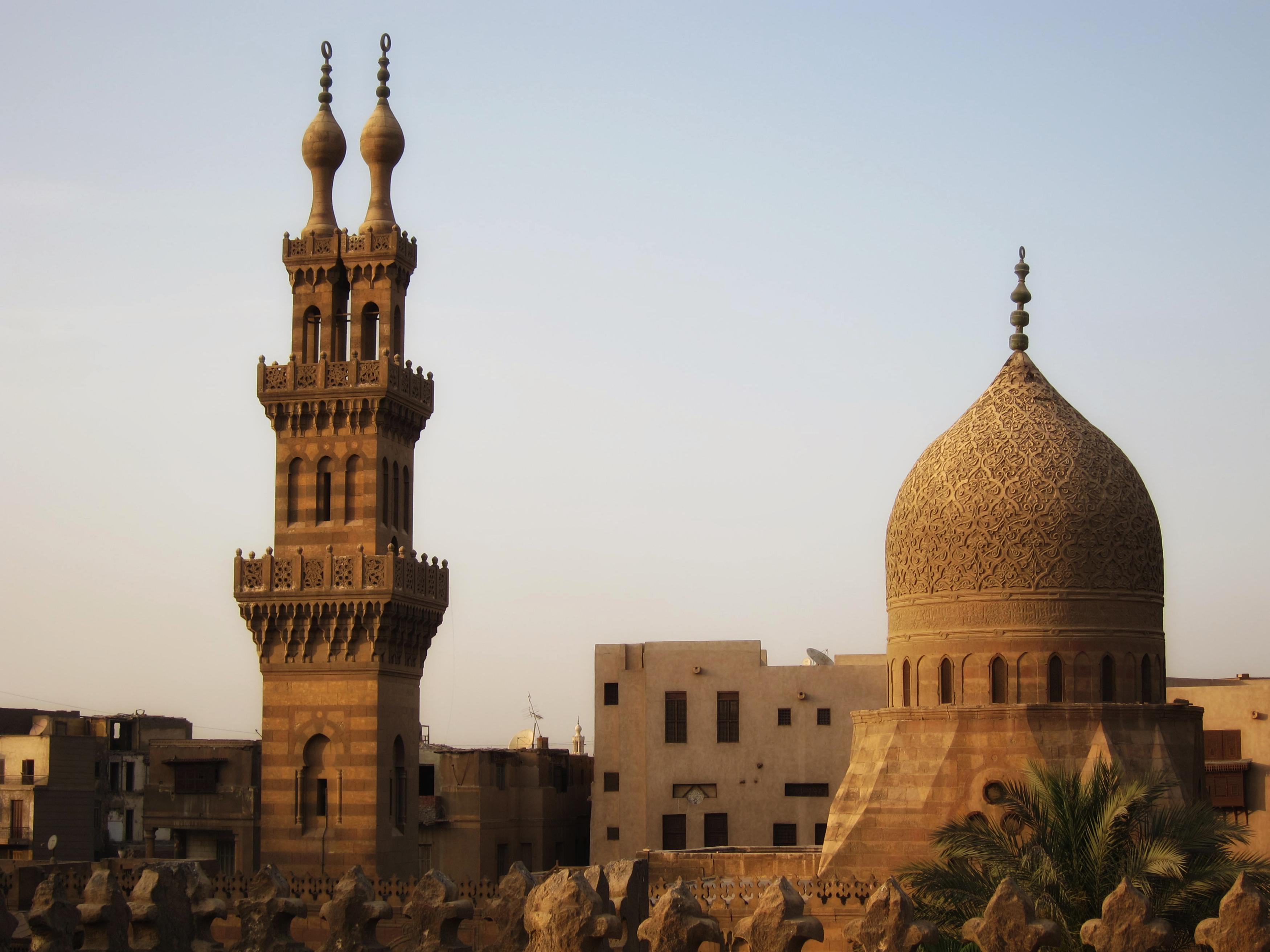
مسجد قاني باي الرماح المملوكي في القاهرة التي احتضنت الخلافة العباسية بعد اندثارها في بغداد.

كان قد مضى ثلاث سنوات والعالم الإسلامي دون خليفة، وكانت تلك أطول فترة شغور منذ تأسيس الخلافة في القرن السابع؛ على الرغم من أن السلطان الأيوبي في دمشق قد بايع أبا العباس أحمد خليفةً، ليضفي الشرعية على سلطنته، ويجابه المماليك ذوي القوة المتصاعدة في مصر. لقد أصبح المماليك في عهود ضعف الدولة العباسية القوام الوحيد للجيش، والمنبع الأساسي للسلطة؛ أما مماليك مصر فقد تمّ استقدامهم على يد السلاطين الأيوبيين، وهم في الغالب شراكسة بيض، يتم تعليمهم القراءة والكتابة، وحفظ القرآن وفنون القتال منذ الصغر. تولى المماليك حكم مصر عام 1250م، بعد انقراض السلطنة الأيوبية، ولم يعتمدوا في كثير الأحيان نظام الحكم الوراثي، بل اعتمدوا نظام التوافق من ناحية، والانقلابات بين زعماء الكتائب من ناحية أخرى، وقد توالى واحدٌ وأربعون سلطانًا مملوكيًّا في ستٍّ وأربعين ولاية، ووطد المماليك أقدامهم فيها، ثم استطاعوا السيطرة على بلاد الشام والحجاز واليمن، مؤسسين بذلك سلطنة واسعة المساحة.

خلفاء قريش من راشدين وأمويين وعباسيين.

كان للمماليك دور بارز في حماية المشرق خلال بداية عهدهم؛ فبعد أن اجتاح هولاكو بغداد وأسقط خلافتها، اتجه بجيوشه نحو بلاد الشام، فاحتلّ نصيبين، ثم الرها فحلب، ناشرًا من الويلات ما حلّ ببغداد خلال اجتياحه لها. خلال هذه الأثناء؛ خلع سيف الدين قطز السلطان نور الدين علي بن أيبك، وقلّد نفسه شؤون السلطنة، ثم حشد الجيش وخرج به من مصر نحو بلاد الشام؛ حيث كان هولاكو، بعد أن دمر حلب، قد أحرق دمشق.وقد التقى الجيشان في معركة عين جالوت في الجليل، عام 1261م، وكانت الغلبة في هذه المعركة الفاصلة للمماليك، ثم توفي قطز على طريق العودة إلى مصر، وأصبح الظاهر بيبرس سلطانًا من بعده. كان بيبرس ناجحًا في معاركه مع الصليبيين؛ ففتح يافا وأنطاكية والقلاع المحيطة بهما، والتي بقيت عصيّة على الفتح حتى سنة 1268م.
وعندما سيطر قطز على دمشق، في أعقاب معركة عين جالوت، أراد خليفتها التوجه إلى القاهرة، لكنه عدل عن رأيه واتجه إلى حلب، التي كانت لا تزال تحت حكم الأيوبيين؛ حيث بايعه أميرها ولقبه بالحاكم بأمر الله. غير أن شهرة هذا الخليفة كانت محدودة؛ فلم يخطب له خارج إمارة حلب على عكس سائر الخلفاء، حتى عندما لم تكن لهم أية سلطة؛ فالخطبة في صلاة الجمعة تعتبر هامة للخليفة، ولذلك فقد عمَد أغلب الباحثين إلى إسقاط خليفة حلب من قائمة الخلفاء، واعتبار هذا محاولة إحياء للخلافة. غير أن المحاولة الناجحة كانت على يد الظاهر بيبرس عام 1262م؛ فبعد أن أفاده وزراؤه بوصول الأمير أحمد بن الخليفة الظاهر بأمر الله، عقد بيبرس حفلًا حضره رجال الدولة والشرع، أثبت خلاله صحة نسب الأمير، ثم تمت مبايعته بالخلافة رسميًّا، ولُقِّب بالمستنصر بالله، وأمر بأن يضرب اسمه على النقد، ويذكر في خطبة الجمعة.
طلب بيبرس من الخليفة أن يكتب له تفويضًا مطلق الصلاحية في إدارة الدولة وتسيير شؤونها، فمنحه الخليفة هذا التفويض الذي لم يترك له أية صلاحية، فاقتصر دوره أن يكون رمزًا للدولة ومصدر شرعيتها. وقد نصّ التفويض أيضًا على أن تعمل الدولة على استعادة بغداد، وإعادة كرسي الخلافة إليها، وهو ما تمّ فعلًا، عندما خرج الخليفة بنفسه على رأس جيش نحو العراق، إلا أنه قتل في إحدى المعارك مع المغول قبل بلوغه بغداد، بعد خلافة قصيرة دامت بضعة شهور فحسب. ويرى عدد من المؤرخين أن الخليفة الجديد لم يكن راضيًا عن نزوله لبيبرس بالسلطة، وأنه كان يطمح من خلال قيادته الجيش إلى الاضطلاع بدور سياسي مستقبلًا. أما في القاهرة فقد بويع الحاكم بأمر الله الثاني بالخلافة، ومكث بها ثلاثة عقود.
عمومًا؛ فإن الدولة العباسية، بمعنى الدولة، قد سقطت مع سقوط بغداد عام 1258م. أما الخلافة العباسية فقد استمرت حتى 1517م، كرمز للدولة، ودورها الديني في كنف الدولة المملوكية، ولم تسقط الخلافة العباسية إلا بعد سقوط الدولة المملوكية؛ ففي أعقاب معركة مرج دابق، التي انتصر بها السلطان سليم الأول العثماني على المماليك، توجه بجيشه نحو الجنوب، ففتح أغلب مدن بلاد الشام سلمًا، ومنها انعطف نحو مصر؛ حيث هزم آخر المماليك الأشرف طومان باي، بعد معركة الريدانية قرب القاهرة، وقد اصطحب معه لدى رجوعه من القاهرة آخر الخلفاء العباسيين المتوكل على الله الثالث، والذي تنازل له عن الخلافة، وسلّمه رموزها؛ أي: بُرْدَة النبي محمد، وسيف عمر بن الخطاب، وبذلك لم تَؤُلْ الخلافة من العباسيين إلى العثمانيين فحسب، بل انتهى الفرع الأول من فروع الخلافة؛ كما صنف المؤرخون، وهو «الفرع العربي»، أو بشكل أكثر دقة «فرع قريش»؛ إذ إن جميع الخلفاء السابقين، سواء أكانوا راشدين أم كانوا أمويين أم كانوا عباسيين، ينتمون إلى قبيلة قريش، وهي قبيلة النبي محمد، وافتتح الفرع الثاني، وهو «فرع آل عثمان».

### دول العباسيين بعد زوال خلافتهم (1517 - 1967)
نشأ عدد من الدول التي حكمتها السلالة العباسية، بحكم موقعها ورمزيتها في العالم الإسلامي، بعد زوال الدولة العباسية، وفي بعض الحالات قامت الإمارات العباسية قبل زوال خلافتها، وإن كان بشكل مستقل عنها، كما لم يطلب أحد من هؤلاء الأمراء الحق بالخلافة، بعد زوال الخلافة العباسية نهائيًا عام 1517م، أو بعد إلغاء الخلافة عام 1922م. وعمومًا؛ فإنه لايزال إلى اليوم، يعيش في مختلف بقاع العالم الإسلامي عدد كبير من الأسر التي تعود بأصلها للأسرة العباسية، ومنها بشكل أساسي في المملكة العربية السعودية، واليمن وتركيا، وإيران وبلاد الشام، ومصر والسودان، والهند وباكستان، وأفغانستان وأوزباكستان. وعلى الرغم من انقراض آخر دولهم عام 1967م، برز عدد من العباسيين في مواقع مؤثرة؛ كالرئيس السوداني عمر حسن البشير، والشيخ الشريف ماجد العباس مؤذن المسجد الحرام في مكة، وغيرهما.
- إمارة بهدينان: أقدم الإمارات العباسية المستقلة تأسيسًا، ويعود قيامها إلى عام 1367م، في كردستان العراق، على يد الملك بهاء الدين العباسي، أحد أحفاد الخليفة المستعصم بالله. وكانت مدينة العمادية، الواقعة في محافظة دهوك حاليًا، عاصمتَها، وقد تمددت في أوجها لتشمل أجزاءً من محافظتي أربيل ونينوى. عاشت هذه الإمارة زمنًا طويلًا، استطاعت فيه الحفاظ على استقلالها، رغم كونها تقع على حدود إمبراطوريتين عظيمتين ومتحاربتين بشكل دائم؛ هما الإمبراطورية العثمانية، والإمبراطورية الصفوية، وعلى الرغم من ذلك لم تكن نهايتها على يد إحدى هاتين الإمبراطوريتين؛ إذ كانت نهايتها على يد إمارة كردية منافسة وقريبة منها، هي إمارة سوران عام 1834م، وسرعان ما قضى العثمانيون على هذه الإمارة أيضًا، وأتبعوها ولاية الموصل العثمانية. وقد هربت الأسرة الحاكمة، أحفاد المستعصم بالله، إلى حلب، وانتقل قسم منهم إلى جيزان واليمن، وهم مشهورون إلى اليوم بكنية «آل عاصم».
- إمارة الجعليين: قامت في شمال السودان المعاصر، وينتسبون مباشرة إلى العباس بن عبد المطلب، دون أن يكونوا من ذرية أحد الخلفاء العباسيين؛ في القاهرة أو بغداد. وبعد اندثار المماليك هرب قسم من العائلة المالكة إلى السودان؛ حيث أعلنوا استقلالهم عام 1588م، على يد سعيد أبو دبوس، وقد اتخذ الجعليون من مدينة شندي عاصمة لهم. توالى على حكم الإمارة سبعة عشر أميرًا عباسيًّا، إلى أن قضى عليها والي مصر محمد علي باشا، خلال فتحه السودان عام 1823م، موحدًا بذلك وادي النيل.[76]
- مملكة الشايقية: قامت في شمال السودان، وهم أبناء عمومة الجعليين، ويرجع نسبهم إلى شايق بن حميدان، أحد أحفاد إبراهيم جعل؛ (الجد الجامع لقبائل الجعليين العباسية)، ابن الأمير إدريس بن قيس، الذي ينتهي نسبه إلى العباس بن عبدالمطلب مباشرة، دون أن يكون من ذرية أحفاد الخلفاء.[77] وقد أعلن الشايقية استقلالهم عن سلطنة سنار في القرن السابع عشر، واستمرت مملكتهم حتى عام 1821م؛ حيث سقطت على يد محمد علي باشا أثناء غزوه للسودان.
- مملكة بهاولبور: قامت في السند عام 1702م، على يد الأمير محمد المبارك خان الأول، ويعود استقرار بعض القبائل العباسية في الهند إلى بداية العهد العباسي، وهم من المنتسبين مباشرة للعباس بن عبد المطلب، دون المرور بالخلفاء. وقد تميزت مملكتهم بالرفاه الاقتصادي والاهتمام بالعلوم والآداب، خصوصًا العلوم الشرعية.[78] ولم يتم القضاء بواسطة الحرب على هذه الإمارة، بل إنه، وفي أعقاب استقلال الهند عام 1947م، وتقسيمها إلى دولتين؛ هما: الهند وباكستان، اختار آخر الأمراء العباسيين في بهاولبور الانضمام طوعًا إلى باكستان في 5 أكتوبر 1947م.
- إمارة بستك العباسية: تأسست عام 1673 على يد الأمير عبد القادر بن الحسن البستكي، من ذرية الأمير جعفر بن الخليفة أبو جعفر المنصور.[79] شملت منطقة بستك وبعض المناطق المجاورة لها على ضفاف الخليج العربي على الجانب الإيراني من الخليج، وقد توالى على حكمها أحد عشر أميرًا، وكان آخرهم محمد أعظم خان البستكي، حتى قضى عليها شاه إيران محمد رضا بهلوي عام 1967م؛ فكانت بذلك آخر دولة حكمت من قبل السلالة العباسية. وقد انتقلت الأسرة الحاكمة إلى المملكة العربية السعودية، والإمارات العربية المتحدة، والبحرين.[80]

## نظام الحكم

### الخليفة

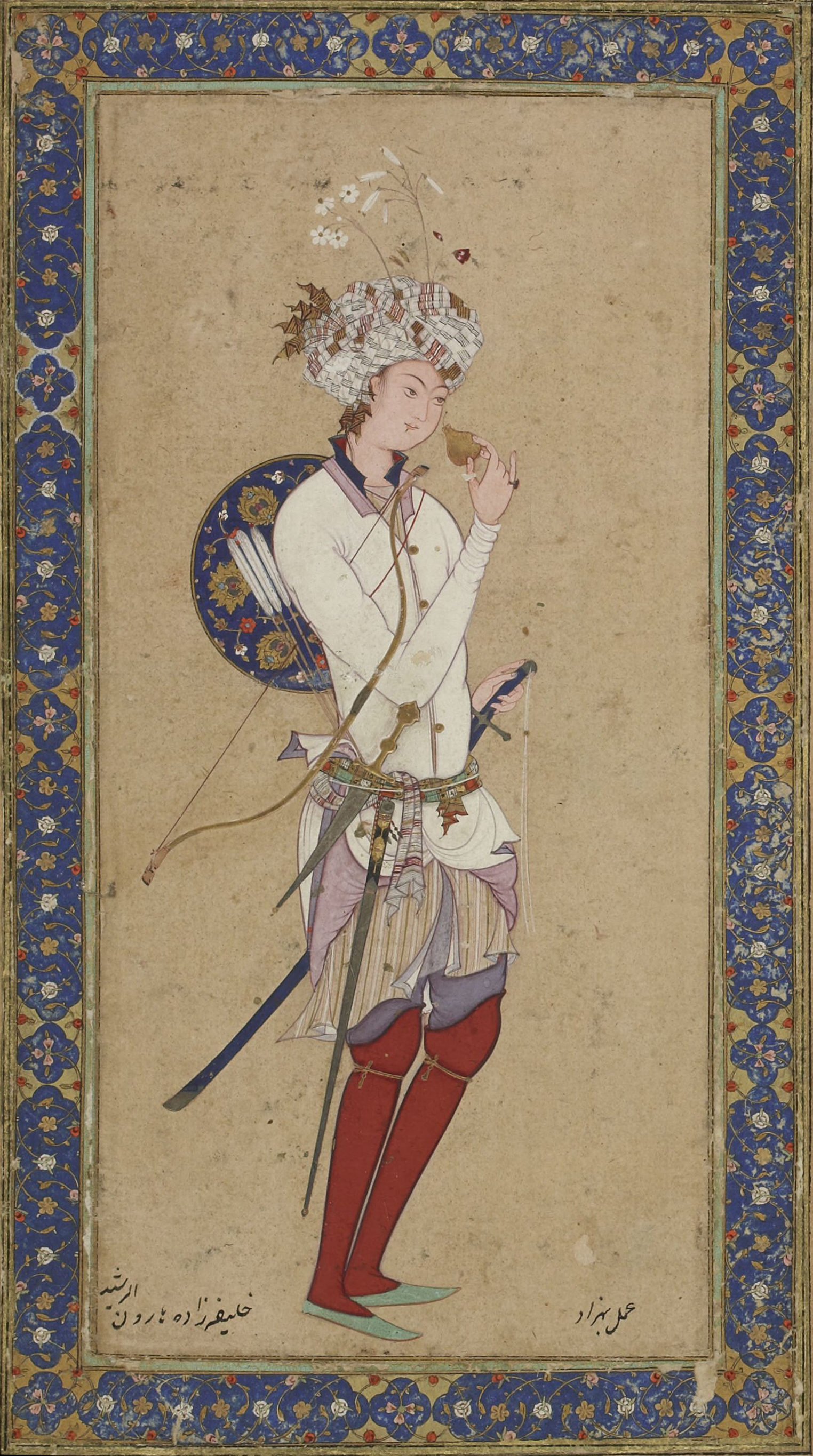
الخليفة هارون الرشيد كما رسم في كتاب ألف ليلة وليلة.

نظام الحكم في الدولة العباسية يستمد شرعيته من الإسلام، ويتمثل ذلك بشخص الخليفة الذي هو، وفق المعتقدات الدينية الإسلامية، خليفة النبي محمد مباشرة، ويحكم من خلال الشريعة التي أرساها. وينصّ النظام الإسلامي على أن يُختار الخليفة من قبل وجهاء الدولة والمجتمع، بطريقة تشبه الانتخاب، وذلك مدى الحياة إذا التزم بالحق والعدل، ولم يخن الأمانة الموكلة إليه كخليفة، غير أن هذه الطريقة لم تطبق أبدًا منذ العهد الأموي؛ حيث أخذ الخلفاء بتعيين ولي للعهد، بل إن بعضهم عمَدوا إلى تسمية أكثر من ولي للعهد في وقت واحد، ما أسهم في نشوب الصراع المسلّح بين ولاة العهد، كما حصل بين الأمين والمأمون.
هناك من يشير إلى كون الخلافة منصبا دينيًّا لا دنيويًّا، أو جامعًا بين الطرفين، انطلاقًا من ذلك؛ كان الخلفاء العثمانيون ينادون بصيغة «خليفة المسلمين وسلطان العثمانيين»، أي إن الخليفة هو رأس الهرم والإمام الأول دينيًّا، ويمكن ألا يجمع في منصبه هذا صفة الحكم. غير أن عددًا آخر من الباحثين يرفض هذه الفكرة، لكون النبي محمد قد جمع في وقت واحد بين الزعامتين: الدينية والسياسية. وعلى الرغم من النظريتين المتناقضتين؛ فإن الخلفاء العباسيين قد طبقوهما كليهما؛ إذ قد جمعوا بين الزعامة الدينية والزعامة السياسية خلال عهودهم الذهبية، ثم عادوا في عصور الانحطاط ليشكلوا رمز الدولة فحسب، بما يشبه الجمهوريات البرلمانية في العصر الراهن. ورغم كون أغلب خلفاء آل العباس؛ سواء في بغداد أم في القاهرة، لم يتمتعوا بالسلطة، حاول عددٌ منهم القبض على زمامها؛ كما فعل المتوكل على الله، أو كتب بعضهم طوعًا أو كرهًا تنازلًا للسلطان عن صلاحيات الملك؛ كما فعل المستنصر بالله الثاني، ما يدل على أن النظرية الثانية كانت الأكثر انتشارًا في العصر العباسي، قبل أن تكرّس النظرية الأولى خلال العهد العثماني.
أما الخليفة فعندما كان ممسكًا بقبضة الحكم، كان مطلق الصلاحية، باستثناء الحدود والضوابط التي وضعتها الشريعة الإسلامية، وإن كان هناك تفاوت واضح في نسب الالتزام بهذه الحدود، حسب كل خليفة.

### السلاطين والولاة
أول لقب حازه الرجل الثاني في الدولة العباسية هو «وزير»، وقد كانت مهمة الوزير خلال عهد القوة العباسية مساعدة الخليفة في إدارة شؤون البلاد، والإشراف على تنفيذ ما يقرره الخليفة فقط. لاحقًا، ونتيجة تولي قادة الجيش الأتراك الوزارة، مال ولاء الجيش من شخص الخليفة إلى شخص قائدهم الوزير، وبالتالي مال ميزان قوة التأثير من الخليفة إلى وزيره الذي أصبح لقبه السلطان، وبات في بعض الأحيان يحصر مهام السلطنة بذريته فقط، ولم يكتف السلاطين بذلك؛ فقد احتكروا السلطة فعليًّا، وقاموا هم لا الخلفاء، بتسيير شؤون البلاد والدولة، بل إن كثيرًا من الخلفاء قضوا قتلًا أو اغتيالًا على أيدي سلاطينهم؛ كما حصل مع كل من: المتوكل على الله، والمسترشد بالله، والمعتز بالله، والمقتدر بالله وغيرهم.
لم يكن منصب السلطان واحدًا فقط خلال عهود ضعف الدولة؛ فقد تحول ولاة الولايات العباسية إلى سلاطين على ولاياتهم، يحكمون فيها، ويورثون حكمها لذريتهم، دون أن يتركوا للخليفة، أو سلطة بغداد عمومًا، غير الخطبة في صلاة الجمعة، وسك اسم الخليفة على النقد. وهكذا لم يكن هناك سلطان واحد بل مجموعة سلاطين مستقلين بشؤونهم الداخلية والخارجية، تحت سيادة الخليفة الاسمية، بما يشبه الكونفدرالية في الوقت الحاضر، مع الإشارة إلى تحارب هؤلاء السلاطين وهذه الدول بين بعضها البعض في كثير من الأحيان، بل وتوسعها على حساب بعضها البعض، حتى تستولي على بغداد نفسها؛ كما حصل مع الدولة البويهية والدولة السلجوقية.

### الجيش

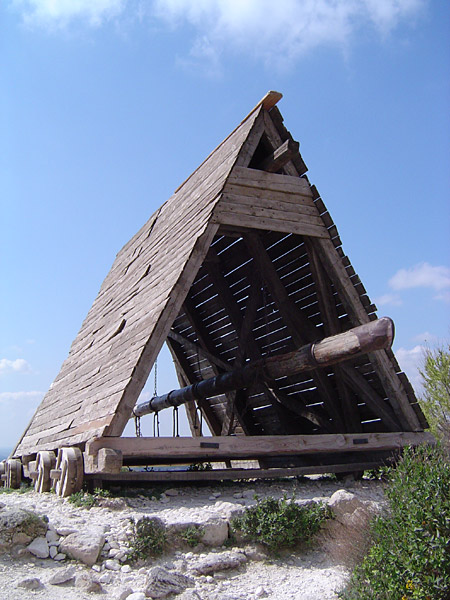
المدق أحد الأسلحة التي كانت مستعملة في العصر العباسي في دكّ أسوار القلاع والحصون.

الجيش العباسي كان جيشًا دائمًا مستقرًا، يقيم أغلب جنده في بغداد إلى جانب الخليفة، مع وجود جيوش منفصلة في الولايات، ومن ثم للدول التي نشأت في كنف الدولة العباسية. كان الجيش خلال عهد القوة يأتمر بأمر الخليفة، ثم بات خلال عهود الضعف يتحرك بأمر الولاة والسلاطين. ولم يكن هناك عسكرية إجبارية في الدولة العباسية، غير أن كل ذكر قادر على حمل السلاح يجب عليه الانضمام للجيش عند إعلان الجهاد، بما يشبه النفير العام في حالات الحرب، والجيش العباسي هو بالمقام الأول جيش عقائدي، يقوم على المفاهيم والشرائع الإسلامية، والتي أبرزها نشر الإسلام وحماية الخلافة.

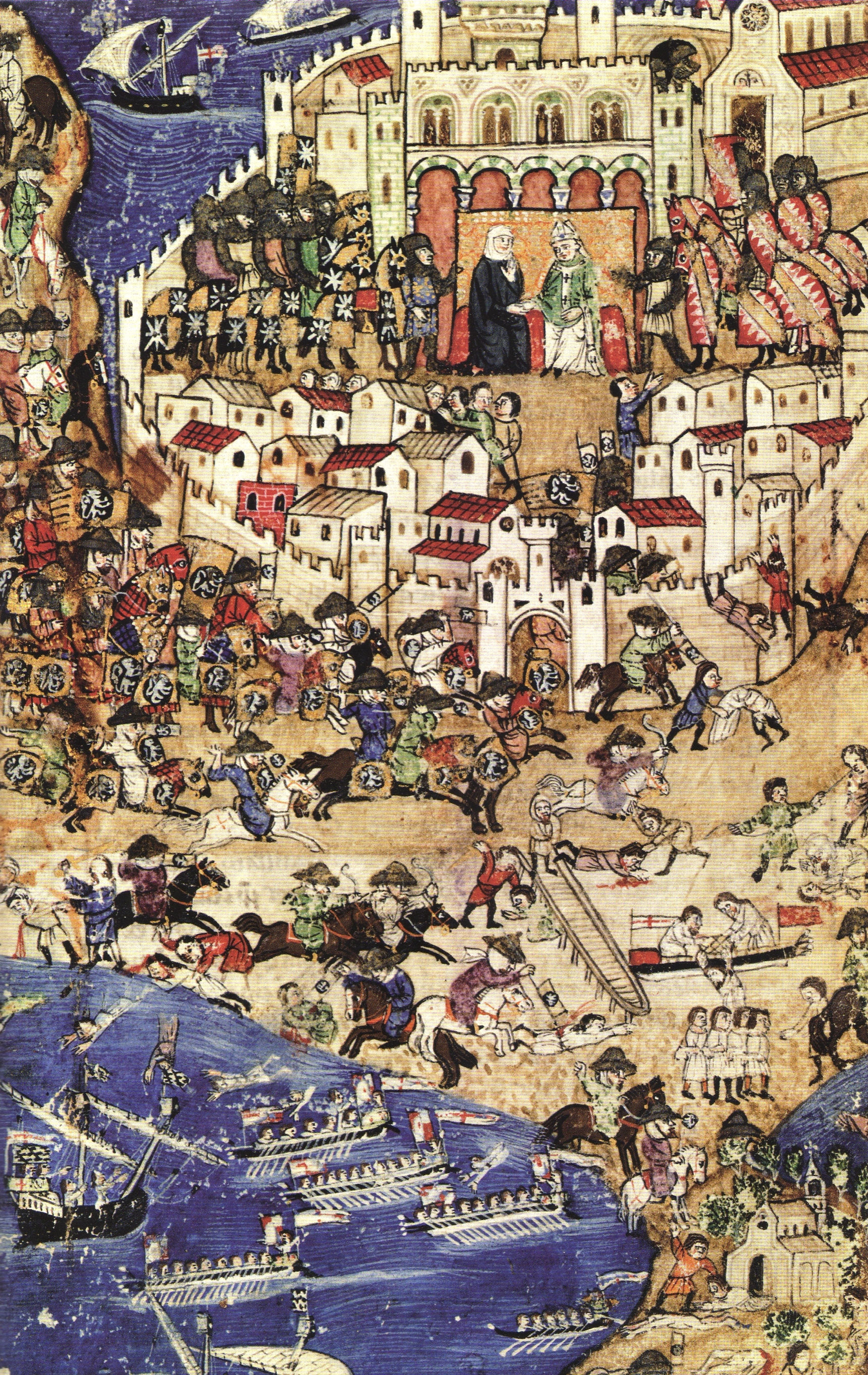
حصار إمارة طرابلس على يد المماليك عام 1289.

كان ينفق على الجيش من خزينة الدولة مباشرة، ولما زاد عدد الجند إلى درجة أثرت على الأسعار والاستقرار المعيشي في بغداد، اضطر الخليفة إلى نقل عاصمة الدولة إلى سامراء، مسكنًا كتائب جيشه فيها. وفي عهود الضعف اللاحقة لعب الجيش الدور البارز في إدارة دفة الحكم، وشكل قادة الجيش جزءًا أساسيًّا من الطبقة الحاكمة، بل إن مهمة الجهاد والدفاع عن حدود الدولة تُرِكَت لجيوش سلاطين الولايات أغلب الأحيان، في حين اهتمّ جيش الخلافة في بغداد بالحروب الداخلية وتعيين الخلفاء والسلاطين وعزلهم. على أن جيش بغداد قد تبع دومًا إمرة السلطان، مع وجود فصيل مستقل يدعى «حرس الخلافة»، ويلقب قائده بـ«مؤتمن الخلافة»، ويتبع القصر مباشرة. وعمومًا؛ فإن جيوش الولايات كانت أكبر وأقوى من جيش بغداد، وقد حققت إنجازات أعمق؛ كجيشي كل من: الدولة الزنكية والدولة الأيوبية. أما أسلحة الجيش فقد كانت بالنسبة للجندي تقليدية، ممثلة بالسيوف والدروع والهِراوات. هذا، وقد تمتع الجيش بأسلحة أخرى متطورة بمقاييس عصرها؛ كالمنجنيق والمدق والضبر، غير أنه في عصور انحطاط المماليك كان الجيش من ناحية الأسلحة متخلفًا، ولم يدخله البارود والسلاح الناري مطلقًا، ما سهل من سيطرة العثمانيين على البلاد بين عامي 1516م، و1517م.
فكرة الإنكشارية التي ترعرعت وازدهرت لاحقًا خلال عهد الدولة العثمانية، وظلت جيشَها الرسمي حتى عهد السلطان محمود الثاني، إنما تأسست في كنف الدولة العباسية، ومنذ فترة مبكرة خلال خلافة المأمون؛ بيد أن أضخم تطبيق لها كان خلال أواخر أيام الدولة الأيوبية. تقوم فكرة الإنكشارية على شراء عبيد صغار في السن، أو أسرهم خلال الحروب، ومنحهم في معسكرات خاصة منذ نعومة أظفارهم تربية عسكرية، وتدريبًا على حمل السلاح، وتلقينهم العقيدة الإسلامية، وحماية الخليفة أو السلطان، وقد دعي هؤلاء في العصر الأيوبي بالمماليك، واستطاعوا الانقلاب على الأيوبيين أنفسهم، وتأسيس سلطنتهم الخاصة. أما من ناحية المعارك فقد عوّل السلاطين عليهم في تحقيق النصر، سواءٌ في الدولة العباسية؛ حين قضوا على إمارة طرابلس وإمارة أنطاكية، التابعتين للصليبيين، وصدّوا هجمات المغول، وقد اشتهر عن المماليك القوّة في الحرب، أم في الدولة العثمانية؛ حين فتح السلاطين أغلب أمصارها بواسطتهم، غير أن طلباتهم المتكررة دفعت الدولة للتخلص منهم خلال سلطنة محمود الثاني في القرن التاسع عشر.

## الدين

### الإسلام

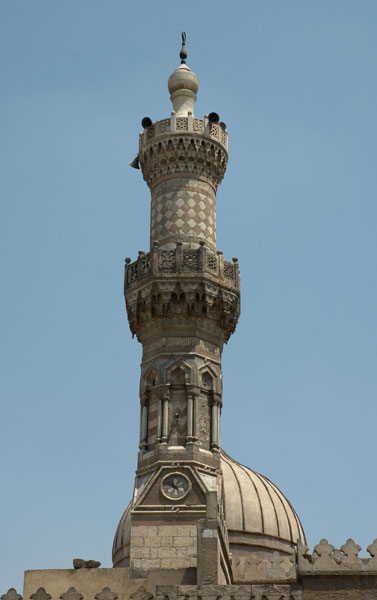
إحدى مآذن الجامع الأزهر، أسسه الفاطميون كمدرسة للطائفة الإسماعيلية وحوله صلاح الدين الأيوبي إلى مدرسة للسنة بعد توليه مصر عام 1171، ويعتبر من أهم المراجع الدينية حتى اليوم.

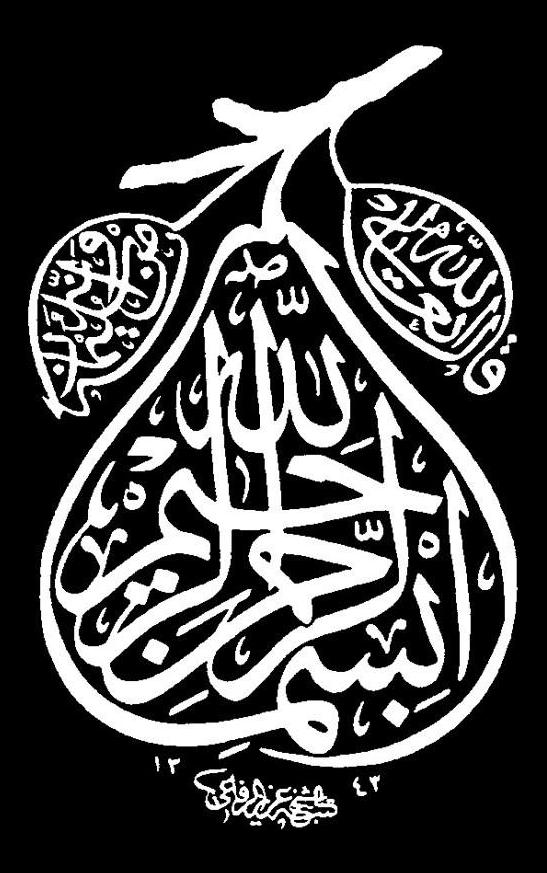
بسملة مزخرفة بشكل إجاصة ترقى لمنتصف القرن الرابع عشر، أي زمن الخلافة العباسية في القاهرة.

يعتبر الدين الإسلامي أحد المقومات الرئيسية التي قامت عليها الدولة العباسية، وقد شهد هذا الدين في كنفها تطورًا كبيرًا؛ كان له أثر سلبي في بعض الأحيان، وأثر إيجابي في أحيان أخرى؛ فإن انتشار الإسلام بين الشعوب غير المسلمة، وفهم هذه الأخيرة للإسلام بطريقتها الخاصة، المتأثرة بفلسفاتها ومعتقداتها القديمة، فضلًا عن الاجتهادات الخاصة لبعض الفقهاء، أدى إلى نشوء طوائف ومذاهب عديدة داخل المؤسسة الإسلامية نفسها؛ بعضها اندثر، والبعض الآخر لايزال قائما حتى اليوم. من الطوائف الإسلامية التي نشأت خلال العهد العباسي: المعتزلة والمرجئة والإباضية وغيرهم، كما نشأت عن الطائفة الشيعية عدة طوائف، نتيجة اختلافات فقهية، أو اختلاف حول وراثة منصب الإمام الشيعي؛ فنشأت بذلك الطائفة الإسماعيلية والنصيرية والدرزية. أيضًا؛ فإن بدايات الصوفية نشأت في العصر العباسي، وترعرعت فيه مدارسها وتقنياتها المختلفة، وصيغت أدبياتها. ولم تكن العلاقة جيدة بين مختلف الطوائف، رغم أن الباحثين يسوقون قيامها إلى الغنى الثقافي والتنوع الحضاري؛ إذ قامت العديد من الفتن والاقتتالات الطائفية بين مختلف الطوائف، وبشكل متواتر طوال تاريخ الدولة، ما أثر على وحدتها وولاء مواطنيها.
من أبرز تأثيرات العصر العباسي أيضًا؛ ظهور وتطور المذاهب والمدارس الفقهية، التي حصرت بأربع مدارس كبرى؛ هي: الشافعية والمالكية والحنفية والحنبلية، وكانت هذه المدارس شكلًا من أشكال التنوّع في تفسير العقيدة، وغالبًا ما كان الخلفاء يحيطون أنفسهم بقضاة من المذاهب الأربعة، كذلك الحال في الجامعات الكبرى المعنية بالشريعة؛ كالجامعة المستنصرية. وتميّز العهد العباسي أيضًا بالاهتمام بجمع الحديث وغربلته، بقصد التحقق من مدى دقته وصلته بالنبي محمد، وإن أشهر جامعي الحديث قد برزوا خلال العصر العباسي؛ كالبخاري ومسلم والترمذي وأحمد وغيرهم، ممن لا يزال فقهاء الإسلام يعتمدون عليهم إلى اليوم، ما يدلّ على التأثير العميق للعصر العباسي في العلوم الشرعية والفقهية. وقد نشأت عدة مدراس تختصّ بعلوم الحديث؛ أشهر هذه المدارس مدرسة المدينة المنورة، ومدرسة أهل الرأي في العراق، وظهر علم «قراءات القرآن» في العصر العباسي، منعًا لاختلاف القراءات بحكم تعدد اللهجات، واختير في سبيل ذلك سبعة قرّاء اشتهروا بعلمهم وفضلهم. بل إن العباسيين، حتى في الأزمنة التي كفوا فيها عن رعاية العلوم والفنون، لم يكفوا قط عن رعاية المدارس الفقهية وتمويلها، وانطلاقًا من ذلك؛ فإن الغزو المغولي الذي دمر المدن الكبرى، وأتلف محتويات المساجد والمكتبات، في بغداد وحلب ودمشق، ترك المسلمين في حال تصفها المستشرقة كارين آرمسترونغ باليتم؛ ففقهاء العصر المملوكي لم يكونوا مهتمين بتطوير الفتاوى والاجتهادات الفقهية، بقدر ما كانوا مهتمين بإعادة تجميع ما قد ضاع وفقد منها.

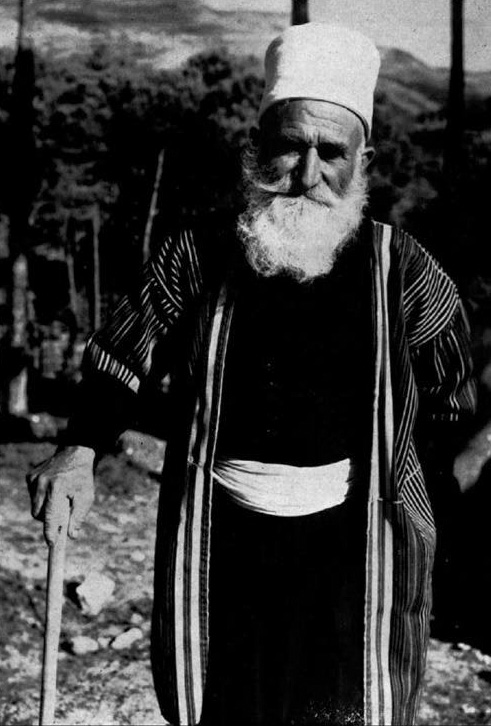
رجل دين درزي، إحدى الطوائف التي نشأت في كنف الدولة العباسية.

على مستوى الطائفة الشيعية؛ فإن العصر العباسي يعتبر حاسمًا في تكوين معالم هذه الطائفة، كما تبدو اليوم؛ إذ إن الدعوة العباسية، وإن قامت على تقارب مع الشيعة، سرعان ما انقلبت عليهم، ورغم أن العباسيين قد حفظوا الإمامة الشيعية قائمة، كما تم الاتفاق بين الحسن بن علي ومعاوية بن أبي سفيان، تم اغتيال بعض أئمة الشيعة، وتسميم آخرين من قبل الخلفاء، وعلى الرغم من أن الإمام السادس جعفر الصادق قد حرّم على الشيعة التدخل في شؤون الدولة، ظلت العلاقة متوترة، إضافة إلى أن الإمام الثاني عشر محمد المهدي قد اختفى خلال خلافة المعتمد على الله بظروف غامضة، ويعتقد الشيعة، حتى اليوم، أن الإمام في حالة غيبة، بسبب استشراء الظلم والفساد في المجتمع، وأنه سيعود قبل موعد يوم القيامة، ليقيم الحكم الإسلامي العادل. في الحقيقة؛ إن عقيدة غيبة الإمام التي ظهرت في العصر العباسي، ستشكل إحدى الركائز الأساسية للطائفة الشيعية ومعتقداتها.
الجدالات الدينية الإسلامية الفلسفية كانت إحدى سمات العصر العباسي، خصوصًا في عهود القوة؛ أبرز هذه الجدالات الدينية الجدل الذي حصل حول أزلية القرآن أو خلقه؛ إذ قالت المعتزلة والإباضية بخلق القرآن، ودعمهم الخليفة المأمون، في حين قالت الأشاعرة والسنة بأزلية القرآن، ومازال الجدل دائرًا لم يحسم بعد؛ إذ إن بعض الفرق لا تزال تقول بخلق القرآن، استنادًا إلى عدد من آيات القرآن ذاته؛ منها: ﴿قُلِ اللّهُ خَالِقُ كُلِّ شَيْ.﴾، في حين أن أغلب المسلمين يرفضون ذلك، استنادًا إلى كون القرآن، بوصفه كلام الله، جزءًا لا يتجزأ عنه، وإن جعل القرآن مخلوقًا يؤثر على حال الألوهية غير القابلة للتبديل. ولطالما قارن المؤرخون وعلماء الدين المقارن بين هذا الجدال والجدال المسيحي في القرن الرابع حول خلق المسيح أو أزليته، وقد عقد مجمع نيقية، عام 325م للفصل فيه، وانتهى للقول بأزلية المسيح تمامًا كالقول بأزلية القرآن، بوصف كليهما في دينهما «كلمة الله». الجدال الثاني كان منبعه تضارب التفسير لآية: ﴿الرَّحْمَنُ عَلَى الْعَرْشِ اسْتَوَى.﴾؛ حيث ذهب البعض للقول بالتفسير الرمزي للآية، وتمسك البعض الآخر بوجود عرش الله، وأغلب المسلمين، من سنة وشيعة، اليوم يقرون بالتفسير الرمزي أو التأويل لهذه الآية، دونما تفسيرها حرفيًّا. هناك قضايا أخرى كانت محط جدال في العصر العباسي؛ كالجدال حول رؤية الله في يوم القيامة أو نفيه، والجدل المتعلق حول جنس الملائكة، والجدل المتعلق بالجبر والاختيار، وغير ذلك من القضايا.
ومع كون الإسلام هو دين الدولة، لا يمكن تحديد مذهب من مذاهبه أو طوائفه دينًا رسميًّا؛ فخلال خمسة قرون من عمر الخلافة في بغداد، كان دين الدولة يتأثر بطائفة الخليفة؛ فالمأمون والمعتصم والواثق أعلنوا الاعتزال عقيدة الدولة، وقام المتوكل بتعيين الشافعية مذهبًا رسميًّا، أما المستعصم بالله فكان يميل نحو الشيعة، وكذلك الخلفاء الذين تعاقبوا خلال الدولة البويهية، على عكس الخلفاء الذين تعاقبوا خلال الدولة السلجوقية ومالوا نحو السنة.

### الأديان الأخرى

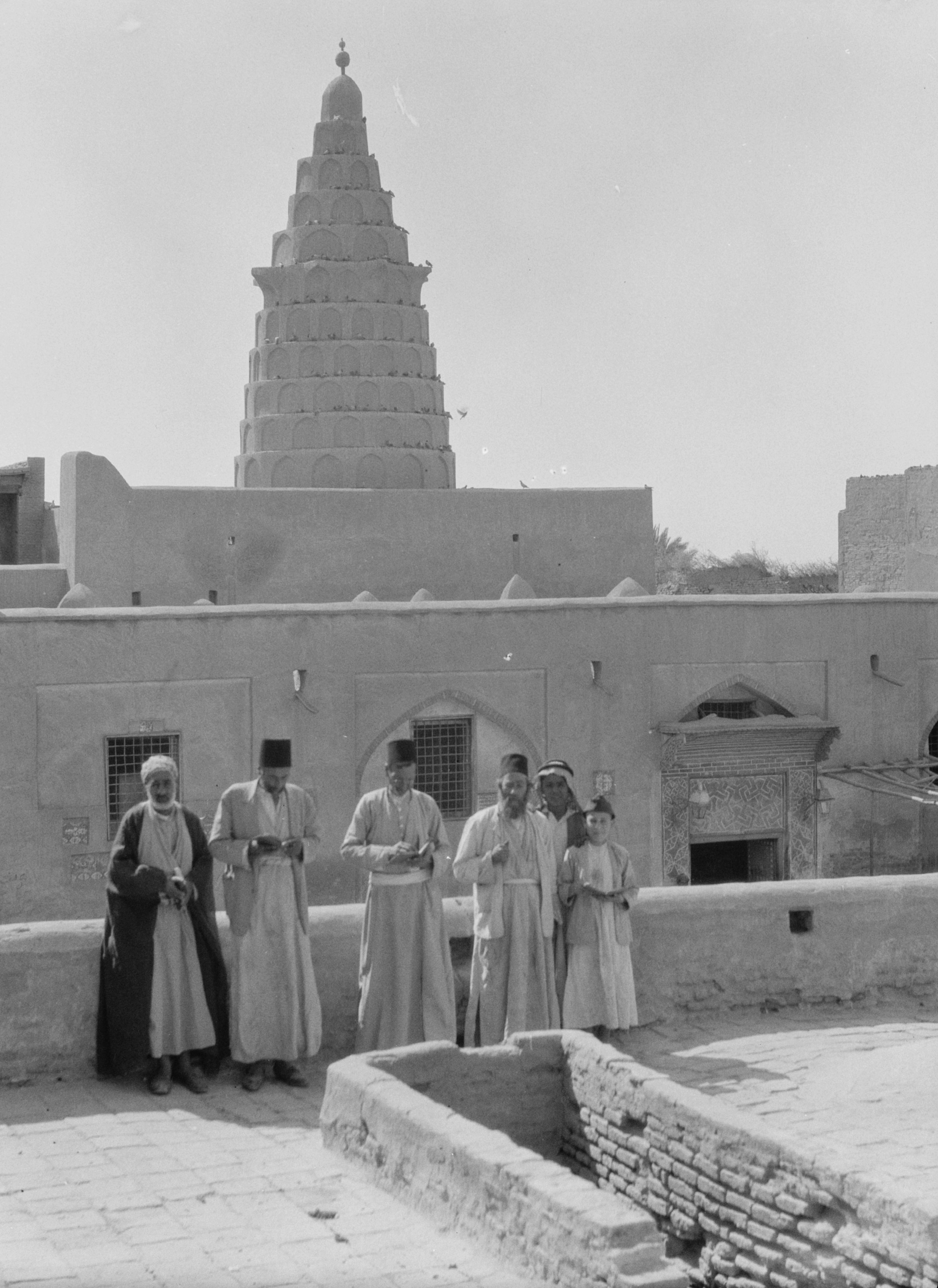
يهود عراقيون أمام ضريح النبي حزقيال عام 1932: بلغ عدد يهود بغداد عام 1170 أربعين ألفًا.

خلال عصر القوة والازدهار العباسي، كانت العلاقة بين الدولة ومواطنيها غير المسلمين تصنف على أنها في أحسن الأوضاع، خصوصًا خلال خلافتي المنصور والرشيد، وقد جاء في «المنتجب العاني»، لمؤلفه أسعد علي: أن الخلفاء كانوا يحتفلون بالأعياد المسيحية؛ كعيد الميلاد، وأحد الشعانين، حتى في قصر الخليفة؛ فيضع الخليفة وحاشيته أكللة من زيتون، ويرتدون الملابس الفاخرة، وقد بُنِي في بغداد كاتدرائيتان مع تشييد المدينة. ولعلّ أبرز الدلائل والشواهد على التعايش الديني والعيش المشترك، أشعار أبي زيد الطائي والأخطل التغلبي، كذلك ما رواه ابن فضل العمري بكتابه «مسالك الأبصار»، وما جاء في كتاب «مسالك الممالك» من وصف للحياة بين المسلمين والمسيحيين في البلاد التي زارها، وقد نقل في كتابه ذاته أنه كان في الرها العباسية وجوارها ثلاثمائة دير. كذلك؛ فإن كتابات المؤرخين السريان، كالتلمحري وميخائيل الكبير وغيرهم، ا تدلّ على ذلك، وكذلك مراسلات طيموثاوس الأول، بطريرك كنيسة المشرق، الذي جمعته صداقة مع أبي جعفر المنصور، حتى لقبه «أبو النصارى»، ويذكر أيضًا عددًا من الخلفاء والأمراء والولاة، كانوا يقيمون خلال تنقلاتهم في الأديرة، وقد سجلت أديرة الرصافة ودير زكا ودير القائم قرب البوكمال زيارات لخلفاءَ عباسيين. كما أنّ العباسيين لم يجبروا القبائل المسيحية العربية؛ كتغلب ونمر وطيء وبني شيبان وقبيلة إياد على الإسلام، وإنما الأسلمة جاءت في القرون اللاحقة التي شهدت اضطهاد الأقليات، خصوصًا القرن العاشر.
كان للمسيحيين، خاصةً السريان من يعاقبة ونساطرة، دور مهم في الترجمة والعلوم والطب؛ لقد ترجم المسيحيون من اليونانية والسريانية والفارسية، واستفادوا من المدارس التي ازدهرت فيها العلوم قبل قيام الدولة العربية، خصوصًا مدارس مدن «الرها ونصيبين وجنديسابور وإنطاكية والإسكندرية» المسيحية، والتي خرج منها فلاسفة وأطبّاء، وعلماء ومشرّعون، ومؤرّخون وفلكيّون، كما حوت مستشفى، ومختبرًا، ودار ترجمة، ومكتبة ومرصدًا. وقد وصف الجاحظ وضع المسيحيين خلال العصر العباسي؛ قال: «إن النصارى  متكلمون وأطباء ومنجمون، وعندهم عقلاء وفلاسفة وحكماء... وإن منهم كتّابَ السلاطين، وفرّاشي الملوك، وأطباء الأشراف، والعطّارين والصيارفة... وإنهم اتخذوا البراذين والخيل، واتخذوا الشاكرية والخدم والمستخدمين، وامتنع كثير من كبرائهم عن عطاء الجزية».
أما اليهود فعوملوا كالمسيحيين؛ ارتقى بعضهم مناصب مرموقة في الدولة، وأصبح حاخام بغداد رأسًا للطائفة اليهودية في العالم، بسبب التسامح والرعاية، وبنى الخليفة المعتضد لليهود مدرسة تلمودية في بغداد. وفي عهد الخليفة المستنجد عام 1170 قدر عدد اليهود في بغداد وحدها بأربعين ألفًا؛ اشتهروا خلاله بالنشاطات الاقتصادية من تجارة وصيرفة على وجه الخصوص.

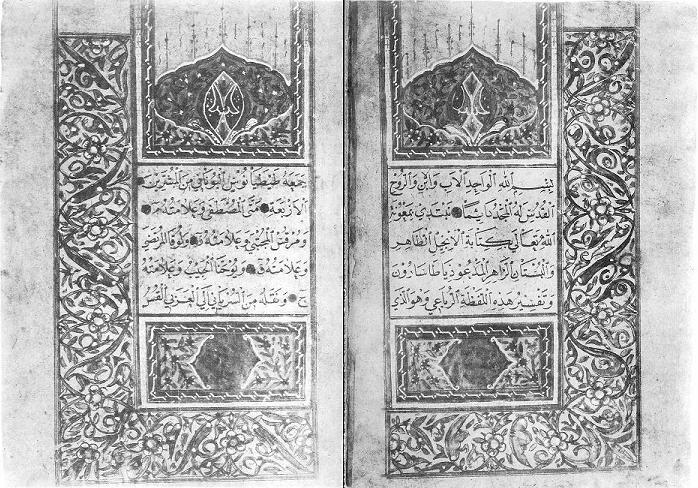
صورة للصفحتين الأولتين من «المخطوط الفاتيكاني عدد 250»، وهو ترجمة عربية لإنجيل الدياسطرون، ويرقى للعصر العباسي.

كذلك حال المندائيين الذين اعتبروا في الفقه من أهل الكتاب، وانتشروا في الأحواز وجنوب العراق، وكانت مدينتا واسط وميسان عواصمَ لهم، وقد نُقِل وجودُ أربعمائة مشكينا في ميسان أوائل العصر العباسي، واشتهر منهم عدد من القضاة ورجال العلم والأدب.
لم يقتصر الأمر على ذلك؛ فإن حران وجوارها كانت مركزًا وثنيًا كبيرًا تعبد فيها الكواكب والأفلاك، وقد تسامح الخلفاء الأمويون، ومن بعدهم العباسيون، مع وثنية أهل حران إلى عهد المأمون؛ إذ إن المأمون مرّ بحران عام 830م فاغتاظ من الوثنية، وطلب من أهلها التحول إلى الإسلام، أو إحدى الديانات التي يعترف الإسلام بها، فدخل الحرانيون بالصابئة، غير أنهم ظلوا وثنيين، ومن هنا يمكن التمييز بين طائفتي صابئة: الصابئة المندائيون في جنوب العراق، والصابئة الحرانيون الوثنيون. ويمكن القول بأن الحرانيين لم يقوموا سوى بتغيير شكلي. وقد ظلت حران على هذه الحال إلى أن دمرها تيمورلنك في القرن الرابع عشر، ويذكر أبو الفداء أنها قد تحولت إلى كومة خراب، وانقرض دين معتنقيها بعد غزوه هذا. وعلى الرغم من هذا؛ يجب الإشارة إلى أن أتباع الأديان غير الإسلامية، حتى خلال هذه المرحلة، لم تكن مساواتهم بسائر الرعايا من المسلمين كاملة، فيما يخصّ الزواج أو الميراث أو إنشاء دور العبادة في بعض المراحل.
القسم الأكبر من هذا التعايش تبخر خلال عصور الانحطاط؛ فهدمت الكنائس، ومنع أبناء هذه الأديان من ركوب الخيل ومزاولة بعض الأنشطة التجارية والاقتصادية، أو الإقامة في دور مرتفعة. كما أنهم قد عوملوا كرعايا من الدرجة الثانية، وأخذ السلاطين والولاة يستبدون بهم، وكان البدو يقتحمون الكنائس والأديرة لسلبها؛ على ما يذكر المؤرخ ابن بطريق والمسعودي وغيرهما. كانت إحدى نتائج ذلك، هجرة المسيحيين الذين رفضوا اعتناق الإسلام من المدن نحو الجبال، وهكذا أخذ الموارنة بالنزوح من وادي العاصي باتجاه جبال لبنان العصيّة، وكذلك سجلت حركات هجرة مسيحية نحو طور عابدين ونحو ماردين وغيرهما من الأماكن المنعزلة. وعمومًا؛ لا يمكن أن يفهم أن الاضطهادات كانت مستمرة، إذ كانت تخف وتيرتها بين الفينة والأخرى، وقد شملت جميع الأقليات الدينية، حتى الإسلامية منها في بعض الأحيان، ويذكر أنه عندما دخل هولاكو بغداد أمر بعدم التعرض للمسيحيين، لكون زوجته مسيحيةً، ومن أتباع كنيسة المشرق الآشورية، وأمر ببناء كاتدرائية في بغداد.

## الثقافة

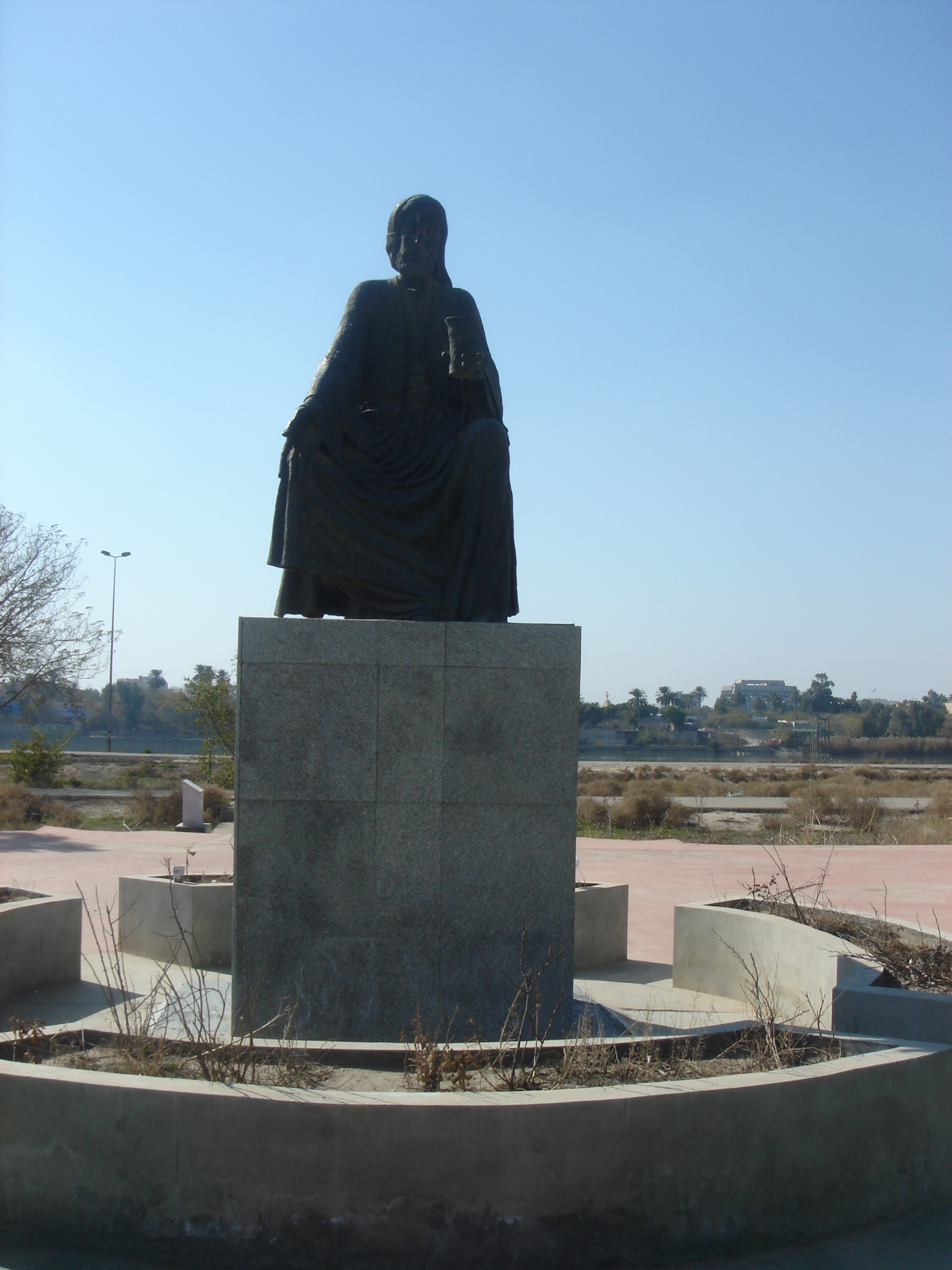
تمثال لأبي نواس (762 -813م / 145 -199هـ) في العاصمة العراقية بغداد.

### الشعر
يعتبر الشعر في العصر العباسي ثالث حلقات الشعر العربي القديم وأكملها؛ الحلقة الأولى كانت الشعر الجاهلي، والثانية كانت صدر الإسلام والعهد الأموي، لتكون الحلقة الثالثة العصر العباسي؛ حيث بلغ الشعر مبلغًا عاليًا بدعم من الخلفاء والأمراء، وبتحسن أحوال المعيشة، وقد تخرَّج في هذا العصر أبلغ شعراء العربية وأفصحهم، ومنهم مَن لاتزال أشعاره تتداول حتى اليوم. ولم يكن تطور الشعر في العصر العباسي تطورًا في مادته فحسب؛ فإنه تطور في علومه أيضًا، إذ قد جمع الخليل بن أحمد الفراهيدي أوزان الشعر في خمسة عشر بحرًا، ثم أضاف إليها الأخفش بحرًا واحدًا، فظهر بذلك علم العروض بجهود العباسيين. وإن أبرز ما يميز الشعر العباسي تنوّع المواضيع التي طرحها، والتي شملت جميع أطياف المجتمع ومواضيعه، بل إن هذه المواضيع يمكن أن تشكل مرجعًا في دراسة الأحوال الاجتماعية والسياسية خلال مراحل الدولة العباسية المختلفة؛ فمن مدح الخلفاء خلال عهود القوة، والذين قاموا بتقديم الدعم المالي للشعراء، إلى التذمر من ضنك العيش وفقر الحال، واستشراء الفساد خلال عهود الضعف، كان الشعر دومًا أبرز الميادين التي تعكس حياة المجتمع، نظرًا لكونه العماد الرئيس للثقافة في العصر العباسي.
أحد أبرز التيارات الشعرية كان تيار الغزل الماجن، ومن شعراء هذا التيار أبو نواس في قصائده المعروفة بالخمريات، وبشار بن برد الذي ولد أواخر العهد الأموي في مدينة البصرة جنوب العراق، ونقل أنه كان مخالطًا للعلماء والشعراء، واشتهر بالتردد على الحانات ما ظهر في أدبه شعرًا ماجنًا، حتى قتل بتهمة الزندقة. ومن أشعاره في وصف إحدى المغنيات البغداديات:
وفي مقابل الشعر الماجن، برز الشعر الديني بشكل قوي في العصر العباسي، وقد انقسم الشعر الديني في ذاته إلى تيارات مختلفة؛ منها ما امتدح النبي محمد وأركان الإسلام ورموزه، وقد استمرّ هذا التيار سائدًا حتى عهد الخلافة العباسية في القاهرة، ومن قصائده المرموقة قصيدة «البردة» للشاعر البوصيري، والتي نظمها في أعقاب خلع النبي محمد لبردته في الحلم على رجلي الشاعر، فعادت إليهما الحياة بعد الشلل؛ فالقصيدة حسب معتقدات الشاعر، أشبه بشكر للنبي ومدحه، ومنها:
أما النوع الثاني من الشعر الديني، فهو التيار الذي غلب عليه الزهد والتأمل الفلسفي في الحياة والله، ولعلَّ أبا العتاهية المولود في الأنبار عام 750م أبرز شعراء هذا التيار، بل إن البعض من الباحثين يعتبره مؤسسًا لتيار الزهد الشعري، كما يعتبرونه قد ارتقى بشعر الزهد ليبلغ الفلسفة والحكمة؛ وعندما توفي عام 825م كان قد ترك دواوين عدة في شعر الزهد، رغم أنه لم يلتزم في جميع قصائده بقواعد الشعر كالعروض، ومما قاله أبو العتاهية في الزهد:
وقد بلغ شعر الزهد لدى بعض الشعراء، كأبي العتاهية نفسه، مبلغًا أنكر من خلاله جدوى الدين، واكتفى بالتسليم لله؛ أما النوع الثالث من الشعر الديني، فهو التيار الصوفي، وقد تعدد رواده؛ ليس فقط في الدولة العباسية، وإنما في الأندلس أيضًا. من الشعراء الصوفيين ابن الفارض المولود في مصر عام 1180م، وابن سينا الطبيب والفيلسوف والشاعر المولود في بلاد فارس عام 980م، وأبو حامد الغزالي المولود عام 1059م، والذي عاصر الاقتتال الطائفي بين المعتزلة والأشاعرة، ومن الشعراء من أسس نمطًا خاصًّا من الشعر الصوفي يدعى الشطح، كان من رواده أبو يزيد البسطامي.
وبعيدًا عن الشعر الديني استمر الشعراء العباسيون في الافتخار بأنفسهم والاعتداد بما صنعوا، أو الافتخار بقبائلهم؛ قال الشاعر المتنبي، أحد أبرز شعراء العصر العباسي، مفتخرًا بموقعه في المجتمع الذي أخذ الفساد فيه بالانتشار:
وقام صفي الدين الحلي بالسير على عادة العرب القدماء في الافتخار بقبائلهم وقوتهم في ساحات الوغى. وإلى جانب قصائد المدح كان للهجاء نصيبٌ في الشعر العباسي، وأغلب الشعراء قد كتبوا في هذا النمط الشعري، ومنهم دعبل الخزاعي من مواليد البصرة عام 769م؛ في هجائه والي الرحبة مالك بن طوق. وإلى جانب المدح والهجاء كان للرثاء دور في الشعر العباسي، وأبرز من نظم قصائد الهجاء الشريف الرضي وأبو تمام. ولم يغب الشعر الوصفي الذي درج عليه العرب القدماء عن ساحة الشعر العباسي، بل إن أغلب الشعراء استهلّوا قصائدهم بوصف الطبيعة أو غيرها من المواضيع قبل الولوج في صلب الموضوع الخاص بقصيدتهم، ولعلَّ صفي الدين الحلي وأبا تمام من أبرز شعراء الوصف في ذلك العصر. ومن التيارات الشعرية الأخرى التي انتشرت كان شعر الغزل، الذي احتلَّ النصيب البارز؛ إذ تتعدد القصائد التي تصف الحبيب وتتغزل بشيمه وأوصافه، والتيار الاجتماعي، وأبرز شعرائه ابن فارس وأبو العلاء المعري، فضلاً عن محاولة تأريخ الأحداث، وحل المساجلات الدينية من خلال الشعر.
وعلى الرغم من أن الشعر العباسي كان، بالدرجة الأولى، شعرا عربيًّا، برز العديد من الشعراء الذين شدَوا بلغات أخرى، خصوصًا الفارسية والتركية، ولاقَوا دعم الأمراء والسلاطين في مناطقهم؛ من أمثال هؤلاء جلال الدين الرومي المولود عام 1207م، الذي كتب بالفارسية، وأسس الطريقة المولوية، وفي ديوانه المثنوي خمسة وعشرون ألف بيت شعر، وهناك منصور أبو القاسم الفردوسي المولود عام 940م، مؤلف ملحمة الشاهنامه، ومن الشعراء الذين كتبوا بالتركية يونس الإمري.

### الأدب

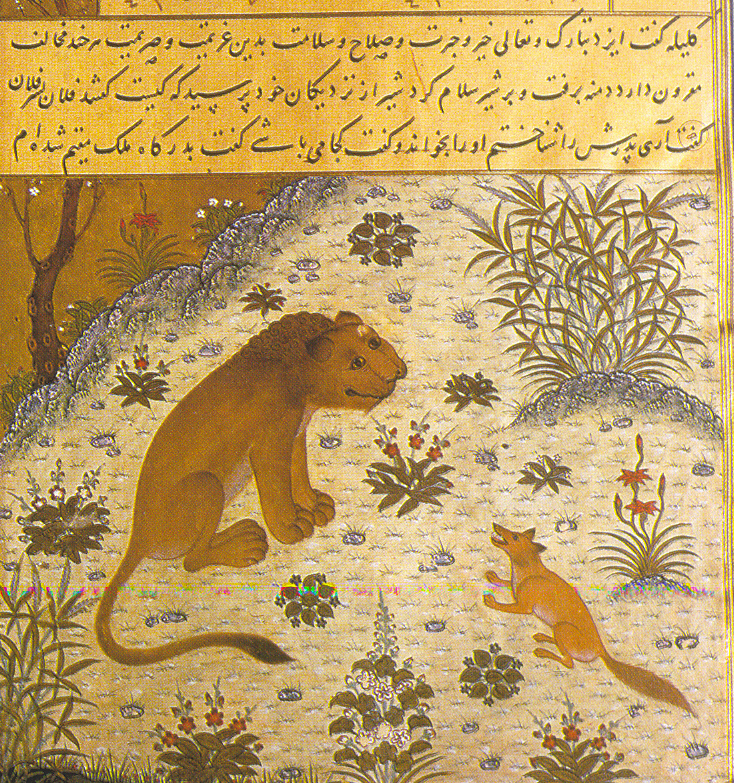
صفحة مصورة من كتاب كليلة ودمنة، عثر عليها في هرات وهي نسخة فارسية مترجمة عن العربية.

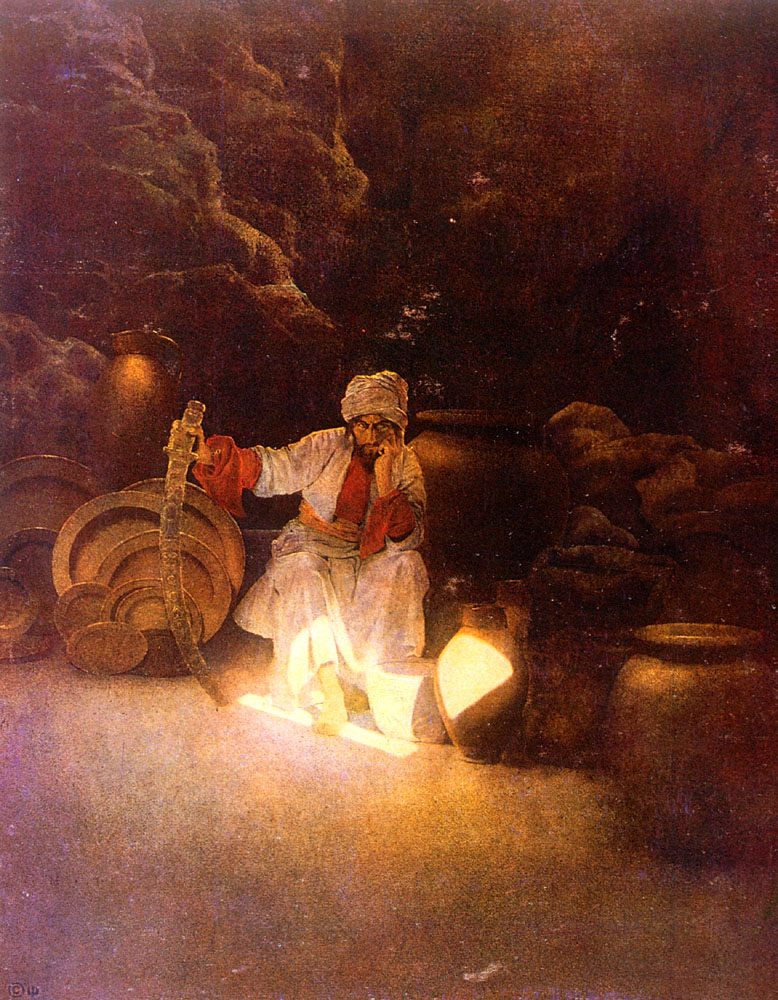
علي بابا داخل الكهف السري، أحد قصص الأدب العباسي؛ بريشة ماكسفيرد باريش عام 1909.

مثال على تطور الكتابة العربية بين القرن التاسع والقرن الحادي عشر:
(1) البسملة كتبت دون نقط أو شكل.
(2) نظام أبي الأسود الدؤلي ويَعتمد على تمثيل الحركات بنقاط حمراء، وتُستعمل النقطتان للتنوين.
(3) تطور النظام بتنقيط الحروف.
(4) نظام الخليل بن أحمد الفراهيدي المستعمل إلى اليوم، وهو وضع رموز مختلفة للحركات فيما تبقى النقاط لتمييز الحروف.

كان الأدب أحد المجالات الثقافية البارزة في العصر العباسي، وقد تطورت العلوم الأدبية كثيرًا؛ فظهر فن السجع وفن المقامات، وهي قصص خيالية لبطل أوحد، عادة ما تكون ذات مغازٍ، أو تهدف للمطالبة بإصلاحات معينة. وكان أول من صاغها بديع الزمان الهمذاني، وقد غلب عليها التكلف الأدبي، وأحد أشكالها المقطع الآتي في وصف ظلم أحد القضاة للهمذاني: "وأقسم لو أنّ اليتيم وقع في أنياب الأسود، بل الحيّات السود، لكانت سلامته أحسن من سلامته إذا وقع في غيابات هذا القاضي وأقاربه". كما انتشر فن الروايات والقصص ذات العبر؛ ككتاب كليلة ودمنة لابن المقفع، والذي مرر من خلاله نقدًا لاذعًا لولاة الأمر على ألسنة حوار جرى في مملكة الحيوان، ورغم أن النصّ الأصلي قادم من الأدب الفارسي زاد عليه ابن المقفع، ومن خلال ترجمته لعب دورًا بارزًا في المجتمع العباسي، ومنه تحول إلى أدب عالمي. ولابن المقفع كتابات أخرى أدبية، تعكس الحالة الثقافية السائدة في عصره؛ كمؤلفه «الأدب الصغير»، في حين نحا الجاحظ في مؤلفه البخلاء إلى سرد قصص قصيرة وفكاهية حول نوادر البخلاء، وقد نال كتابه نجاحًا عارمًا في أوساط المجتمع العباسي.
خصائص الأدب العباسي؛ تتميز بفصاحة اللغة المستعملة من ناحية، وتنوع الأساليب الأدبية من ناحية أخرى؛ فخلال المراحل الأولى من عهد الدولة كان الأدب يستعمل جملًا قصيرة وذات معانٍ واضحة، مبتعدًا عن التكلّف الأدبي أو فنون الخطابة من زخرفة لفظية، أو ترادف وتضاد وسجع وسواه. ومع ازدهار الدولة وظهور العدد الوفير من الأدباء والشعراء والقَصَصَة، أخذ تجميل النصوص والعناية بمفرادتها يصبح أمرًا شائعًا، بل تحوّل في واقع الأمر إلى منافسة بين الأدباء، وسجالات في بعض الأحيان؛ كالسجال الذي نشأ أواخر القرن العاشر بين بديع الزمان الهمذاني والخوارزمي، وأحيانًا كانت السجالات تتخذ مواضيع معينة؛ كالنقاش حول أفضلية الديك أو الطاووس، أو منافع الكلب ومساوئه، أو إبداء الرأي في السجالات الدينية القائمة، والصراعات بين المذاهب والمدارس المختلفة، حتى شبه البعض تلك المرحلة بالنقاشات السفسطائية. ومال عدد من النقاد السالفين والمعاصرين، إلى اعتبار التكلّف الأدبي، رغم جماليته، نوعًا من أنواع الضعف؛ حيث يغلب الشكل على المعنى، وتُحدّ الجمل بالقيود اللفظية والزخارف البديعية. وقد تراجع الأدب العباسي بدرجة كبيرة، خلال العصر المملوكي وزمن الخلافة العباسية في القاهرة.
وإلى جانب الأدب المكتوب انتشر الأدب المحكي، ومنه قصص ألف ليلة وليلة، التي يندرج تحت إطارها جميع القصص الخيالية التي دونت بالعربية، ومنها السندباد البحري وعلي بابا وعلاء الدين والمصباح السحري، وغيرها من القصص التي كانت تروى في جلسات السمَر بشكل شفهي، وتتناقل على ألسنة الحكواتية، حتى تمّ تدوينها في القرن العاشر لمحاولة ضبط النص. ورغم انتشارها في أوساط العامة كانت نصوصها مزخرفة بمجملات العبارات، ومطعمة بالأشعار المحلية، ويمكن أن يدرج تحت هذا التصنيف الأدبي أيضًا قصص الزير سالم وعنترة بن شداد، وهي، على الرغم من كونها قصصا تاريخية حقيقية، قد وُسِّعَتْ وزُخْرِفَتْ لتناسب الذوق العام. وعندما ترجمت، إلى اللغات الأوروبية عام 1704م، قصص ألف ليلة وليلة للمرة الأولى، لاقت نجاحًا منقطع النظير، وقد شرحها وعلّق عليها أكثر من كاتب، واستمرت دور النشر في أوروبا بإعادة طباعتها حتى 1838م، ما دفع الناقدة رنا قباني إلى اعتبار قصص ألف ليلة وليلة وأدبها ثورة القرن الأدبي في أوروبا، بل إن هذه القصص قد أثرت على الكتاب الأوروبيين أنفسهم؛ فظهر على سبيل المثال التشابه بين رواية كليوماد في فرنسا، وقصة «الحصان المسحور» العربية، ورواية بيير دو بروفانس المطابقة لقصة «قمر الزمان» المندرجة ضمن أدب ألف ليلة وليلة أيضًا. ويرى عدد من النقاد أن مجنون ليلى، التي تندرج ضمن الأدب العباسي، وتعكس علاقة الغرام بين قيس وليلى، قد اعتمد عليها ويليام شكسبير في مسرحيته «روميو وجولييت»؛ فعلى الرغم من أن المسعودي لم يجد لهذه القصص أية أهمية سوى التسلية الهابطة، وذلك في كتابه «مروج الذهب»، وكذلك ابن حاتم؛ حين أشار إلى انتفاء قيمتها الأدبية، نجد أن الأدب العباسي قد بلغ ذروة نجاحه عن طريقها، سواءٌ في الشرق أم في الغرب.
وتشير رنا قباني أن سبب نقد مثقفي العباسيين كالمسعودي وابن حاتم لهذا التيار الأدبي، يعود لانتشاره في أوساط العامة، ولتركيزه على اهتماماتهم؛ فيغلب على قصصه تناول جمال النساء ومكرهنّ وخبثهن، والإشارة إلى البذخ والثروات الطائلة؛ فهو أدبٌ موجه أساسًا لجمهور ذكوري وفقير. إلى جانب هذا النوع من الأدب انتشر في العصر العباسي أدب الرحلات، وأقبل الناس على هذا النوع الأدبي، لما تضمنه من معلومات عن أقطار الدولة البعيدة، أو حتى تلك التي تقع في الصين أو الهند، لمعرفة طرق حياتهم، ومن كتاب أدب الرحلات الإدريسي الذي كتب عن جنوب شرق آسيا في القرن الثاني عشر، ولم يكن أدب الرحلات دومًا أدبًا علميًّا دقيقًا؛ فأدخلت عليه الأساطير والمبالغات التي استسيغت في المجتمع كأسطورة بلاد الواق واق، والتي ذكر عنها ابن خرداذبة في القرن التاسع أنها كثيرة الذهب، حتى إن أهلها يتخذون سلاسل كلابهم، وأطواق قرودهم من الذهب.

### نحو اللغة
شهد العصر العباسي تطورًا هامًّا في بنية اللغة العربية؛ إن أغلب الباحثين ينسبون نشأة النحو العربي إلى أبي الأسود الدؤلي، الذي كان أيضًا أول من وضع النقاط على الحروف في الأبحدية العربية، غير أن التطور الهامّ للغة إنما تمّ خلال المراحل اللاحقة للدؤلي، خصوصًا في العصر العباسي؛ حيث اشتهر فيه أبرز النحاة، كعيسى بن عمر الثقفي، وأبي عمرو بن العلاء، والخليل بن أحمد، وسيبويه الملقب ب: «إمام العربية»، ويونس بن حبيب، والكسائي؛ مؤسس مدرسة الكوفة في النحو، والأصمعي والزمخشري، وغيرهم. وخلال هذا العصر، أعيد ترتيب الأبجدية بالشكل المتعارف عليه اليوم، بعد أن كانت مرتبة وفق الترتيب التقليدي للغات السامية. كما ظهر التشكيل بالشكل المتعارف عليه اليوم، وذلك على يد الخليل بن أحمد الفراهيدي. سوى ذلك؛ فإن اختلاط العرب بالشعوب غير العربية، والتفاعل الحضاري بين هذه الشعوب، أدى إلى دخول العديد من المصطلحات غير العربية إلى هذه اللغة، ومنها كلمة بيمارستان الفارسية الأصل، والتي تعني المستشفى، وكلمة «عمق» العربية المنحوتة من فعل «عمقو» في السريانية. بل إن ازدهار العلوم وتطور الآداب دفع إلى ظهور مصطلحات جديدة؛ كالجوهر والحد والجبر والعنصر والترياق وسواها، ما دفع البحتري للقول: «أراكم تتكلمون بكلامنا، في كلامنا، بما ليس في كلامنا». وهو ما دفع أيضًا إلى ظهور المعاجم والقواميس الخاصة باللغة العربية، مستندة إلى القرآن والشعر الجاهلي بشكل رئيسي، وكان الخليل بن أحمد أول من جمع قاموسًا سماه «العين»، على أن القواميس اللاحقة قد نالت شهرة أكبر، ولاتزال مستعملة حتى اليوم؛ كلسان العرب لمؤلفه ابن منظور، والقاموس المحيط للفيروزآبادي.
وقد أدى هذا الاختلاط أيضًا، وبشكل تدريجي، إلى نشوء اللهجات المحلية في العربية، خصوصًا خلال عهد الدولة المتأخر. ويعود سبب نشوء اللهجات واختلافها إلى اللغات التي كانت سائدة من قبلُ؛ فتأثرت اللهجات الشامية والعراقية بالسريانية، واللهجة المصرية بالقبطية، أما لهجات المغرب العربي فقد تأثرت باللغتين الأمازيغية والبريرية.

### العمارة

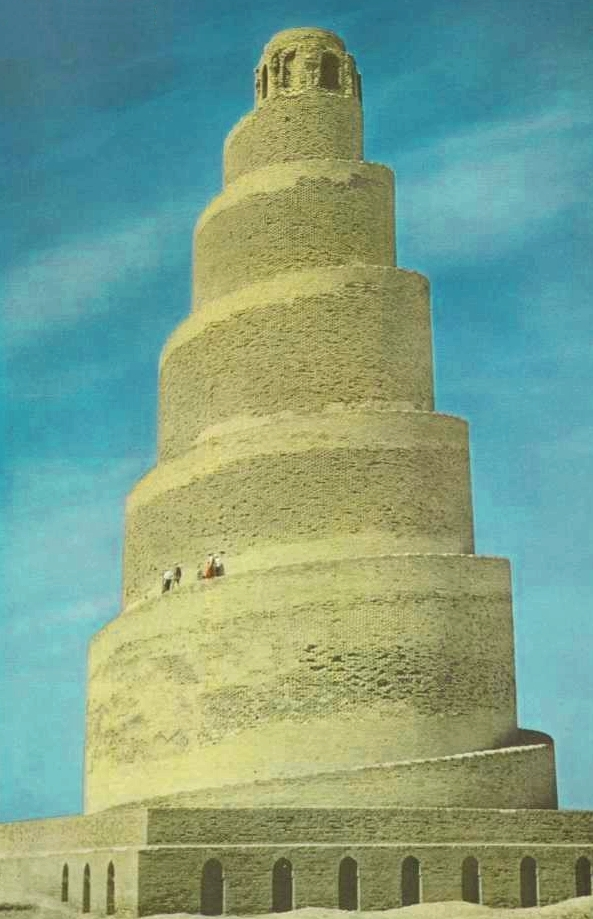
مئذنة مسجد المتوكل على الله في عاصمته سامراء، أحد أشكال العمارة العباسية.

اهتم العباسيون خلال عهود قوتهم بالناحية العمرانية عناية واضحة؛ فأنشؤوا عددًا من المدن الجديدة برمتها، ولعلّ أشهرها عاصمة الدولة بغداد. ومن المدن الأخرى التي شيدها العباسيون سامراء والمتوكلية في العراق، والرحبة في الجزيرة الفراتية، وغيرها. كما قام العباسيون بإنشاء شبكة واسعة من الطرق والجسور، خصوصًا في العراق حاضرة الخلافة، وشيدوا المدارس والجامعات والمستشفيات والحمامات العامة في المدن الكبرى، وقد ذكر المؤرخ ابن جبير أن مدينة دمشق وحدها تحوي أكثر من مائة حمام، إضافة إلى التكايا التي تستضيف الفقراء، والفنادق المخصصة لاستقبال الغرباء عن المدينة. كما قام العباسيون بتزويد الطرق العامة، سواءٌ في المدن أو خارجها، بصنابير المياه، حتى يستطيع عابر السبيل أن يرتوي من الطريق مباشرة.
تأثر فن العمارة العباسية بالعمارة العراقية القديمة، خصوصًا الأشورية، وكذلك العمارة الفارسية. ولعل تصميم بغداد بشكل دائري له أربعة أبواب هو أحد أبرز أوجه التأثر بالعمارة الآشورية؛ إذ إن المدن التي بناها المسلمون سابقًا إما مربعة كالقاهرة، أو مستطيلة كالفسطاط، ومن العراق انتقل هذا النمط المعماري عن طريق الولاة والسلاطين إلى مصر وبلاد الشام. في حين يشكل استعمال الآجر والطين لبناء القصور بدلًا من الحجارة أبرز تأثرات العمارة العباسية بالعمارة الفارسية، خصوصًا خلال العهد الساساني.
تمازج مع العمارة فنون الزخرفة التي وصفها عدد من النقاد بأنها لغة الفن الإسلامي، وقد كانت زخرفة المساجد والقصور والقباب الميدانَ الأساسيَّ لها، بأشكال هندسية أو نباتية عرفتها أوروبا بالاسم الفرنسي «Arabesque»، وتعرف اليوم بالزخرفة العربية، وقد انتشر هذا المصطلح في العالم العربي حديثًا للإشارة إلى الزخرفة العباسية، على أن جذر الكلمة لغويًا يأتي بمعنى «التوريق». كما انتشر في العصر العباسي، بنوع خاص، الفن التجريدي؛، ورغم أن نشأته كتيار فني تعود للعصور الحديثة، عمل العباسيون وخلال زخرفاتهم على عزل عنصر الزخرفة كالورقة أو الزهرة عن محيطها؛ أي عمد الفنان العباسي إلى تجريدها عن محيطها الطبيعي، الذي يعطي إحساسًا بالذبول والفناء، مانحًا إياها شعورًا بالدوام والبقاء. وإلى جانب الزخرفة النباتية درجت زخرفة الأحرف العربية، وازدهرت حتى أصبحت علمًا قائمًا ممثلًا بعلوم الخط العربي، رغم أن نشأته تعود لما قبل الإسلام، ومن أشهر أنواع الخطوط الخط الكوفي وخط الرقعة. وكذلك، وعلى الرغم من عدم استساغة علماء الدين المسلمين لتصوير الإنسان والحيوان، اعتنى الخلفاء العباسيون بالأمر؛ كما تدل جدران القصور المكتشفة في شرق الأردن وسامراء. ويصنف النقاد الزخرفة العباسية بكونها زخرفة «كارهة للفراغ»؛ إذ يقوم الفنانون برسم الزخارف من الحجم الكبير والمتوسط والصغير، على أن تملأ جميع الفراغات بزخارف، ولو كانت متناهية في الصغر. كما اشتهر العباسيون باستخدام الفسيفساء القادمة من الحضارة البيزنطية.

### الموسيقى والغناء
| يا ليل الصبّ متى غده، أقيام الساعة موعده؟ على يوتيوب                                                                                                   |
| —القصيدة للشاعر أبو الحسن الحصري المتوفى عام 1095، وهي ملحنة وفق طريقة «الموشحات الأندلسية»، أحد فروع الموسيقى العباسية. غناء المطربة اللبنانية فيروز |

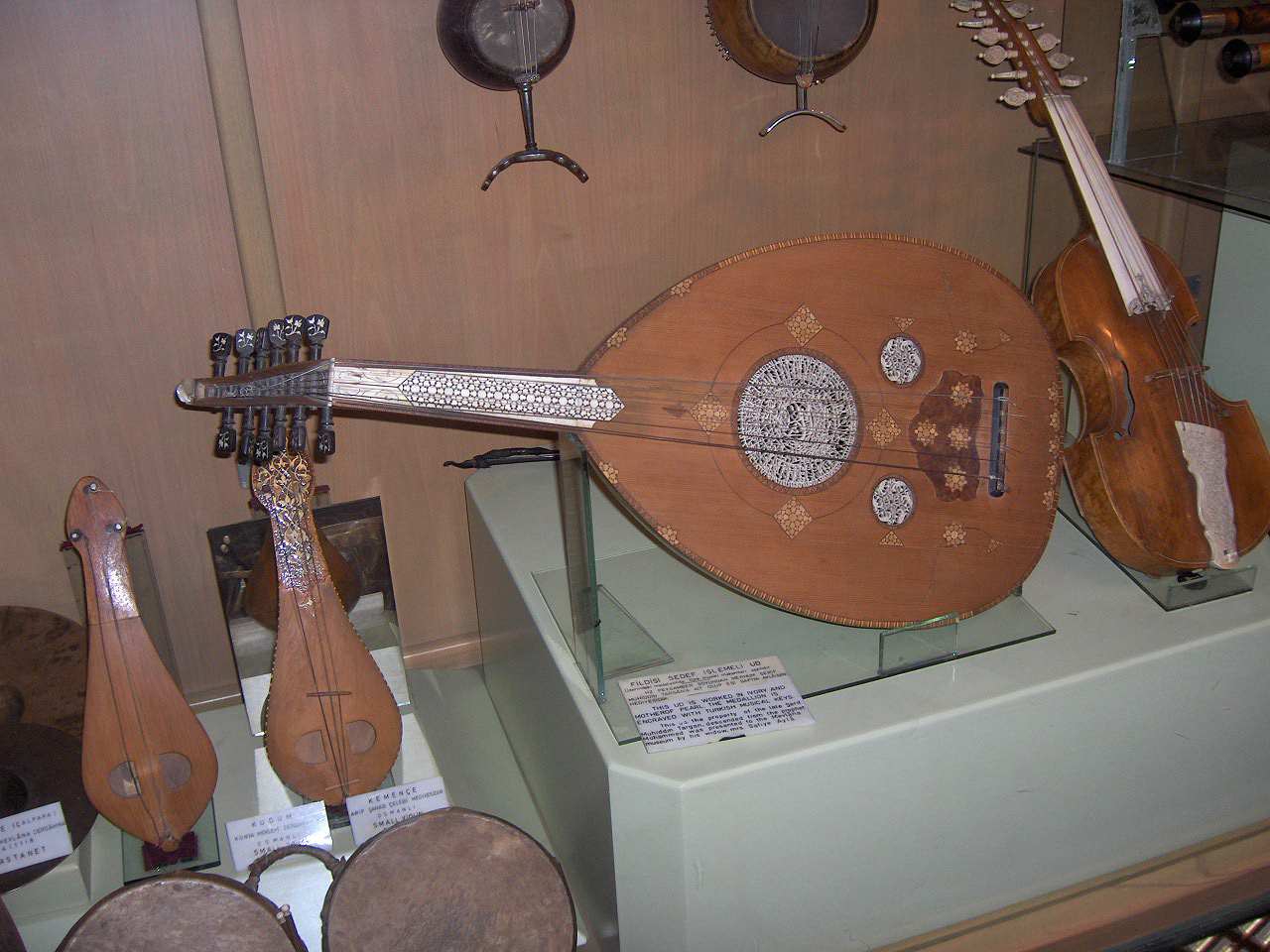
العود أحد الآلات الموسيقية الرئيسية في «التخت الشرقي».

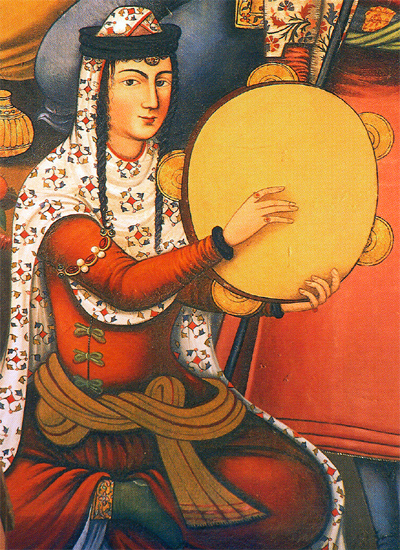
جارية تنقر على الدف في مجلس سمر.

قال ابن خلدون: «ما زال فن الغناء يتدرج عند العرب حتى كمُل أيام بني العباس»، ويقول عدد من النقاد:  إن الموسيقى العربية في العصر العباسي بلغت ذروة مجدها من ناحيتي الأداء الغنائي وانتشار العلوم والبحوث والدراسات الموسيقية، واستمرت بغداد حتى منتصف القرن التاسع الميلادي مركزًا حيويًّا تنبعث منه إشعاعات النهضة الموسيقية العربية. وقد اقترن تطور الموسيقى بحالة الرخاء الاقتصادي في الدولة خلال عهود قوتها من ناحية، ومن ناحية أخرى اقترن تطور الموسيقى بدعم الخلفاء غير المنقطع لها منذ مؤسس الدولة أبي العباس السفاح الذي أحب غناء سلمك الفارسي، مرورًا بالخليفة المأمون الذي كان يروقه، بنوع خاص، الغناء الإغريقي اليوناني، وهو من أمر بترجمة الأصول النظرية للموسيقى إلى العربية؛ فشكل بذلك أساس العلوم الموسيقية النظرية، وموسى الهادي الذي كان ابنه عبد الله مغنيًا ويجيد العزف على العود، وهارون الرشيد الذي أنفق ثروة في منح الجوائز للمغنين والملحنين، وكان الخليفة الواثق بالله؛ حسب شهادة المؤرخ حماد بن إسحق الموصلي: بأنه أعلم الخلفاء بهذا الفن، وأنه كان مغنيًا بارعًا وعازفًا ماهرًا على العود. وقد لقي الفن من التشجيع والكرم في بلاطه ما يجعل المرء يظن أنه تحول إلى معهد للموسيقى، بدلا من كونه مجلسًا لأمير المؤمنين.
وقد تمازجت الموسيقى العربية واختلطت بأنواع الموسيقى السريانية والفارسية، وشكلت معها مزيجًا متماسكًا حتى القرن العاشر، حين أدخلت وفود قبائل السلاجقة والأكراد الآلات النفخية، وأخذت تحلّ مكان الآلات الموسيقية الوترية، التي كانت العماد الرئيسي للموسيقى العربية، ما دفع عددًا من المؤرخين لإبداء استيائهم من هذا التغير. وقد دوّن لنا المؤرخون عددًا من أبرز الفنانين والملحنين الذين تألقوا خلال العصر العباسي في مجالس خلفاء العصر العباسي الأول، وهم: حكم الوادي، وإبراهيم الموصلي، وابن جامع، ويحيى المكي، ومنصور زلزل، ويزيد حوراء، وفليح بن أبي العوراء، وعبد الله بن دحمان، والزبير بن دحمان، وإسحاق الموصلي، وبرهوم، ومحمد الرف، وزرياب وقمر البغدادية، إلى جانب آخرين. والفن العباسي سابق للفن الأندلسي الممثل في الموشحات الأندلسية وسواها، بل إن المؤرخين والنقاد يجعلون من الفن الأندلسي متأثرًا بالفن العباسي، وكذلك الفن الموسيقي المغربي.
ونتيجة هذا الاهتمام بالموسيقى ومجالس الطرب نشأت العلوم الموسيقية وصُنِّفَت كتب؛ منها كتاب «رسالة في خبر تأليف الألحان» للكندي، الذي استعمل فيه الحروف والعلامات في تدوين الألحان، منشئًا بذلك النوطات، و«كتاب الموسيقى الكبير» للعالم والفيلسوف الفارابي، و«كتاب الأغاني» للأديب أبي الفرج الأصفهاني، وقد أهداه لسيف الدولة الحمداني، وكتاب «الأدوار» لصفي الدين الحلي، والذي يقول الناقد كروسلي هولاند إنه كان الأساس لجميع ما تبعه من مؤلفات تتناول الجوانب العلمية في الموسيقى أو التحلين، وكذلك تطرق ابن سينا الطبيب المعروف في كتابه «الشفاء» لدور الموسيقى في العلاج، وأنواع الموسيقى الملائمة لها. على أنه قد اقترنت مجالس الطرب عادةً بخلاعة جنسية يقوم بها إماء الخليفة أو السلطان، وكذلك بشرب الخمور، وكلا الأمرين مما لا تبيحهما الشريعة الإسلامية، ما دفع عددًا من الفقهاء وعلماء الدين إلى تحريم الموسيقى والغناء، وذهب الباحث رضا العطار بأن أغلب الفقهاء العباسييين حرّموا الموسيقى والغناء، وكان أشدهم بذلك أنس بن مالك؛ حتى اعتبر أن الإنسان لو ترنّم لنفسه في خلوته فذلك خطيئة. ويشير العطار أن أبا حامد الغزالي كان الوحيد ممن أشار صراحة إلى عدم تحريم الشريعة الإسلامية للغناء.

## العلوم

### العلوم العامة

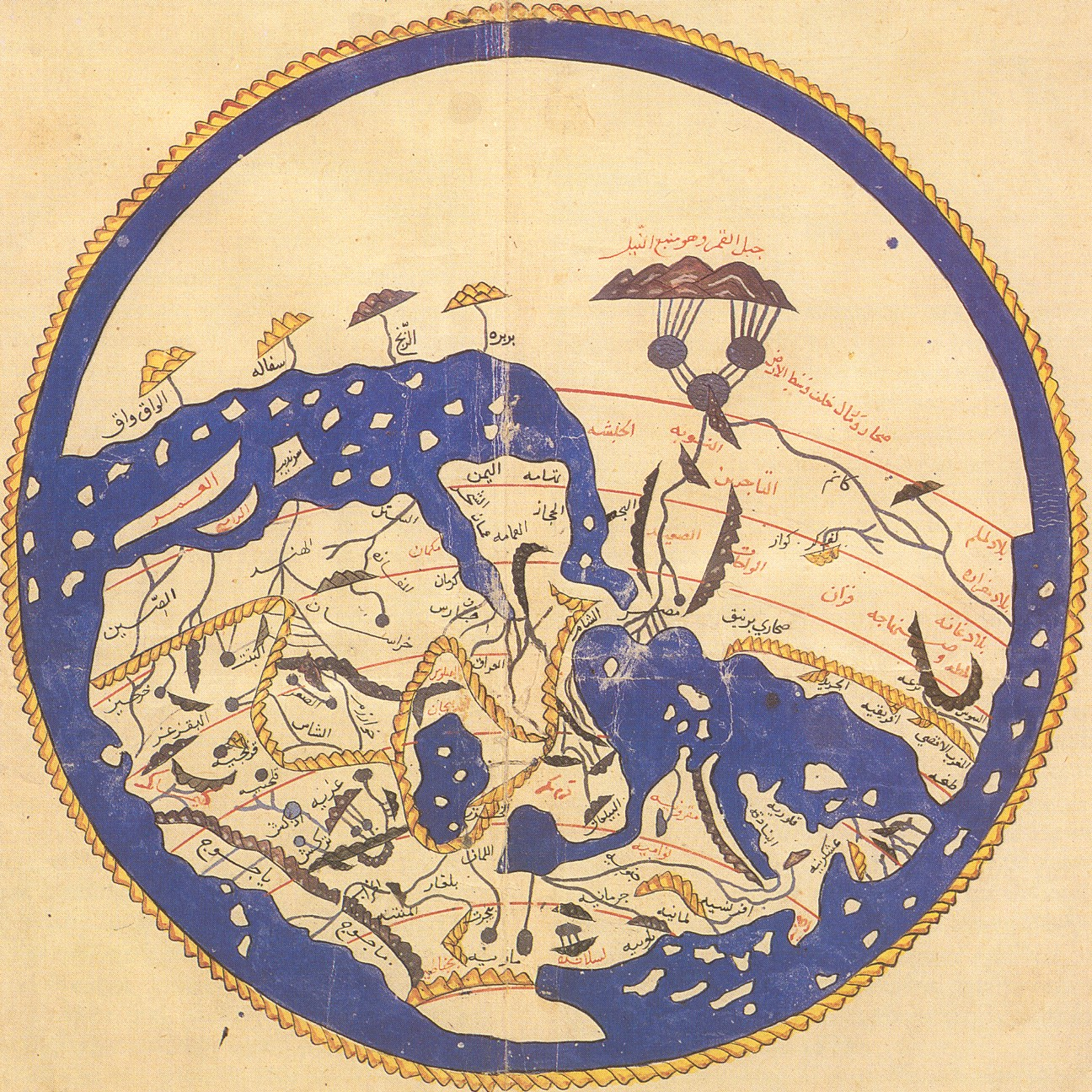
العالم القديم كما رسمه الإدريسي لروجر ملك صقلية. كان الشمال في ذلك العصر يرسم أسفل الصورة؛ لاحظ التشابه في الحدود العامة بين الخارطة التي تعود للقرن الثاني عشر والخرائط الحالية، خاصَّةً فيما لو قُلبت الخريطة رأسًا على عقب.

لم يكن لدى العرب في شبه الجزيرة العربية علومٌ متنوعة، ولم يركز الأمويون اهتماماتهم على مجالات متنوعة في العلوم، لذلك فإن تأسيس العلم العربي فعليًّا يعود للعصر العباسي، معتمدًا في البداية على ترجمة أعمال الفلاسفة والعلماء اليونان كأرسطو وأفلاطون، وذلك بدعم من الطبقة الحاكمة، وفي المرحلة الثانية أصبح العلماء العباسيون يضيفون ويبتكرون في العلوم النظرية والتقنية على حد سواء، وخلال تلك المرحلة كان الجهل والأمية متفشيين في أوروبا بشكل مريع، ولولا جهود الخلفاء وحاشيتهم لكان العلم الإغريقي القديم قد اندثر تمامًا. يقول في هذا الصدد المؤرخ الفرنسي لومبارد في كتابه «الإسلام في فجر عظمته»، الصادر عام 1973م، إنه بينما نسيت أوروبا العلوم، ظل العرب في جامعاتهم يدرسون إقليدس، وفيزياء العناصر، ومخروطيات أبولونيوس وأرخميدس وبطليموس، ما أدى إلى تحول العربية إلى لغة العلوم العالمية، فأنتج العباسيون علماءَ في الفلك وعلوم الطبيعة، والفيزياء والطب ورياضياتيين؛ يصفهم المؤرخ نفسه بأنهم «من الطراز الأول»، وقد شاطره ذلك الرأي المؤرخ الفرنسي رونان؛ حيث صرّح: إنّ العلم حقًّا أحد مؤسسات الحضارة الإسلامية، ولم يقم المحسنون بتشجيعه فقط، بل إن الخلفاء قاموا بتأسيسه وتنميته. وتجدر الإشارة إلى أن أمويي الأندلس قد قاموا أيضًا بتشجيع العلوم، وعن طريق قرطبة، أكثر مما هو عن طريق بغداد، انتقلت هذه العلوم نحو أوروبا، باستثناء مرحلة الحروب الصليبية والسفارات المتبادلة قبلها، وقد أسهمت هذه العلوم لدى انتقالها في بناء الحضارة الإنسانية الحديثة؛ يقول ألكسندر كويريه في هذا الصدد: إن العرب في بغداد وقرطبة كانوا معلمي الغرب ومربيه. لأنه لم يترجم العرب أعمال اليونان الفلسفية والعلمية إلى العربية وفقط، بل أضافوا إليها مؤلفات برمتها. ولأنه لم يكن هناك في الغرب شخص يمكنه أن يفهم كتبًا لها صعوبة الفيزياء، أو ماورائيات أرسطو، أو مؤلف بطليموس «المجسطي»؛ فاللاتينيُّون بمعزل عن عون الفارابي وابن سينا وابن رشد، بشروحهم وتعليقاتهم على هذه المؤلفات، لم يكونوا ليصلوا يومًا إلى فهم تلك الكتب. غير أن لومبارد وكويريه، وكذلك جورج مينوا، قد أشاروا إلى انهيار شبه تام للعلوم في الدولة العباسية، منذ القرن العاشر، وذلك لا يعود فقط لتدهور الاستقرار السياسي، وتراجع حال المعيشة، بل لبروز تيارات دينية متشددة، استطاعت السيطرة على القصر، وأثرت على العلوم بشكل سلبي، وأحد هذه التيارات، كما اتفق المؤرخون الثلاثة، المدرسة الحنبلية التي ركَّزت على سلبية التعاطي مع أي علم أو كتاب غير القرآن والسنة، ونحا بعض علمائها لاعتبار فلسفة ذلك الزمان زندقة، وجاء في إحدى أدبيات الحنابلة: لا تفرط في دراسة الكواكب، إلا لمساعدتك على تحديد ساعات الصلاة، لا أكثر من هذا. ويضيف كويريه أن الفكر العقلي الجدلي، الذي كان أحد أبرز مميزات الحضارة، قد تراجع مع السلاجقة، واختفى مع الاجتياح المغولي، وبالتالي كفّ العرب عن البحث والتحديد، واكتفوا بالنقد والتقليد.

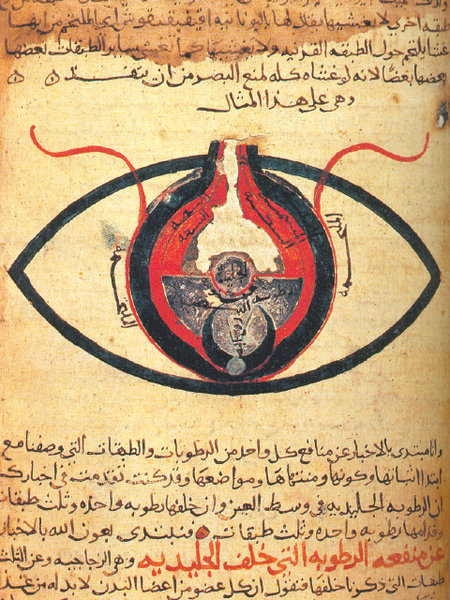
تشريح العين لحنين بن اسحق من كتابه «المسائل في العين».

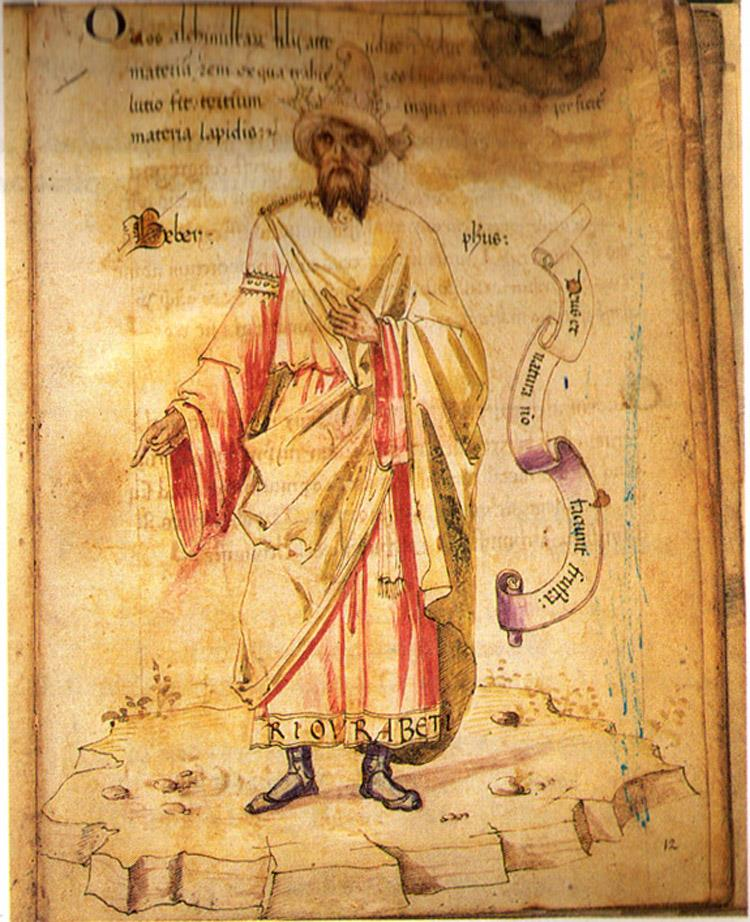
جابر بن حيان أبو الكيمياء العضوية.

ومن أبرز المنجزات العلمية في العصر العباسي رسم أول خارطة للعالم بأسره، على يد الإدريسي المولود في سنة 1100م، وقد ظلّ كتابه «نزهة المشتاق في اختراق الآفاق» كتاب الجغرافيا الأول في الشرق والغرب. ومن العلماء العباسيين البارزين أيضًا، ابن الهيثم، المولود عام 965م، والذي ألف مائتي كتاب في الطب والفلسفة والرياضيات والفيزياء، ولعلّ كتبه حول الأشعة وانكسارها وانعكاسها أبرز ميادين كتابته، وقد حاز مؤلفه «المناظر»، الذي درس به الأشعة شهرة عالمية، ويعود له أيضًا عدد من الابتكارات؛ كصقل العدسات المحدبة والمقعرة. وأيضًا عبد الله البتاني، الذي ولد في الرقة وعاش بها عام 850م، واشتهر بعلم الرياضيات؛ حيث أكمل تنسيق الزوايا، خصوصًا الجيب، وجيب التمام، والظل، وناقش نظريات بطليموس حول الكواكب، وزاد عليها في كتابيه «تعديل الكواكب» و«زيج البتاني». هناك أيضًا ابن سينا، المولود في بخارى عام 981م، وله مؤلفات في مواضيع شتى؛ أجلّها «القانون في الطب»، وهو موسوعة تحتوي خلاصة ما توصل إليه الإنسان في هذا المجال، وقد ظل متداولًا ومتدارسًا في مختلف أصقاع العالم، حتى القرن السادس عشر. وفي مجال الصيدلة برز ابن البيطار، الذي ولد في الأندلس عام 1197م، وطاف أوروبا، واستقر في دمشق إلى أن توفي عام 1248م، وقد أسهمت رحلاته في معرفته أنواع النباتات، وتركيب عقاقيرَ طبيةٍ منها. وقد ألف ابن البيطار عددًا من الكتب؛ أبرزها «الجامع في المفردات الطبية»، ويعتبر من رواد طريقة الاستنباط العلمية، إلى جانب جابر بن حيان، العالم الكيميائي الذي نال دعم هارون الرشيد، وأسس وتلامذته منهج التجربة في العلوم.
وهناك أيضًا الكندي، وهو من أبرز الفلاسفة، والرازي الذي كان له مؤلفات طبية؛ أبرزها «الحاوي»، ومؤلفات فلكية ناقش خلالها كروية الأرض وعدم تمركزها في قلب العالم. كما اشتهر علم التاريخ، وفق الروايات المتناقلة، ومن المؤرخين ابن كثير والمقريزي، وانبثق منه علم أنساب العرب، وتدوين سير أعلامهم، ومن الكتب الهامة في هذا الصدد كتاب «وَفَيَات الأعيان» لابن خَلِّكان. ومن العلوم التي نشأت أيضًا في كنف العباسيين علم الجبر، وقد ابتكر الخوارزمي أول لوغاريتم في العالم. ولم يقتصر الأمر على المسلمين؛ إذ برز العديد من العلماء غير المسلمين، كثيوفيل بن توما، الذي شغل منصب كبير علماء الفلك لدى الخليفة، وقيس الماروني، المؤرخ الذي وضع مؤلفًا أرخ فيه تاريخ البشرية، منذ خلق آدم وحتى خلافة المعتضد، وجرجس بن بختيشوع، المولود عام 771م، وجبريل بن بختيشوع؛ تلميذه المولود عام 809م، وهم أبناء أسرة مسيحية من الأطباء والعلماء، وحنين بن إسحاق، وابن أخته حبيش بن الأعسم، وعبد المسيح الكندي من القرن التاسع، ويوحنا بن ماسويه والذي كان، وأبوه قبله، مدير مشفى دمشق خلال خلافة هارون الرشيد، وغيرهم. وفي الواقع؛ فإنه من الصعب حصر جميع علماء العباسيين ومؤلفاتهم، لكثرتها وتنوعها.

### الترجمة
اهتمّ العباسيون بترجمة الكتب والمخطوطات القديمة إلى العربية، فشكل ذلك بداية الثورة الفكرية والحضارية في العصر العباسي. كان العرب يجهلون اللغة اليونانية التي دونت بها أغلب المؤلفات العلمية القديمة؛ أمثال أرسطو وأفلاطون وغيرهما. ومع اهتمام الخلفاء، خصوصًا أبو جعفر المنصور وهارون الرشيد وابنه المأمون بالعلوم، عهدوا بعملية الترجمة إلى السريان، وبشكل أقل إلى الفرس. وقد كانت الترجمات تتم على مرحلتين، من اليونانية إلى السريانية، ثم من السريانية إلى العربية. كذلك نقل العرب، الأدب السرياني بكامله إلى لغتهم، وقد اعترف المؤلّفون العرب القدماء، كابن أبي أصيبعة، والقفطي، وابن النديم والبيهقي، وابن جلجل وغيرهم، بقصّة غزو العرب للأدب السريانيّ، والمؤلّفات التي ترجمت عن السريانيّة إلى العربيّة في أرجاء الدولة العباسيّة والأندلس:

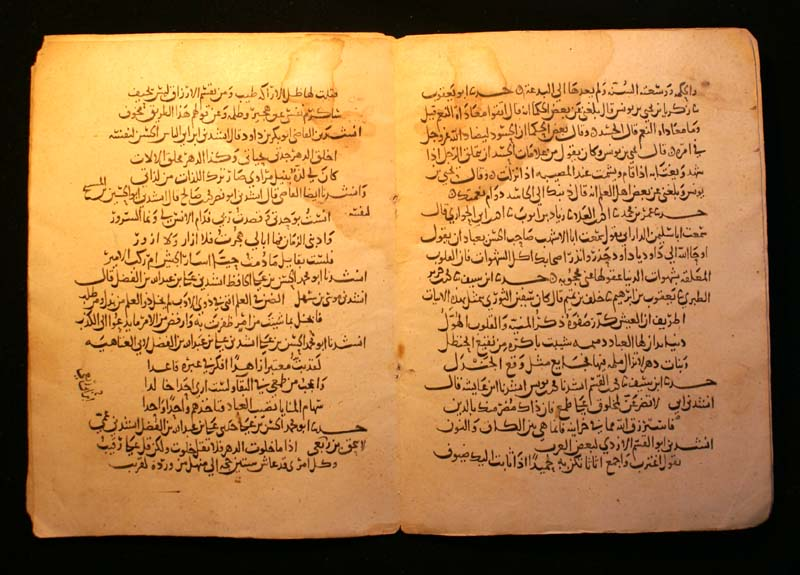
إحدى مخطوطات بيت الحكمة المترجمة إلى العربية.

بسبب هذا النشاط ينحو عدد من الباحثين لاعتبار النشاط السرياني وما رافقه من حركات الترجمة، عنصرًا أساسيًّا من عناصر خلق «الحضارة العربية»، وقد أسهم ذلك، في الوقت نفسه، في إحلال العربية كلغة تخاطب بين السريان بدلًا من السريانية، وذلك في العراق على وجه الخصوص، غير أن هذه العملية لن تنتهي قبل القرن الثالث عشر.

## الاقتصاد

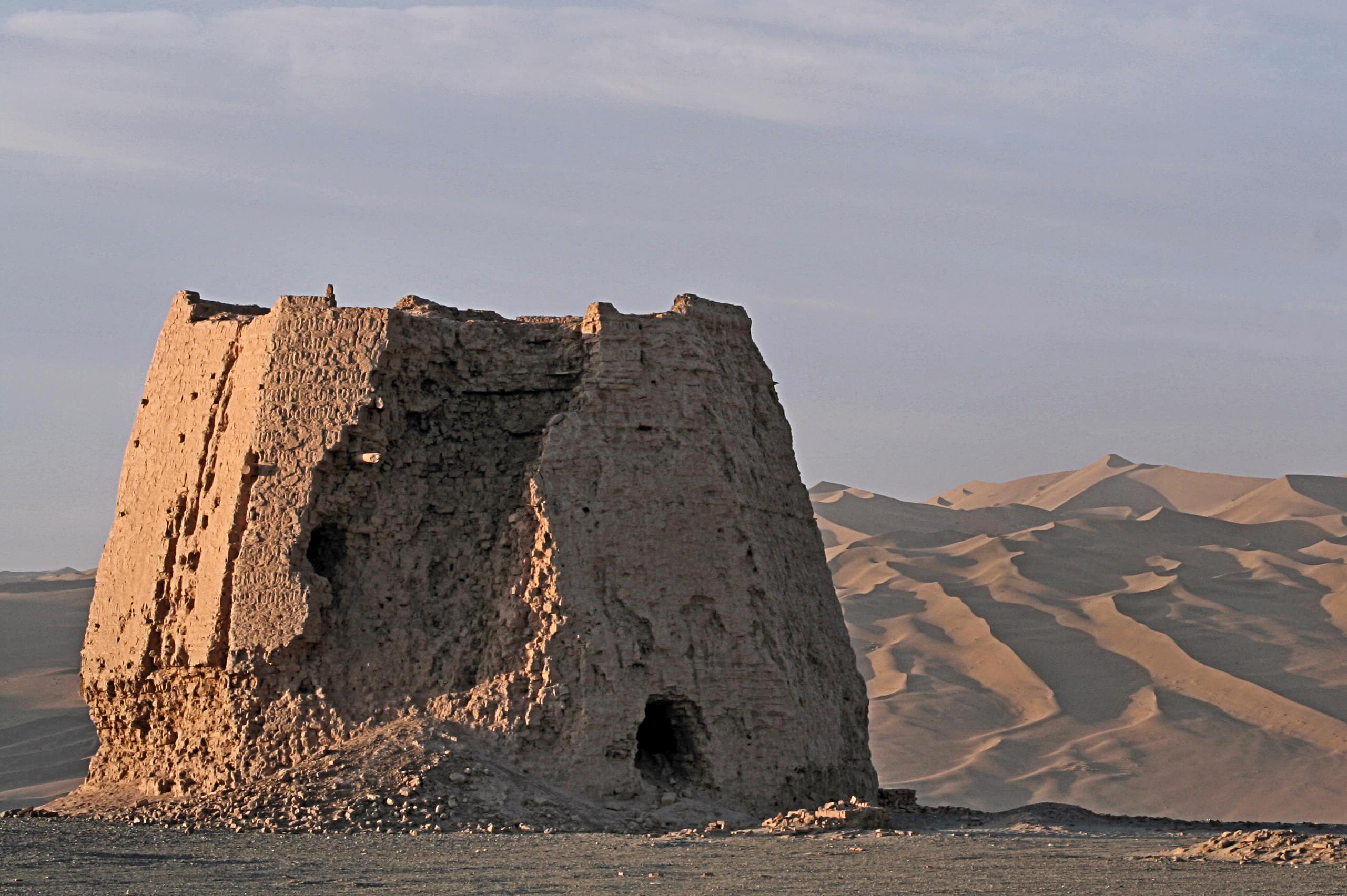
برج مراقبة في منطقة غونسو في الصين، لمراقبة القوافل التجارية التي تعبر طريق الحرير وحمايتها. وهو واقع في الجزء الصيني من الطريق.

النظام الاقتصادي في الدولة العباسية، كأي نظام قبل الثورة الصناعية، هو نظام إقطاعي، وقوامه الزراعة. وقد كانت الأراضي الخصبة مقسمة إلى أربعة قطاعات: أراضي الدولة التي تعود أرباحها مباشرة للخليفة أو السلطان أو كبار قادة الجيش، وأراضي الأوقاف التي كانت تشكل ممولًا أساسيًّا للمساجد والمدارس الفقهية، وأراضي الإقطاعيات الخاصة؛ حيث تكون مملوكة لمتنفذي المدن ووجهائها، مع وجود نوع رابع قليل الانتشار تمثّل في الملكية الخاصة للأفراد.
كان الفلاحون يعملون كعبيد أو أقنان لدى ملاك الأراضي، ويستقرون في قرى صغيرة تبنى بالقرب منها، ويقتاتون من حصتهم من غلال الأرض، وإذا ما احتاجوا شيئًا كانوا يشترونه من الباعة المتجولين، أو أسواق المدن القريبة؛ فالحياة القروية كانت مستقرة ومزدهرة، وكان يعيقها انعدام الأمن، خصوصًا خلال عهود ضعف الدولة؛ إذ تعرضت الإقطاعيات للغزو والتخريب، سواءٌ من دول مجاورة أم من قطاع الطرق. وقد حاولت الدولة خلال عهد القوة السيطرة على الوضع من خلال توجيهات موسى الهادي وهارون الرشيد، وخلال فترات انعدام الأمن أخذ سكان القرى بالنزوح نحو المدن، ما أثر على الاستقرار الاقتصادي.
أما الصناعة فكانت بجزء منها تعتمد على الزراعة؛ كصناعة السكر المستخرج من قصب السكر، خصوصًا في مصر والأحواز، أو صناعة المواد الغذائية من مشتقات الحليب وتسويقها في المدن. أما الصناعات غير المعتمدة على الزراعة، فكان هناك الصناعات الحربية؛ كالسيوف أو نسج الحرير والصوف والكتان وأنواع الأقمشة الأخرى، وازدهرت بنوع خاص حياكة السجاد في إيران وبلاد الشام، وصناعة الزجاج وزخرفته وإنتاجه بأشكال فنية، وصناعة الورق التي انتقلت من الصين إلى بغداد عن طريق سمرقند، على يد يحيى البرمكي، في خلافة هارون الرشيد، والفخاريات والنحاسيات المختلفة، فضلًا عن صناعة السفن.

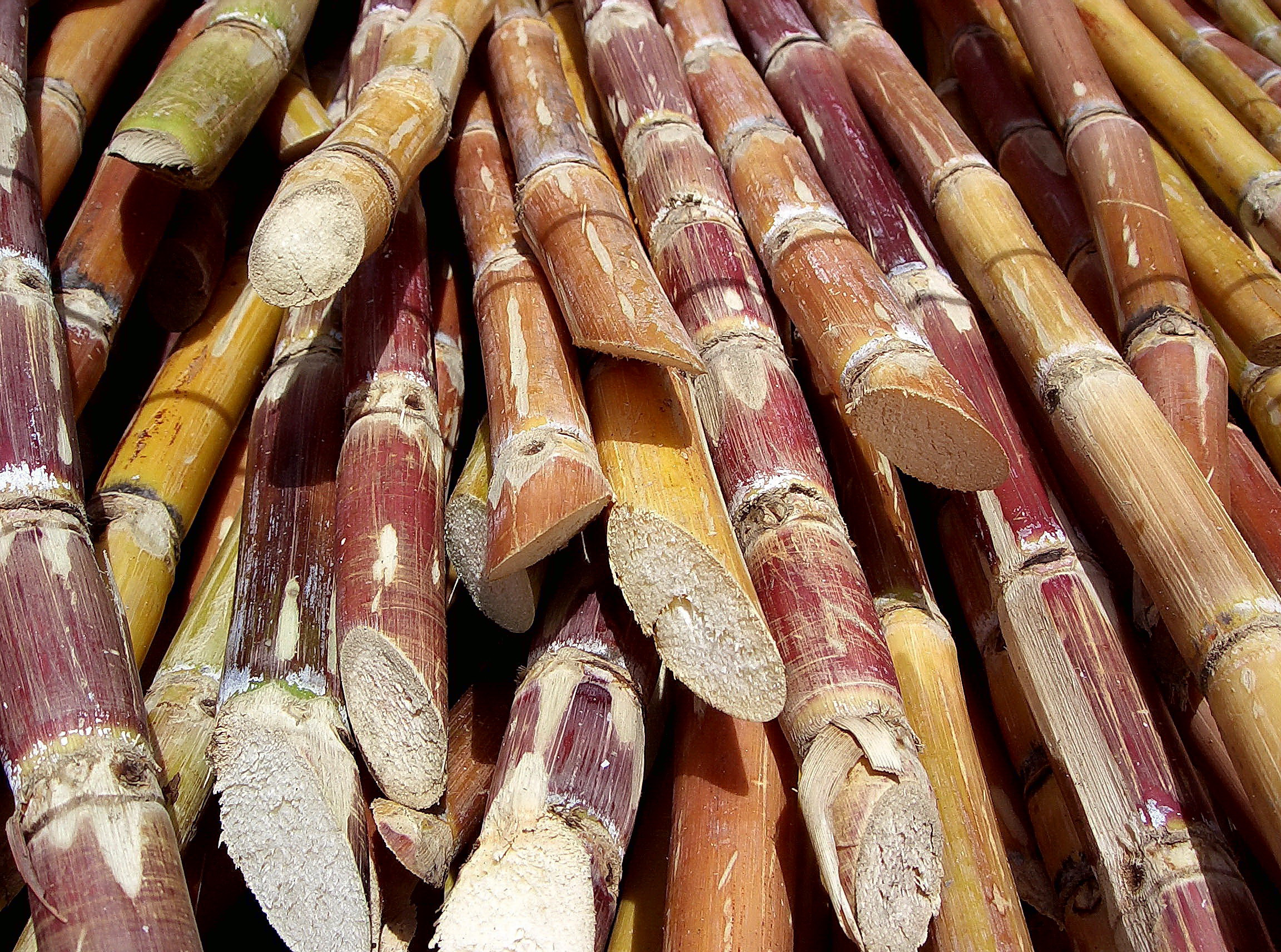
سوق قصب السكر: عرف العباسيون صناعة السكر منه، وخلال الحملات الصليبية انتقلت الصناعة إلى أوروبا مع جملة الصناعات الأخرى التي أخذها الصليبيون من المسلمون.

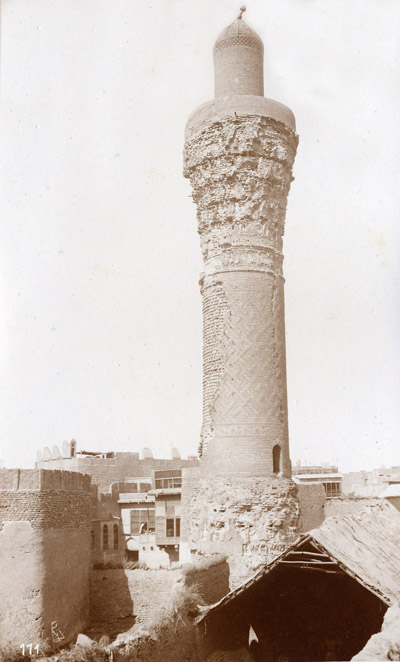
بقايا سوق الغزال، وتظهر في الصورة مئذنة مسجد الخليفة، والذي يعود بناؤه لعهد المكتفي بالله (901 -907)، وقد دعي هذا السوق لاحقًا باسم «البازار».

ويمكن التمييز بين نوعين من المدن: المدن الكبرى؛ كحلب والقاهرة، والمدن الأصغر حجمًا وأقل أهمية؛ كطرابلس. أما كبرى المدن فكانت بغداد، وقد وصل عدد سكانها في القرن التاسع إلى مليون نسمة، لتكون أكبر مدينة في العالم. وكان السوق في المدن الصغرى مختلطًا بجميع أنواع السلع، أما في المدن الكبرى فكان هناك عدة أسواق؛ كسوق الوراقين وسوق النجارين وسوق الخضار وسواها، ويشرف على كل سوق مجموعة من العمال؛ يشرفون على نظافة السوق، والتأكد من عدم غش التجار بالموازين، كما يشرفون على الآداب العامة، مع تخصيص أماكن لبيع الخمور وغيرها من منكرات الشريعة الإسلامية. كما نظم عمال الصناعة أنفسهم فيما دعي «الطوائف الصناعية»، وهي أشبه بالنقابات في عصرنا الحالي، ومهامها الحفاظ على حقوق العاملين في المهنة، وتشرف على تعليم الراغبين بامتهانها أصول المهنة. ومع تراجع وضع الدولة الاقتصادي ازداد الفقر فازدادت الفاقة، ولم تستطع التكايا المخصصة لرعاية الفقراء من أداء واجباتها كما كانت في السابق. وتشير الأدبيات العباسية، بعد القرن التاسع، إلى انتشار الفساد والرشوة حتى في سلك القضاء. ومن أسباب الانهيار الاقتصادي تكلفة الحروب المتواصلة، سواءٌ بين السلاجقة أنفسهم أم مع الصليبيين، وسوى ذلك فقد ضرب القحط والجفاف العراق وبلاد الشام فترة طويلة، وزلزلت المنطقة عدة مرات بهزات أرضية، ومحصلة القول: إن ضعف الدولة العباسية كان في أحد شقوقه اقتصاديًّا.
مساحة الدولة المترامية الأطراف، وتمركزها في قلب العالم القديم، جعل من أراضيها معبرًا تجاريًّا وممرًّا لقوافل البضائع بين الشرق الأقصى وأوروبا، ولعلّ طريق الحرير، الذي يعود لفترة ما قبل الميلاد أشهرها، وقد اشتهر بتجارة التوابل والعطور، وكذلك الطريق الجنوبي نحو أفريقيا؛ حيث كان التجار يسوقون بضائعهم مقابل الحصول على الذهب الذي اشتهرت به تلك الأصقاع، خصوصًا مملكة غانا وقبائل السودان الوثنية، كما نشطت خلال هذا الطريق تجارة الرقيق. وقد ارتبطت الدولة العباسية بعلاقات جيدة مع الممالك المتعاقبة في أثيوبيا حاليًا وأشهرها مملكة النوبة، والتي سمحت للعباسيين التنقيب عن الذهب والزمرد في أراضيها، كما كان هناك طريق تجاري بحري يربط البصرة جنوب العراق بالساحل الإيراني، ومنه نحو الهند والصين، وكانت الرحلة به تستغرق ستة أشهر. كانت الدولة تفرض إتاوات على القوافل، ما أمّن لها قطاعًا نقديًا ثابتًا للخزينة، غير أنه في زمن الخلافة العباسية في القاهرة، اكتشف البرتغاليون رأس الرجاء الصالح، فتحولت مع الاكتشاف الجديد طرق التجارة صوب نصف الكرة الجنوبي، ما أدَّى، آنذاك، إلى فقدان الدولة موقعها كمتحكم بالطرق التجارية، فأدى ذلك إلى زيادة الوضع الاقتصادي، خلال العهد المملوكي، تدهورًا. وعمومًا؛ فإن العهد المملوكي لم يتميز قط بازدهار اقتصادي، ويضرب المؤرخون مثالًا على ذلك بأن عدد سكان مصر وبلاد الشام قد انخفض إلى الثلث عمَّا كان الوضع عليه قبل استلام المماليك السلطةَ. ويعود ذلك بشكل رئيسي للفساد المالي، واحتكار الثروة، والصراعات بين المماليك أنفسهم، علمًا بأن المماليك قد تمتعوا باستقرار سياسيٍّ، بعد هزيمة المغول عام 1261م، وجلاء الصليبيين عام 1291م.
وكانت العملة الرسمية هي الدينار، وهو مطبوع من معدني الذهب والفضة، وكان ولاة الأمر يعمدون إلى خلطه بالقليل من النحاس أو البرونز، بهدف طباعة كميات أكبر من النقد. ونظام الضرائب مؤسس وفق الشريعة الإسلامية من خراج وعشور وزكاة، وفي بعض الأحيان كان السلاطين أو الخلفاء يفرضون ضرائب استثنائية لم تنص عليها الشريعة، ما تسبب في اعتراض الفقهاء، ومنها المكوس. وعمومًا؛ فإن الضرائب الإسلامية كانت في الغالب تُجبَى سنويًا، أما المكوس فتجبى شهريًا. أما إنفاق أموال الدولة فكان وفق رؤية السلاطين أو الخلفاء، فعلى الرغم من أن الشريعة قد نظمت طرق الجباية، لم تنظم طرق الإنفاق، ما أسهم في ارتباط طرق الإنفاق بشخصية الحاكم وحاشيته؛ إذا كان مصلحًا ملتزمًا أنفق المال في خدمة الدولة وتحسين مرافقها، أو أهمل الأمر كليًّا أو جزئيًّا، وقد نقل عن نفقات قصور الخلافة بأنها كانت تشكل ثلث واردات الدولة في بعض العهود.
إحدى مصادر الدخل كانت الغزوات؛ فقد اعتاد العباسيون في عهود القوة تسيير غزوة كل صيف نحو التخوم والثقور، ودعيت هذه الغزوات بالصوائف، ولم يكن الهدف منها توسيع رقعة الدولة بقدر ما كان كسب غنائم وكميات نقد جديدة، سواءٌ عن طرق الصلح بفرض الجزية، أم عن طريق الاستيلاء على مقدرات الأماكن المقصودة ونهبها؛ يمكن ملاحظة ذلك بأن مساحة الدولة لم تتسع حتى في عهود القوة، كما هو الحال في الدولتين الراشدية والأموية من قبلها، والعثمانية من بعدها.
مك

## المجتمع

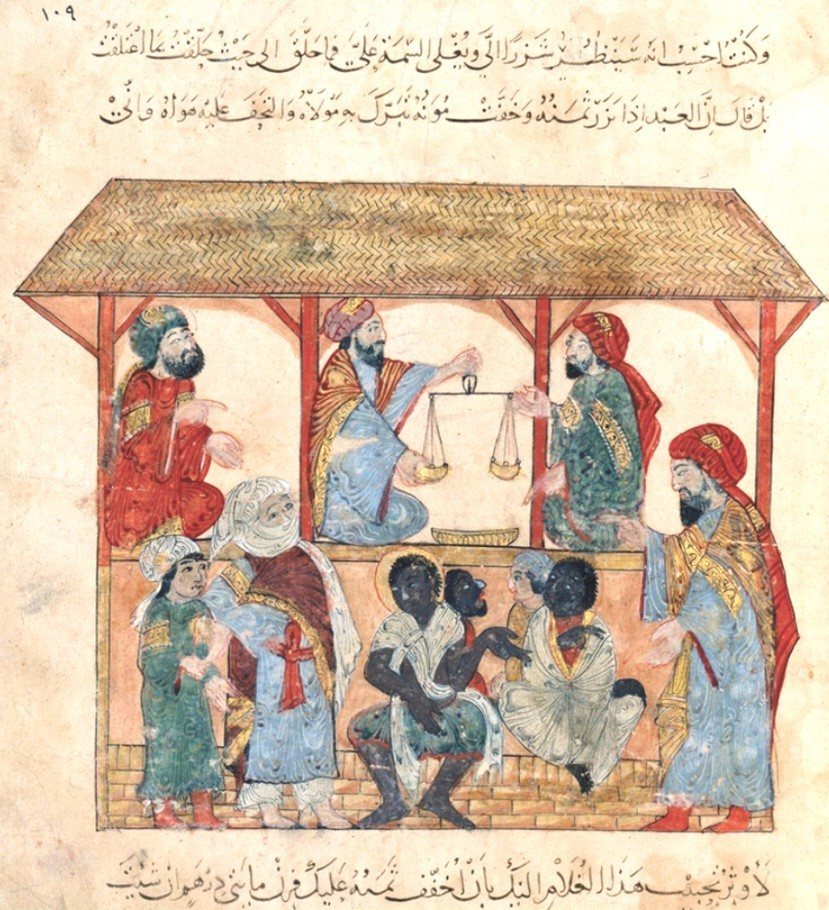
سوق لتجارة الرقيق في اليمن خلال القرن الثالث عشر.

المجتمع العباسي كان مقسمًا من ناحيتين؛ الأولى: الناحية الدينية؛ حيث يوجد عامة المسلمين، ومن ثم الموالي وهم العبيد المعتقون المسلمون، ومن ثم أهل الكتاب، وهم عموم رعايا الأديان التي اعترفت بها الشريعة الإسلامية، وأخيرًا الرقيق، وهم العبيد والجواري الذين كانوا يباعُون ويشترَوْن أو يُأسَرُون في عهد الدولة العباسية. أما الناحية الثانية، التي صُنف المجتمع على أساسها، فهي الطبقة الاجتماعية؛ على رأسها طبقة الحكام، والتي تشمل الخلفاء والأمراء والسلاطين والولاة والوزراء وقادة الجيش. وقد تميزت هذه الطبقة بالثراء والبذخ وتذوق الفنون. وأما الطبقة الثانية فهي طبقة علماء الدين والفقهاء، الذين كانوا يشكلون أساس النظام القضائي والفقهي والتعليمي كثيرًا، خلال عهود ضعف الدولة. أما الطبقة الثالثة فهي طبقة التجار، وهم بِدَوْرِهم ينقسمون إلى تجار كبار وآخرين صغار؛ أما التجار الكبار فغالبًا ما كانت تجارتهم تقوم على الرقيق أو المجوهرات وغيرهما، ولهؤلاء علاقة وثيقة مع طبقة الحكام، وأما التجار الصغار فيندرج في إطارهم الحرفيون والصناع وأرباب المهن، وقد كانوا يشكلون العصب الرئيس لحياة المدن إلى جانب الطبقة الرابعة التي تشمل الفلاحين الأقنان والعبيد. هذا، ويضيف بعض الباحثين طبقة أخرى ممثلة بجند الجيش؛ إذ كانت مهمة الجندية أشبه بمهمة دائمة آنذاك.
وكأي مجتمع أهلي كانت العائلة تعتبر الركيزة الأساس للمجتمع العباسي؛ يرأس الأسرة كبيرها، ومن حوله زوجاته وأولاده، وفي بعض الأحيان أحفاده؛ إذ إن الأولاد غالبًا ما يتزوجون في منازل آبائهم، ويعملون في مهن آبائهم، ما أدى إلى تخصص العائلات بمهنٍ معينة. أما المرأة في العصر العباسي فيمكن تمييز دورها في حقبتين؛ الحقبة الأولى: نرى آثارًا عديدة لها في الحياة العامة؛ فاشتهر عدد من المغنيات والشاعرات والأديبات، بل والسياسيات؛ كخيزران وزبيدة زوجتي هارون الرشيد، واللتين ساق لهما الباحث محمد خريس دورًا أساسيًّا في «جعل عصر الرشيد أزهى عصور العهد العباسي»، ويرى عدد من الباحثين أن انتشار الخلاعة في قصور الخلفاء وأثرياء المجتمع قد أثر سلبًا على وضع المرأة الاجتماعي خلال تلك الفترة، وفي المرحلة الثانية انكفأت المرأة من جديد نحو المنزل. وأما على صعيد القصر، فقد برز عدة نساء أيضًا؛ كزوجة المقتدي «شمس النهار»، على ما روى ابن الأثير، وكذلك زوجة طغرل بك، والتي «كانت سديدة الرأي فوّضها زوجها أمره في كثير من الأمور فكانت على أحسن تدبير».
الالتزام بالشريعة ومنكراتها كان متفاوتًا بدوره؛ فالمجتمع العباسي أساسًا مجتمع متدين، غير أن الحانات ومجالس السمر العامة ومناطق بيع المشروبات الكحولية كان موجودًا، خصوصًا في المدن الكبرى؛ حيث كان يختلط المسلمون بغير المسلمين، ممن تبيح لهم شرائعهم الخمر وغيره؛ يقول الباحث والمفكر المصري قاسم أمين، في كتابه «تحرير المرأة»: إن عادة النقاب قد ظهرت وانتشرت في العصر العباسي، تأثرًا من المسلمين بزرادشتيي فارس، وأنه انحصر انتشارها بين نساء المدن والطبقات العليا، وليس بين الفلاحات في الريف؛ كذلك فقد ندد أمين بعزل النساء في «الحرملك»، معتبرًا أنها عادة عباسية أيضًا. آراء أمين ومن تبعه في هذا الرأي تعتبر محل نقد من الباحثين المسلمين الآخرين الذي يؤكدون أن النقاب قد ظهر منذ عهد النبي محمد، وله ركائز في القرآن والحديث النبوي.
كان العلم متاحًا في المساجد والمدارس خلال عهود القوة، واحتضنت بغداد عددًا من أشهر جامعات العالم وأقواها، غير أنه خلال عهود الضعف كان قلة من الناس فقط يرسلون أولادهم إلى المساجد لتلقن العلوم، وغالبًا ما كان يُكتفَى بأكبر أبناء الأسرة. ولم يكن العلم في المساجد، وهو ما يطلق عليه عامةً اسم «كتاتيب»، يكفي سوى لتحفيظ القرآن، وانطلاقًا منه تعلّم القراءة والكتابة ومبادئ الحساب.